# 准粒子列表
凝聚體物理學的場方程跟高能量粒子物理學所用到的非常相似。因此粒子物理學的大部份理論都能被應用於凝聚体物理學，在凝聚态物理学上，类似于在相互作用粒子系统中的一个实体，当实体中的一个粒子在系统中朝一定方向运动，环绕该粒子的其它粒子云因为其间的相互作用而类似与被拖拽着向某个方向运动，这一系统就像一个自由运动着的整体，也就是一个準粒子。元激发（elementary excitation）是指物质中粒子之间、粒子自旋之间、带电粒子与电磁波之间各有相互作用，从而产生粒子的各种集体运动，通常表现为不同的振动或波动，其能量量子就是元激发。因其具有粒子的性状，又称准粒子。在凝聚态物理中，引入这样一个“准粒子”的概念非常重要。这是準粒子的列表：

## 统计特性
- 轴子 Axion、类轴子粒子 Axion-Like Particles (ALPs)：轴子是理论预言的极轻中性粒子，为解决粒子物理中的强CP问题而提出。类轴子粒子是具有类似性质但参数不同的粒子候选者。假设早期宇宙中存在高速旋转的轴子场，它逐渐减速并释放能量，最终稳定为极低质量的粒子，这一过程可解释为何强相互作用中未发现CP破坏（类似陀螺仪抵消了原本的倾斜）。这种粒子在洛伦兹变换下是一种轴矢量，而不是一般的矢量，与电磁场相互作用时，轴子表现为“旋转”的耦合（如电场与磁场互相感应），不同于普通粒子的矢量性。
  - 合成轴子 synthetic axion：拓扑绝缘体或外尔半金属中的涌现集体激发。
  - 动态轴子准粒子 dynamical axion quasiparticle (DAQ)：轴子理论上对应量子色动力学（QCD）中θ场的相干振荡，凝聚态系统的电动力学同样可以产生类似的θ场，材料的θ角（用于描述拓扑电磁响应）可以在时间上发生震荡，凝聚态中θ角的相干振荡可能导致与高能轴子粒子完全对应的物理现象。
- 任意子 Anyon：是理论物理学家弗朗克·威尔切克（Frank Wilczek）在1982年提出的概念，只存在二维空间的介于玻色子和费米子之间的全同粒子，可分为阿贝尔任意子与非阿贝尔任意子。当两个任意子交换位置时，它们的波函数不会像玻色子那样保持对称（相位因子为+1），也不会像费米子那样变为反对称（相位因子为-1），而是会获得一个任意的相位因子 {\displaystyle e^{i\theta }}，其中{\displaystyle \theta }可以是任何值（不仅仅是0或π）。这种“分数统计”（fractional statistics）是任意子的核心特征。
  - 阿贝尔任意子 Abelian Anyons：最简单的任意子类型，粒子交换时波函数获得的相位是一个固定的复数。
  - 半量子 Semion，反半量子 Anti-Semion：一类特殊的阿贝尔任意子，存在于具有二维拓扑序的量子多体系统中。两个半子交换位置时，系统的量子态会积累一个相位因子{\displaystyle e^{i\pi /2}=i}，而绕彼此一周（即双交换）的统计相位为{\displaystyle e^{i\pi }=-1}，介于玻色子（相位+1）和费米子（相位-1）之间，反半量子交换相位为{\displaystyle -{\pi /2}}，多个符半子可以组成玻色子或费米子。半子通常携带分数化的电荷（如 {\displaystyle e/2}，{\displaystyle e}为元电荷），与分数量子霍尔效应中的准粒子行为类似。理论研究表明，理想符半子气体的基态极可能是超流的，如果是带电的符半子，气体应呈现出超导性。有猜测电子可能是一对盘旋的带电符半子。
  - 非阿贝尔任意子 Non-Abelian Anyons：当两个非阿贝尔任意子交换位置时，波函数不仅获得相位，还发生量子态的线性变换（由酉矩阵描述）。
    - 伊辛任意子 Ising Anyons：属于非阿贝尔任意子中最简单的类型，其编织操作生成克利福德群(Clifford group)门，但它不能构建足够种类的逻辑门，不足以支持通用量子计算。
    - 斐波那契任意子 Fibonacci Anyons：Read-Rezayi态，支持通用量子计算，其编织操作可生成足够种类的逻辑门。其统计特性由斐波那契数列描述，是拓扑量子计算的核心模型之一。
    - {\displaystyle \mathrm {D} _{4}}拓扑序任意子 {\displaystyle \mathrm {D} _{4}} Symmetric Anyon：{\displaystyle \mathrm {D} _{4}}拓扑序属于有限群量子双模型，其任意子满足8阶二面体群的对称性，任意子的编织行为由群表示论决定，遵循非交换的编织规则（例如博罗米尼(Borromean)环结构）。对应不同的编织规则和融合通道，适用于容错量子计算中的复杂逻辑门操作。
    - {\displaystyle \mathrm {D} _{2n}}拓扑序任意子 {\displaystyle \mathrm {D} _{2n}} Symmetric Anyon：广义的二面体群拓扑序（如{\displaystyle \mathrm {D} _{6}}、{\displaystyle \mathrm {D} _{8}}等），其非阿贝尔性质与{\displaystyle \mathrm {D} _{4}}类似，但对称性更高。
    - {\displaystyle \operatorname {SU} (2)_{k}}拓扑序任意子 {\displaystyle \operatorname {SU} (2)_{k}} Anyon：基于{\displaystyle \operatorname {SU} (2)}群的非阿贝尔拓扑序（如SU(2)₃），其准粒子激发满足特定的融合规则和非交换统计。{\displaystyle \operatorname {SU} (2)_{1}}拓扑序，类似于阿贝尔拓扑序，任意子种类少。{\displaystyle \operatorname {SU} (2)_{2}}拓扑序，开始出现非阿贝尔特性，可能有伊辛任意子。{\displaystyle \operatorname {SU} (2)_{3}}拓扑序，更复杂的非阿贝尔结构，可能涉及斐波那契任意子。{\displaystyle \operatorname {SU} (2)_{k}}（{\displaystyle k{\geq }4}）拓扑序，随着k增大，会有更丰富的任意子种类和更复杂的融合规则。根据陈-西蒙斯理论，{\displaystyle \operatorname {SU} (2)_{k}}拓扑序可通过三维Chern-Simons场论描述，其拓扑性质由Wilson环算符的编织决定。根据共形场论，与{\displaystyle \operatorname {SU} (2)_{k}}相关的二维共形场论（如Wess-Zumino-Witten模型）提供任意子融合规则和统计的数学框架。
    - 四元数群({\displaystyle Q_{8}})拓扑序任意子 Quaternion Group ({\displaystyle Q_{8}}) Anyon：在凝聚态系统中，香港科技大学团队通过传输线网络实验首次直接观测到基于四元数群（Q8）的非阿贝尔拓扑荷。这一体系的一维能带系统在动量空间中表现出非交换的旋转对称性（如拓扑荷{\displaystyle {\pm }i}、{\displaystyle {\pm }j}、{\displaystyle {\pm }k}），其边界态分布遵循非阿贝尔商准则（例如拓扑荷+i和+j的界面态对应-k的拓扑荷），突破了传统阿贝尔拓扑序的体-边对应关系。
    - 普法夫任意子 Pfaffian Anyon：{\displaystyle \nu ={3/2,9/2}}填充态的基态波函数可用Moore-Read（Pfaffian）态描述。准粒子激发满足非阿贝尔统计。除Pfaffian态外，还存在时间反演对称的anti-Pfaffian态和粒子空穴对称 Pfaffian态。这些态在拓扑序和准粒子统计上与Pfaffian态不同，但同样具有非阿贝尔特性。康奈尔大学团队在双层转角MoTe₂中观测到{\displaystyle \nu ={3}}的分数量子自旋霍尔效应迹象，推测其可能由两个互为时间反演的{\displaystyle \nu ={3/2}}分数陈绝缘体构成，对应anti-Pfaffian态。在分数量子霍尔效应中，{\displaystyle \nu ={5/2}}填充态被证实具有粒子-空穴普法夫（PH-Pfaffian）拓扑序。通过隔离其分数通道（{\displaystyle 1/2}电荷模式和中性模式），实验测得半量子化的热导率，直接支持了非阿贝尔任意子的存在。偶数分母态（如{\displaystyle \nu ={1/2,3/4}}）的拓扑相变可能对应单分量Pfaffian态。
    - 哈普林任意子 Halperin Anyon：（标准哈普林331态 standard Halperin 331 state），通过向空陈带添加粒子并在占用陈带添加空空穴来构建。电子空穴哈普林态（PH-Halperin state），是阿贝尔拓扑有序态，等量的电子和空穴被添加到母体伊辛-陈绝缘体上，不同于在标准量子霍尔效应中构建的哈普林态，因为电子位于具有相反陈数的陈带上。它们也不同于分数量子自旋霍尔效应中讨论的哈普林电子态，因为它们通常破坏时间反转对称性，并且对两个谷的占用不相等。根据味内（intra-flavor，{\displaystyle m}）和味间（inter-flavor，{\displaystyle n}）指数的相关性电子空穴哈普林态有如下分数态：{\displaystyle m=n+2}，PH 331 态，整数霍尔电导率{\displaystyle \sigma _{xy}={e2/h}}，分数谷填充物{\displaystyle \nu _{e}^{\uparrow }=1/4}和{\displaystyle \nu _{e}^{\downarrow }=3/4}；{\displaystyle m=n+1}，PH 332 态，整数霍尔电导率{\displaystyle \sigma _{xy}={e2/h}}，分数谷填充物{\displaystyle \nu _{e}^{\uparrow }=1/5}和{\displaystyle \nu _{e}^{\downarrow }=4/5}；{\displaystyle m=n+2}，PH 112 态，整数霍尔电导率{\displaystyle \sigma _{xy}={3e2/h}}，分数谷填充物{\displaystyle \nu _{e}^{\uparrow }=1/3}和{\displaystyle \nu _{e}^{\downarrow }=2/3}；{\displaystyle m=n+2}，PH 113 态，整数霍尔电导率{\displaystyle \sigma _{xy}={2e2/h}}，分数谷填充物{\displaystyle \nu _{e}^{\uparrow }=1/4}和{\displaystyle \nu _{e}^{\downarrow }=3/4}。带电巡回准粒子 charged itinerant quasiparticle、带电漂移准粒子 charged drifting quasiparticle、中性巡回准粒子 neutral itinerant quasiparticle、中性漂移准粒子 neutral drifting quasiparticles
    - 准费米子 Parafermions：也称为仲费米子，是仲统计的一种具体实现，也可以看作任意子的扩展。它在凝聚态物理中指一种广义化的马约拉纳费米子，具有{\displaystyle Z_{n}}对称性（而非马约拉纳费米子的{\displaystyle Z_{2}}），其统计性质介于费米子和更复杂的非阿贝尔统计之间。
    - 马约拉纳任意子 Majorana Anyon：是拓扑量子系统中的一种准粒子，具有非阿贝尔统计特性。其本质是电子与空穴的叠加态，通过编织操作(如交换路径)可编码量子信息，且不受局部扰动影响。
- 马约拉纳粒子 Majorana particle[1]：是由不同的产生湮灭算符线性叠加得到的自共轭算符所激发的准粒子。电子，空穴
  - 马约拉纳零能模 Majorana Zero mode (MZM)：在凝聚态体系中，当超导态（1D-Kitaev Chain，2D{\displaystyle -p+ip}波超导）的体态处于拓扑非平凡相时，由于体边对偶关系，将出现一系列定域在边缘的特殊零能模式（一维端点，二维涡旋）。这改变了涡旋的量子统计性质，形成了一种有非阿贝尔统计的新型粒子。乘法马约拉纳零模 Multiplicative Majorana zero-mode、棱马约拉纳平带 Hinge Majorana flat band（完整的马约拉纳平带，跨越整个棱布里渊区）、前体孤立马约拉纳模 Precursors of Majorana modes (PMMS)、螺旋马约拉纳模 Helical Majorana Modes、孤立马约拉纳模 Isolated Majorana modes (MMS)、基塔耶夫马约拉纳端态 Kitaev's Majorana end states、 马约拉纳克拉默对 Majorana Kramers pairs
  - 马约拉纳束缚态 Majorana bound states (MBSs)：丐版马约拉纳粒子 poor man’s majoranas，是凝聚态物理中出现的非阿贝尔激发最简单的例子之一。基于一个纳米线中的两个量子点，可以扩展到一个更大的量子点Kitaev链，具有更稳健的马约拉纳粒子行为。它缺乏马约拉纳粒子的拓扑保护，只在非常小的参数范围内稳定。
  - 安德列夫束缚态 Andreev Bound State (ABS)：安子，在超导体-正常金属界面处，电子和空穴对反射转换过程形成形成的束缚态、在拓扑系统中可能是马约拉纳零模的前身。在不均匀的超导体里面，任何体能隙内的束缚态都可以叫做ABS态，马约拉纳束缚态也可以看作是一种非常特殊的ABS态，CdGM态和YSR态也是ABS态。
  - 于-柴-鲁西诺夫束缚态 Yu-Shiba-Rusinov (YSR) bound states：磁性杂质诱导的具有自旋极化的局部束缚态，超导体中两大类缺陷态之一。
  - 卡罗利-德热纳-马特里康束缚态 Caroli-de-Gennes-Matricon (CdGM) bound states：磁场诱导的磁通涡旋内的磁通束缚态，超导体中两大类缺陷态之一。
- 辫结子 Plekton；由 Klaus Fredenhagen 等人在 1990 年代的量子场论研究中提出，旨在描述一种更广义的辫结统计粒子，特别是在 (2+1) 维量子场论的背景下。其定义更强调其与局部量子场论的兼容性。其统计特性遵循辫群统计 (braid statistics)，即它们的交换行为由辫子群{\displaystyle B_{n}}的表示决定，而不是置换群{\displaystyle S_{n}}，在二维系统中，可以表现出阿贝尔或非阿贝尔统计。它与任意子有一些细微区别，其被设计为遵循代数量子场论的因果律，即仅要求可观测量在类空分离时对易，而非整个场算符。这种宽松的约束允许 辫结子在理论上具有更灵活的统计行为。
- 仲粒子 Paraparticles：仲统计粒子 Parastatistics Particles，可以在三维空间中存在并遵循仲统计（parastatistics）的粒子。最早由澳大利亚物理学家 H.S. Green 于 1950 年提出，旨在解决量子场论中某些粒子可能表现出超出费米子和玻色子行为的统计特性。在某些高能物理或凝聚态物理系统中，研究者发现需要更灵活的统计规则来描述粒子的行为，尤其是在涉及高阶对称性或奇异量子态时。仲统计粒子的波函数具有更高阶的对称性，通常通过群论中的杨图表（Young Tableaux）来描述。例如，一个 {\displaystyle p=2} 的准玻色子系统可能对应于对称群{\displaystyle S_{n}}的某个不可约表示，而不是简单的全对称或全反对称表示。仲统计引入了仲玻色子和仲费米子，它们通过一个参数 {\displaystyle p}（称为“阶数”）来调控量子态的占用数限制，从而在费米统计和玻色统计之间提供了一个连续的过渡。（极限情况，{\displaystyle p=1}：准玻色子 → 玻色子，准费米子 → 费米子。{\displaystyle p\to \infty }：准玻色子趋向于完全玻色子行为，而准费米子则无严格意义上的无限极限，因为其本质上仍受限于某种排斥性。）
  - 仲玻色子 Parabosons：与玻色子类似，准玻色子允许多粒子占据同一量子态，但不像玻色子那样可以无限堆积，而是受到最大占用数 {\displaystyle p} 的限制。当 {\displaystyle p=1} 时，准玻色子的行为退化为普通玻色子。当 {\displaystyle p}增加时，准玻色子的行为逐渐偏离玻色子，但永远不会完全等同于费米子。
  - 仲费米子 Parafermions：与费米子类似，准费米子受到占用数限制，但每个量子态的占用上限不是严格的 0 或 1，而是 {\displaystyle p}。当 {\displaystyle p=1} 时，准费米子退化为普通费米子。当 {\displaystyle p} 增加时，准费米子允许更多粒子共享同一量子态，表现出介于费米子和玻色子之间的特性。
- 量子E8粒子 Quantum {\displaystyle E_{8}} particles：一个能被{\displaystyle E_{8}}例外李代数严格描述的量子{\displaystyle E_{8}}可积模型，这个量子可积模型的低能激发包含8种带质量的准粒子，其中的物理现象可被这些粒子间的相互作用描述。其包含这些准粒子的质量谱由E8李代数的根系结构决定，而{\displaystyle E_{8}}作为一个秩为8的例外李代数，其根系可以通过其嘉当(Cartan)矩阵或Dynkin图来表征。在量子E8可积模型中，这8种准粒子的质量是按照特定的数学关系排列的，通常记为{\displaystyle m_{1},m_{2},m_{3},m_{4},m_{5},m_{6},m_{7},m_{8}}，其中 {\displaystyle m_{1}}是最轻的粒子质量，其他粒子的质量按一定比例递增。这些比例来源于E8根系的几何性质，并且可以通过E8的数学结构精确计算出来。你提到的 {\displaystyle m_{2}/m_{1}=2\cos(\pi /5)\approx 1.618}正是黄金分割比，这是{\displaystyle E_{8}}质量谱的一个显著特征。以下是{\displaystyle E_{8}}可积模型中8种准粒子的质量（以 {\displaystyle m_{1}}为单位）的近似数值，这些质量的表达式来源于{\displaystyle E_{8}}李代数根系的三角函数表示，具体推导涉及{\displaystyle E_{8}}的Cartan矩阵的对角化和根系的投影，它们通常按照从小到大的顺序排列：
  - {\displaystyle m_{1}}：最轻的准粒子，设为单位质量。
  - {\displaystyle m_{2}=2\cos(\pi /5)m_{1}\approx 1.618m_{1}}：第二个准粒子，质量与黄金分割比相关。
  - {\displaystyle m_{3}=2\cos(\pi /30)m_{1}\approx 1.956m_{1}}：第三个准粒子。
  - {\displaystyle m_{4}=4\cos(\pi /5)\cos(7\pi /30)m_{1}\approx 2.405m_{1}}：第四个准粒子。
  - {\displaystyle m_{5}=4\cos(\pi /5)\cos(2\pi /15)m_{1}\approx 2.956m_{1}}：第五个准粒子。
  - {\displaystyle m_{6}=4\cos(\pi /5)\cos(\pi /30)m_{1}\approx 3.218m_{1}}：第六个准粒子。
  - {\displaystyle m_{7}=8\cos(\pi /5)^{2}\cos(7\pi /30)m_{1}\approx 3.891m_{1}}：第七个准粒子。
  - {\displaystyle m_{8}=8\cos(\pi /5)^{2}\cos(2\pi /15)m_{1}\approx 4.783m_{1}}：第八个准粒子，也是最重的。
- 拓扑费米子 Topological Fermion：在凝聚态物理中，由于集体行为（如电子相互作用、晶格对称性、自旋-轨道耦合等）而出现的有效准粒子，它们表现出类似费米子（如电子）的统计性质（服从费米-狄拉克统计）。
  - 狄拉克费米子 Dirac Fermion：四重简并，有质量的反粒子与自身不同的费米子，以保罗·狄拉克命名，可以用狄拉克方程描述。一个狄拉克费米子相当于两个外尔费米子。根据倾斜项分为：第一类狄拉克费米子 type-I Dirac fermion（保持洛伦兹不变性）、第二类狄拉克费米子 type-II Dirac fermion（不满足洛伦兹不变性）、第三类狄拉克费米子 type-III Dirac fermion（高温相、高陈数、高阶倾斜项）。
    - 无质量狄拉克费米 Massless Dirac fermion：一维狄拉克费米子 One-dimensional Dirac fermion、二维狄拉克费米子 Two-dimensional Dirac fermion、三维狄拉克费米子 three-dimensional Dirac fermion、准二维狄拉克费米子 quasi-Two-dimensional Dirac fermion
    - 有质量狄拉克费米 Massive Dirac fermion、随机质量狄拉克费米子 random mass Dirac fermion
    - 手性狄拉克费米子 Chiral Dirac Fermion：味外尔费米子 flavor Weyl fermion，在一类弱自旋-轨道耦合的反铁磁体系中，由于电子自旋与晶格的旋转对称性部分分离，该体系隐含一种由晶格平移联合自旋转动生成的SU(2)同位旋对称性，这种对称性会将两个手性相同的外尔费米子联系起来，使之组合成为一个四重简并的非零手性费米子。
    - 双折射狄拉克费米子 birefringent Dirac fermion：可以在界面输运上体现出双折射的效应。
    - 螺旋狄拉克费米子 Helical Dirac fermion：是一种特殊的电荷载体，其行为类似于无质量的相对论粒子，其内在的角动量（自旋）与其平移动量锁定在一起。
    - 沙漏型狄拉克费米子 Hourglass Dirac fermion：综合空间反演、时间反演和多个滑移镜面，可以出现。
    - 谷狄拉克费米子 valley Dirac fermion：单谷狄拉克费米子 Single valley Dirac fermion、双谷狄拉克费米子 Double valley Dirac fermion、自旋谷耦合狄拉克费米子 spin-valley coupled Dirac fermions（谷对比自旋极化狄拉克费米子 valley-contrasting spin-polarized Dirac fermions）
    - 磁性狄拉克费米子 Magnetic Dirac fermion：铁磁狄拉克费米子 ferromagnetic Dirac fermion、反铁磁狄拉克费米子 antiferromagnetic Dirac fermion
    - 弗洛凯-狄拉克费米子 Floquet-Dirac fermion
    - 三狄拉克费米子 Three-Dirac-fermion：具有三重简并能带的准粒子，其能带交叉点呈现狄拉克锥结构。

  - 外尔费米子 Weyl Fermion：两重简并，無質量費米子，是赫尔曼·魏尔從狄拉克方程式中得出的解，被稱為魏尔方程式。狄拉克費米子可以視為左手的魏尔費米子與右手的魏尔費米子的組合。根据倾斜项分为：第一类外尔费米子 type-I Weyl fermion（保持洛伦兹不变性）、第二类外尔费米子 type-II Weyl fermion（不满足洛伦兹不变性）、第三类外尔费米子 type-III Weyl fermion（高温相、高陈数、高阶倾斜项），第四类外尔费米子 type-IV Weyl fermion（不稳定复频率）。
    - 一维外尔费米子 One-dimensional Weyl fermion（one-dimensional Weyl mode）、二维外尔费米子 Two-dimensional Weyl fermion、三维外尔费米子 three-dimensional Weyl fermion
    - 双外尔费米子 double-Weyl fermion（二次色散双外尔费米子 quadratic double Weyl fermion）、三外尔费米子 triple-Weyl fermion（三次色散）
    - 多重外尔费米子 Multifold Weyl Fermion：在特定手性晶体中，多个外尔点通过晶体对称性耦合，形成多重简并的能带交叉点，其准粒子激发具有更高阶的手性特征。
      - 四重简并外尔费米子 Fourfold Degenerate Weyl Fermion（拓扑荷±2）、六重简并外尔费米子 Sixfold Degenerate Weyl Fermion（拓扑荷±3）、八重简并外尔费米子 Eightfold Degenerate Weyl Fermion（拓扑荷±4）

    - 沙漏型外尔费米子 hourglass Weyl fermion、双沙漏型外尔费米子 double hourglass Weyl fermion
    - 克拉默-外尔费米子 Kramers-Weyl fermion：结合时间反演对称性和手性外尔费米子的特性，克拉默斯-外尔费米子在非中心对称晶体中由Kramers简并保护形成。其能带交叉点具有自旋-动量锁定特性，且表面态表现为螺旋型费米弧。
    - 磁性外尔费米子 Magnetic Weyl fermion：铁磁外尔费米子 Ferromagnetic Weyl Fermion、反铁磁外尔费米子 antiferromagnetic Weyl Fermion
    - 三端外尔复合体 Three-terminal Weyl complex：某些晶体中存在着手性相反且拓扑电荷不相等受到晶体旋转对称性的保护的外尔点，共同形成了非常规的三端外尔复合体。包含了单个拓扑电荷为+2的双外尔点和一对拓扑电荷为-1的单外尔点，使得总的拓扑电荷守恒。

  - 高折叠手性费米子 higher-fold chiral fermion：多层的类外尔费米子，在多个间隙中具有非零手性电荷。类狄拉克非手性费米子在每个间隙中都具有零手性电荷，而类外尔手性费米子在多个间隙中都具有非零手性电荷。对于N-重手性费米子，引入多间隙手性电荷 {\displaystyle C}=（{\displaystyle C_{1}}，{\displaystyle C_{2}}，…，{\displaystyle C_{n-1}}），其中包括每个带隙一个整数。从这里开始，体边界对应关系指定在间隙{\displaystyle i}中存在{\displaystyle C_{i}}手性表面态（费米弧）。这些状态也称为手性状态，因为在表面布里渊区中沿闭合路径选定的化学势下，存在净非零数量的向左或向右移动的准粒子。在多间隙情况下，多个间隙中左移子或右移子的净数量为非零，导致手性费米弧在能量方向上堆叠。三折叠手性费米子 threefold chiral fermion
  - 狄拉克-外尔费米子 Dirac-Weyl fermion：是一对由时间反演对称性T相关的螺旋边缘态，它们连接了一个Dirac点和两个独立Weyl节点的投影，表明Dirac点与Weyl点作为一个整体是相互连接的。二维狄拉克-外尔费米子 Two-dimensional Dirac-Weyl fermion
  - 半狄拉克费米子 Semi-Dirac fermion：能带色散在某一动量方向呈线性（类似狄拉克费米子），而在垂直方向呈二次函数（类似普通费米子），形成非对称色散关系。
  - 三重简并费米子 Threefold Degenerate Fermion：也称为三分量费米子 three-component fermion，在能量相同的点存在三个不同的能级，这些能级能量一样，但自旋数不一样，属于不同的能级。自旋张量和自旋矢量动量耦合之间的相互作用可以诱导三种不同单极电荷分类的三重简并费米子（{\displaystyle C={\pm }2,{\pm }1,0}）。
    - 双三重费米子 double-triple fermion：type-I DTPs、type-II DTPs、type-III DTPs

  - 多重简并费米子 Multifold Fermions：能带交叉点具有高于二重或三重的简并度（如四重、六重），通常与晶体的高对称性相关。
    - 六重简并费米子 Sixfold Degenerate Fermion：能带在动量空间某点形成6个对称分布的支点（类似狄拉克锥但多分支），受晶体对称性（如立方体对称性）保护。
    - 八重简并费米子 Eightfold Degenerate Fermion：能带在特定对称点（如立方体的体心）出现8个简并态，常见于具有四重对称性的材料（如过渡金属氧化物）。
    - 十重简并费米子 Tenfold Degenerate Fermion、12重简并费米子 12-Fold Degenerate Fermion、14重简并费米子 14-Fold Degenerate Fermion、16重简并费米子 16-Fold Degenerate Fermion、18重简并费米子 18-Fold Degenerate Fermion（18重能带简并度的交叠羽毛状费米口袋）
    - 五重简并费米子 Fivefold Degenerate Fermion：能带交叉点具有5重简并，受非西尔韦斯特对称性（如螺旋对称或滑移对称）保护，可能出现在手性晶体中。
    - 七重简并费米子 (Sevenfold Degenerate Fermions：能带在高对称点形成7重简并，可能与奇数对称性（如{\displaystyle C_{7}}旋转对称）相关。
    - 九重简并费米子 (Ninefold Degenerate Fermions：能带交叉点具有9重简并，可能由多重对称性叠加（如{\displaystyle C_{3}}旋转对称和镜面对称）产生。

  - 节点线费米子 Node-line Fermion：能带在动量空间中形成一条连续的线状节点（类似贝里曲率偶极子），受晶格对称性保护。根据倾斜项分为：第一类节点线费米子 type-I Node-line fermion（保持洛伦兹不变性）、第二类节点线费米子 type-II Node-line fermion（不满足洛伦兹不变性）、第三类节点线费米子 type-III Node-line fermion（高温相、高陈数、高阶倾斜项）。
    - 节点点费米子 Nodal-point Fermion（零维，狄拉克费米子、外尔费米子），单极型外尔点 Monopole Weyl Points、陈数-1 单极性外尔点 charge-one isolated Weyl points、陈数-2 单极性外尔点 charge-two isolated Weyl points、陈数-4 单极性外尔点 charge-4 isolated Weyl points
    - 节点线费米子 Nodal line fermion（一维）、狄拉克节点线费米子 Dirac nodal-line fermion、外尔节点线费米子 Weyl nodal-line fermion、克拉默节点线费米子 Kramers nodal-line fermion、复合外尔节点点-线费米子 composite Weyl Nodal Point-Line Fermion、复合外尔节点点-面费米子 composite Weyl nodal point-surface Fermion、复合外尔节点线-面费米子 composite Weyl nodal line-surface Fermion、沙漏节点线费米子 Hourglass nodal-line fermion、双节点线费米子 double Nodal-line fermion、二次型色散节点线费米子 quadratic dispersion nodal-line fermion、三次型色散节点线费米子 cubic dispersion nodal-line fermion
    - 节点圈费米子 Nodal loop fermion、第一类节点圈费米子 Type-I nodal loop fermion、第二类节点圈费米子 Type-II nodal loop fermion、狄拉克节点圈费米子 Dirac Nodal Loop Fermion、外尔节点圈费米子 Weyl Nodal loop fermion、、沙漏节点圈费米子 hourglass Nodal loop fermion、双外尔节点环米子 double Weyl nodal rings fermion、狄拉克节点球费米子 Dirac-Nodal-Sphere fermion、赝狄拉克节点球费米子 Pseudo Dirac-Nodal-Sphere fermion
    - 节点面费米子 Nodal surface fermion：二维，分两类 Class-I nodal surface 和 Class-II nodal surface，在不考虑自旋轨道耦合情况下，Class-I nodal surface 由时空反演对称（space-time inversion symmetry）和子格子对称（sublattice symmetry）保护，可以用一个{\displaystyle Z_{2}}拓扑数来表征；Class-II nodal surface是由两重螺旋（two fold screw symmetry）和时间反演（time reversal symmetry）联合操作对称保证的。
    - 联结费米子 Nexus Fermion：能带在动量空间中形成复杂的扭结（Nexus）交叉，而非简单的点或线。当破坏结构中的水平镜面之后，之前连接两个三重简并点的节线会劈裂成四条节线，其中新增的三条节线位于三个垂直的镜面上而之前沿心方向的节线仍然保留，三重简并费米子就变成了联结费米子，它可以被认为是多条节线的起始点。一个联结（Nexus）费米子，应该会变成两个Weyl 费米子，并且这两个Weyl 费米子不属于一对。
    - 多重节点费米子 Multi-nodal Fermions：由多种对称性共同保护形成多个节点（如点、线、环）的准粒子。

  - 赝自旋-1/2 狄拉克-外尔费米子 pseudospin-1/2 Dirac-Weyl fermion、赝自旋-1 狄拉克-外尔费米子 pseudospin-1 Dirac-Weyl fermion、赝自旋-3/2 狄拉克-外尔费米子 pseudospin-3/2 Dirac-Weyl fermion、赝自旋-2 狄拉克-外尔费米子 pseudospin-2 Dirac-Weyl fermion、赝自旋-1 外尔费米子 Pseudospin-1 Weyl Fermion 、赝自旋-1 三重简并费米子 pseudospin-1 Threefold Degenerate fermion（赝自旋-1 麦克斯韦费米子 pseudospin-1 Maxwell fermion）、双重自旋-1/2 四重费米子 double spin-1/2 fourfold fermion、自旋-3/2 四重费米子 spin-3/2 fourfold fermion（Massive fourfold spin-3/2 Rarita-Schwinger-Weyl (RSW) fermion）、双自旋-1 六重费米子 double spin-1 sixfold fermion（sixfold double spin-1 Weyl fermion）、自旋-1/2 外尔费米子 spin-1/2 Weyl fermion、自旋-1/2 双外尔费米子 Spin-1/2 double-Weyl fermion、自旋-1 三重点费米子 Spin-1 triple-point fermion、自旋-1 双三重点费米子 Spin-1 double-triple-point fermion、拓扑荷-1 外尔费米子 Charge-1 Weyl fermion、拓扑荷-2 外尔费米子 Charge-2 Weyl fermion、拓扑荷-3 外尔费米子 Charge-3 Weyl fermion、拓扑荷-4 外尔费米子 Charge-4 Weyl fermion、二次色散外尔费米子 quadratic Weyl fermion、拓扑荷-2 二次色散外尔费米子 Charge-2 quadratic Weyl fermion、三次色散外尔费米子 cubic Weyl fermion、三重费米子 Triple fermion、拓扑荷-2 三重费米子 Charge-2 triple fermion、二次色散三重费米子 Quadratic triple fermion、二次色散接触点三重费米子 Quadratic contact triple fermion、狄拉克费米子 Dirac fermion、拓扑荷-2 狄拉克费米子 Charge-2 Dirac fermion、拓扑荷-4 狄拉克费米子 Charge-4 Dirac fermion、二次色散狄拉克费米子 Quadratic Dirac fermion（四重简并）、拓扑荷-4 二次色散狄拉克费米子 Charge-4 quadratic Dirac fermion、二次色散接触点狄拉克费米子 Quadratic contact Dirac fermion、三次色散狄拉克费米子 Cubic Dirac fermion、三次色散交叉狄拉克费米子 Cubic crossing Dirac fermion、六重费米子 Sextuple fermion、拓扑荷-4 六重费米子 Charge-4 sextuple fermion、二次色散接触点六重费米子 Quadratic contact sextuple fermion、八重费米子 Octuple fermion、外尔节线费米子 Weyl nodal-line fermion、外尔节线网费米子 Weyl nodal-line net fermion、二次色散节线费米子 Quadratic nodal line fermion、三次色散节线费米子 Cubic nodal-line fermion、狄拉克节线费米子 Dirac nodal-line fermion（fourfold degenerate nodal line fermion）、狄拉克节线网费米子 Dirac nodal-line net fermion、节面费米子 Nodal surface fermion、7节线联结四重简并费米子 four-fold degenerate 7-nodal-line-nexus fermion、13狄拉克节线联结费米子 13 Dirac nodal-line nexus fermion、三重沙漏外尔费米子 Triple hourglass Weyl fermion、全自旋极化沙漏拓扑荷-3外尔费米子 Fully spin-polarized hourglass charge-three Weyl fermion、沙漏狄拉克节线环费米子 hourglass Dirac nodal loop fermion、沙漏外尔节线环费米子 hourglass Weyl nodal loop fermion、沙漏狄拉克节线链费米子 hourglass Dirac nodal chain fermion、沙漏外尔节线链费米子 hourglass Weyl nodal chain fermion、二次色散四重简并狄拉克费米子 0D quadratic dispersion four-fold degenerate Dirac fermion、八重简并双狄拉克费米子 eightfold-degenerate double Dirac fermion、二次/线性节点线费米子 1D quadratic/linear nodal-line fermion、 沙漏节点线狄拉克费米子 1D hourglass nodal-line Dirac fermion，二维对称性强制节点表面费米子 2D symmetry-enforced nodal surface fermion
  - 墙纸费米子 Wallpaper fermion：物理上，表面态的简并和相容关系可以约束为17个二维墙纸群的不可约共表示。
    - 墙纸狄拉克费米子 Wallpaper Dirac Fermion：四重简并狄拉克费米子 fourfold-degenerate Dirac fermion，非对称晶体可以容纳特征性的双面狄拉克锥，在狄拉克点上具有四倍简并性，受壁纸群对称性的保护。
    - 莫比乌斯费米子 Möbius Fermion：能带结构具有非平庸的拓扑缠绕特性，类似于莫比乌斯带的几何结构。其波函数在动量空间中经历周期性相位翻转，导致独特的量子输运行为（如分数化电荷激发）。
    - 沙漏费米子 HourGlass Fermion：能带在三维动量空间中形成沙漏状的交叉节点，通常出现在磁性材料或强关联体系中。

  - 螺旋费米子 Helicoid fermionic：具有螺旋弧量子态（helicoid-arc quantum states）的拓扑手性晶体，这些晶体表面的电子显示出一种极不寻常的螺旋状费米子结构，它绕着两个高度对称的动量旋转，表明电子的拓扑手性。体乘简并带费米子的存在是由晶体对称性来保证的。
  - 平带费米子 Flat-Band Fermion：在具有平坦能带（能量与动量无关）的系统中出现的费米子，通常由几何挫折或强关联体系中。
  - 电荷中性费米子 charge-neutral fermion：在电子强大的相互作用下产生的一种电中性费米子，不带正电或负电的中性粒子有可能存在于绝缘体中并能自由移动。
  - 无自旋轨道费米子 spinless fermion：忽略自旋轨道耦合效应的准粒子模型，其能带简并度较低，且量子态仅由动量空间位置决定。无自旋间隙类复合费米子 spin-less gapped composite-fermion-like
  - 高自旋手性费米子 higher-spin chiral fermion
  - 双重态費米子 two-fold fermion：1964年，尤金·维格纳（Eugene Wigner）提出了一种可能的新型费米子理论，除了自旋自由度，还存在一个离散自由度 {\displaystyle n}，称为“维格纳简并性”。{\displaystyle n} 自由度源自宇称（{\displaystyle P}）和时间反演（{\displaystyle T}）对称性的非常规表示，可能导致自旋与统计关联的修正。双重态费米子共有四种状态组合，其对称性群的投影表示允许新的统计行为。
  - 馬約拉納費米子 Majorana fermion：反粒子与自身相同的费米子。由马约拉纳对狄拉克方程式改写得到了马约拉纳方程式。它同时是半个电子和半个空穴。一次色散马约拉纳费米子 linear dispersions Majorana fermion、三次色散马约拉纳费米子 cubic dispersions Majorana fermion、哑铃马约拉纳费米子 Dumbbell Majorana fermion（哑铃费米子 Dumbbell fermion）、弗洛凯马约拉纳费米子 Floquet Majorana fermions、手性马约拉纳费米子 Chiral Majorana fermions、螺旋马约拉纳费米子 helical Majorana fermions、缀饰马约拉纳费米子 Dressed Majorana Fermion、a型偶然简并马约拉纳费米子 a-Type accidental degeneracy Majorana Fermion、b型对称性强制简并马约拉纳费米子 b-Type symmetry-enforced degeneracy Majorana Fermion
  - 麦克斯韦费米子 Maxwell Fermion：用麦克斯韦方程（满足自旋1的对易关系）描述的费米子激发。在具有线性色散的能带交叉点中，能带色散满足麦克斯韦方程形式。
  - 威尔逊费米子 Wilson Fermion：在狄拉克点附近具有线性色散，但破坏了手性或奇偶对称性，从而可以在晶格上实现不成对的狄拉克锥。形态表现为类似于半斯格明子(half skyrmion)、半斯格明子对(half-skyrmion pair)和奈尔斯格明子(Néel-skyrmion)结构的拓扑自旋纹理，具体取决于它们的质量。一维威尔逊费米子 1D Wilson fermions、二维威尔逊费米子 2D Wilson fermions、广义威尔逊-狄拉克费米子 Generalized Wilson-Dirac fermions、轻威尔逊费米子 light Wilson fermion、无质量威尔逊费米子 massless Wilson fermions、负质量威尔逊费米子 negative-mass Wilson fermions
  - 卡洛西-拉廷格-马特里肯费米子 Caroli-de Gennes-Matricon Fermions：在第二类超导体的磁通涡旋核心处，超导能隙的抑制会导致准粒子形成离散的束缚态。
  - 拉里塔-施温格费米子 Rarita-Schwinger Fermion：两位物理学家William Rarita和Julian Schwinger在1941年预测了这种类型的准粒子，后来被称为Rarita-Schwinger费米子。
  - 布朗-扎克费米子 Brown-Zak Fermion：在石墨烯超晶格中，强磁场下由朗道能级与晶格周期耦合形成，具有螺旋对称性，具有高迁移率和独特量子数。
  - 安德森费米子 Anderson Fermions：在强关联电子系统或无序体系中，因量子干涉效应局域化的费米子准粒子。
  - 戈德斯通费米子 Goldstone Fermion：理论上可能存在高自旋（如自旋-3/2）的对称性生成元，其破缺可能产生费米性戈德斯通粒子。
  - 路德维希费米子 Luttinger Fermion：一维费米液体理论中的准粒子。
  - 玻戈留玻夫复合费米子 Bogoliubov composite fermion：流动中性粒子，存在于摩尔-里德态（Moore-Read state）或 标准哈普林331态（standard Halperin 331 state）。中性玻戈留玻夫复合费米子 neutral Bogoliubov composite fermion
  - 重费米子 Heavy Fermions：强关联电子体系中因局域化f电子与传导电子杂化形成的准粒子，其有效质量可达自由电子的数百至数千倍。二维重费米子 Two-dimensional heavy fermions 、重外尔费米子 heavy Weyl Fermion、重狄拉克费米子 heavy Dirac Fermion
  - 正交费米子 Orthogonal Fermions：将正交费米场与伊辛物质场组合可以得到复合费米子，正交费米子由于不具有规范不变性，不能通过常规的观测费米面的实验手段，如角分辨光电子能谱测量到。
  - 独占费米子 Exclusive Fermions：当两个自旋相反的费米子被禁止占据同一量子能级时，就会出现一个独占费米子系统。
  - 非厄米费米子 Non-Hermitian Fermions：在开放系统（如存在耗散或光子耦合）中，能带具有虚部，导致粒子随时间演化时发生指数衰减或增强。
    - 非厄米外尔费米子 Non-Hermitian Weyl Fermion：在非厄米系统中（如开放系统或有耗散的晶体），外尔点出现在复能谱中，具有手性和拓扑性质。
    - 非厄米狄拉克费米子 Non-Hermitian Dirac Fermions
- 拓扑玻色子 Topological boson
  - 拓扑狄拉克玻色子 Topological Dirac bosons：通常是指光子、声子、磁子等玻色子准粒子，在特定人工或自然系统中（比如蜂巢晶格或拓扑结构）表现出狄拉克型的线性色散。它们不像电子那样来自费米子，而是集体激发的产物，常出现在光子晶体、磁性材料或超冷原子实验中。狄拉克光子（Dirac Photon）、狄拉克声子（Dirac Phonon）、狄拉克磁子（Dirac magnons）。在光学晶格中，用超冷玻色原子模拟的系统中，可以通过调整相互作用和晶格对称性，构造出具有狄拉克锥的玻色子激发。在拓扑光子学或声学中，周期性结构的边界态可能支持狄拉克型的玻色子模式。
  - 拓扑外尔玻色子 Topological Weyl bosons：指的是某种具有类似外尔点（Weyl point）特征的玻色准粒子，玻色子激发（比如光子、声子或磁子）在这种外尔点附近的量子化形式。
  - 拓扑三分量玻色子 Topological three-component bosons：在光子晶体、声子晶体或光学晶格中，可以通过对称性设计，让玻色子激发具有三个独立的模式。三重简并点（triple degeneracy）附近的准粒子可被描述为三分量玻色子。
  - 外尔光子 Weyl photons、拓扑荷±1 外尔光子 charge±1 Weyl photons、拓扑荷±4 外尔光子 charge±4 Weyl photons、拓扑荷±2二次简并双外尔光子 two-fold quadratically degenerate double Weyl photons、二次拓扑荷-2 外尔光子 quadratic charges-2 Weyl photons、三重简并自旋-1 外尔光子 three-fold degenerate spin-1 Weyl photons
  - 外尔声子 Weyl phonons、狄拉克声子 Dirac phonons、节点线声子 nodal-line phonons、节点环声子 nodal-ring phonons、拓扑节点盒声子 topologically nodal-box phonons、拓扑节点链声子 topologically nodal-chain phonons、拓扑节点网声子 topologically nodal-net phonons、拓扑节点笼声子 topologically nodal-cage phonons、沙漏声子 hourglass phonons、双外尔声子 Double-Weyl Phonons、陈数-2 外尔声子 charge-two Weyl phonons、陈数-4 外尔声子 charge-four Weyl phonons、自旋-1 外尔声子 spin-1 Weyl phonons、双重简并节点外尔声子 twofold degenerate nodal points Weyl phonons、成对陈数-2 狄拉克-外尔声子 Paired charge-2 Weyl-Dirac phonons、四重简并狄拉克点声子 fourfold degenerate Dirac point phonons、一维外尔节点线声子 1D Weyl nodal-line phonons、二维外尔节点面声子 2D Weyl nodal-surface phonons、二维沙漏型节环声子 two dimensions Hourglass nodal loop phonons、沙漏型节点鸟笼费米子 hourglass nodal birdcage fermion（蝶状沙漏II类节点鸟笼声子 Butterfly-shape hourglass type-II nodal birdcage phonons）、交叉实节线费米子 Crossed real nodal-line fermion（交叉实节线声子 Crossed real nodal-line phonons）、简并拓扑节线面声子 Degenerate topological line surface phonons、二次外尔节线声子 quadratic Weyl nodal lines phonons（I型、II型和III型）、多重二次节线声子 multiple quadratic nodal-line phonons、线性外尔节线声子 linear Weyl nodal lines phonons（I型、II型和III型）、节线面杂化声子 nodal line surface hybrid phonons、混合的节面和节线声子 Hybrid nodal surface and nodal line phonons、对称性约束II型外尔声子 Symmetry-enforced type-II Weyl phonons、杂化外尔节线声子 hybrid Weyl nodal-line phonons、声子外尔对 Phononic Weyl pair、声子外尔复合体 phononic Weyl complex（包括一个二次节点和两个线性外尔点）、二维谷外尔点声子 2D valley Weyl point phonons、二维二次节点声子 2D quadratic nodal point phonons、二维狄拉克点声子 2D Dirac point phonons、外尔点声子 Weyl point phonons、C-1 外尔点声子 C-1 Weyl point phonons、C-2 外尔点声子 C-2 Weyl point phonons、C-3 外尔点声子 C-3 Weyl point phonons、C-4 外尔点声子 C-4 Weyl point phonons、狄拉克点声子 Dirac point phonons、三重点声子 triple point phonons、六重点声子 sextuple point phonons、节点线声子 nodal line phonons、外尔节点线声子 Weyl nodal line phonons、狄拉克节点线声子 Dirac nodal line phonons、开外尔节点线声子 Open Weyl nodal line phonons、闭合外尔节点线声子 close Weyl nodal line phonons、不同形状节点线声子 different shapes nodal line phonons、节点表面声子 nodal surface phonons、一节点表面声子 one-nodal surface phonons、二节点表面声子 two-nodal surface phonons、三节点表面声子 three-nodal surface phonons
  - 狄拉克磁振子 Dirac magnons、外尔磁振子 Weyl magnons、三分量磁振子 three-component magnons、手性磁振子 Chirality magnons、狄拉克节线磁振子 Dirac nodal line magnons、拓扑荷-2 三重磁振子 C-2 triple magnon、拓扑荷（2）-2 六重磁振子 C2-2 sextuple magnon、拓扑荷-4 八重磁振子 C-4 octuple magnon、拓扑荷-4 六重磁振子 C-4 sextuple magnon、拓扑荷-8 狄拉克磁振子 C-8 Dirac magnon、十二重磁振子 duodecuple magnon、八重磁振子 octuple magnon、六重磁振子 sextuple magnon、三重磁振子 triple magnon、八重节线磁振子 octuple nodal line magnon、四重节面磁振子 quadruple nodal plane magnon、四重节面网磁振子 quadruple nodal plane net magnon、交替磁性劈裂手性磁振子 altermagnetic-splitting chiral magnon
  - 利布-林内格玻色子 Lieb-Liniger Bosons：具有接触相互作用的 Lieb-Liniger 模型的玻色子。
  - 唐克斯-吉拉多玻色子 Tonks-Girardeau Bosons：强排斥作用极限下 Tonks-Girardeau模型的玻色子。
- 狄拉克玻色子 Dirac boson：具有显著轨道对称性（如p波或d波）的费米子超流（超导）相，支持在能隙内具有非阿贝尔编织统计特性的边缘态费米子打开。在玻色子系统中也有类似的现象，由于相互作用和轨道对称性的相互作用，拓扑基本激发自然发生在交错手性玻色子{\displaystyle p_{x}{\pm }{i}{p_{y}}}超流体中。通过调整{\displaystyle {p_{x}}+{i}{p_{y}}}和{\displaystyle {p_{x}}-{i}{p_{y}}}分量的粒子数不平衡，发生了拓扑相变，同时在狄拉克锥附近出现了体隙。这导致有限系统的间隙边缘激励中的能量有限，拓扑保护的边缘激发是由背景手性超流体产生的，实现了拓扑手性费米子超流的玻色子对应物。π贝里通量狄拉克玻色子 π Berry flux Dirac bosons、磁性狄拉克玻色子 magnetic Dirac bosons
- 外尔玻色子 Weyl Boson：外尔共形引力理论为满足定域标度不变性而引入的规范场量子，其核心作用在于修正时空联络并维持理论对称性。
- 整数自旋费米子 integer spin Fermion：有两条途径可以实现整数赝自旋的费米子激发。在晶体中，庞加莱对称性破缺，准粒子只需要满足庞加莱对称群的一些特定子群(如空间群)，并不受庞加莱对称性的约束。在考虑自旋-轨道耦合和双值群表示(即自旋1/2特性，波函数旋转2π给出负号)的限定条件下，搜寻了晶体中所有的230种空间结构，发现其中3重简并点对应的费米准粒子激发具有自旋为1的特性。超冷原子研究的碱金属原子中，具有偶数个核子的电中性原子是费米子，而具有奇数个核子中性原子则是玻色子。把它们放在光晶格中时，无论玻色原子还是费米原子，都可选择最外层电子的几个能态来研究。选择2个内态则是赝自旋1/2，选择3个内态则是赝自旋1。模拟赝自旋1的准费米子激发需要选择3个内态的费米原子激发。
- 半整数自旋玻色子 half-integer spin boson：在自旋空间群对称性下可能实现半整数赝自旋的玻色子激发。
- 分形粒子 Fracton particle[2]：体系在局域算符的作用下产生的原激发显示出受拓扑约束限制的运动，类似于相位子对准晶的特殊动态。出现在高秩规范理论（如Haah码）中，与量子纠错码相关。Type I仅可沿特定方向移动，Type II可移动但需集体激发。
  - 分形子 Fracton：在具有分形结构的基底上的集体量子化振动，是声子的分形模拟。原激发无法移动(除非产生额外激发)，零维受限（不可自由移动）。
  - 次维度粒子 subdimensional particle：子维度粒子，在孤立状态下不动的突然发生的拓扑准粒子激发。原激发只能在某些特定方向移动。
    - 线子 Lineon：一维沿直线路径的移动的准粒子（如磁通或电荷），是一维受限准粒子。表现为沿晶格边界的弦状缺陷，其运动自由度受限于晶格的几何结构。
    - 弦子 Stringon：在分形子相或其他高维拓扑系统中，与弦状拓扑缺陷相关的准粒子（如磁通弦或电荷弦），特指在一维弦路径上受限移动的激发。
    - 平面子 Planon：在分形子相（fracton phases）中，沿二维平面自由移动的准粒子（如电荷或磁通），是二维受限的准粒子。
    - 体积子 Volumeon：在三维空间中，某些激发可能表现为与整个体积相关的激发态。

  - 偶极分形子 Dipolar Fracton：可沿特定方向移动，但需与其他分形子组成偶极对（类似“粒子-反粒子”束缚态），表现为一维线状运动或二维平面内运动
  - 空心分形子 Hollow Fracton：在分形子系统中，空心指拓扑缺陷或空位激发的分形子，其激发模式类似于空穴。
- 幽灵统计粒子 Ghost Statistics Particles：幽灵统计（Ghost Statistics）通常出现在量子场论中，如规范场论的 Faddeev-Popov 幽灵，用于处理规范对称性。它们不完全是物理粒子，但在某些理论模型中表现出奇异统计。幽灵场可能是费米子型（反对易）或玻色子型（对易），但其物理意义与传统粒子不同。在某些超对称理论中，可能表现出混合统计。
- 无穷统计粒子 Infinite Statistics Particles：无穷统计（Infinite Statistics）是一种理论上的统计类型，假设粒子可以以无穷多种方式对称化，不受费米子或玻色子限制。超越了有限阶的对称性（如仲统计）。在高维或非局域系统中可能出现。

## 载流子
载流子（charge carrier），簡稱載子（carrier）。
- 电子与空穴
  - 准电子 Elctron quasiparticle、Quasi-electron：受固体电子中其他力和相互作用影响的电子。電子在運動過程中受到來自原子核以及其它電子的作用，其行為可以視作帶有不同質量（有效质量）的自由電子。电荷载流子。电子
  - 准空穴 Hole quasiparticle、Electron hole：又称为电洞，在半导体中共價鍵上流失一个电子，留下空位的現象，在半導體的價帶集體行進的電子，其行為可以視作半導體中存在著帶正電的電洞往反方向運行。空穴载流子。重空穴、轻空穴、自旋-轨道劈裂空穴。电子，阳离子
    - 电子相空间空穴 electron phase-space holes：一种防止低速电子靠近静电孤立波源的结构。这些相空间空穴，就像 ESW 本身一样，可以稳定地穿过周围的等离子体。由于大多数等离子体总体上是电中性的，因此这些相空间空穴通常最终表现为正伪粒子（positive pseudoparticle）。

  - 双据子 Doublon[3]：两个粒子占据同一晶格位点的束缚态。电子、空穴
  - 库珀对 Cooper pair：在低温超导体中，电子并不是单个地进行运动，而是以弱耦合形式形成配对，形成库珀对的两个电子，一个自旋向上，另一个自旋向下。也是一种电-声子作用导致的“极化子”。
    - 四电子（electron quartets）：两个库珀对，具有{\displaystyle h/4e}周期性量子振荡，揭示了电荷4{\displaystyle e}（Charge-4{\displaystyle e}）的超导磁通量子的存在，表明样品中存在相位相干的四电子超导凝聚态。
    - 六电子（electron sextets）：三个库珀对，具有{\displaystyle h/6e}周期性量子振荡，揭示了电荷6{\displaystyle e}（Charge-6{\displaystyle e}）的超导磁通量子的存在，表明样品中存在相位相干的六电子超导凝聚态。

  - 拉什玻色子 rashbons：由 Rashba 规范场决定的玻色-爱因斯坦凝聚体中两个费米子的束缚态，属于玻色子。
  - 玻戈留玻夫粒子 Bogoliubon[4]：也称为 Bogoliubov quasiparticle，是以苏联物理学家尼古拉·玻戈留波夫（Nikolai Bogoliubov）的名字命名的。它是玻色系统中粒子激发的一种线性组合，线性负电荷电子和带正电荷电子空穴激发的组合的量子叠加态。玻戈留波夫通过一种数学变换（叫玻戈留波夫变换），把原来的粒子算符（描述创建和湮灭粒子的算符）重新组合成了新的算符，这些新算符对应的就是玻戈留波夫准粒子。破碎的库珀对，具有费米子性质。
  - 预迈斯纳对 PreMeissner Pair：高温超导体中未形成库珀对的短程关联电子对。
  - 安德烈夫反射准粒子 Andreev Reflection Quasiparticle：一个电子入射，反射回来一个空穴的现象叫做安德列夫反射（Andreev Reflection）。长程交叉安德烈夫反射（Long-range crossed Andreev reflection，CAR）一个电子从纳米线的一端打入，和另一端的电子配对，形成一个超导库珀对。安德烈夫束缚态（Andreev bound states，ABS）（安子），超导-正常金属界面中电子-空穴对的转换过程形成的准粒子。超导体中具有两大类缺陷态，磁性杂质诱导的具有自旋极化的局部束缚态于-柴-鲁西诺夫束缚态（Yu-Shiba-Rusinov (YSR) bound states）和磁场诱导的磁通涡旋内的磁通束缚态卡罗利-德热纳-马特里康束缚态（Caroli-de-Gennes-Matricon (CdGM) bound states）。在不均匀的超导体里面，任何体能隙内的束缚态都可以叫做ABS态，马约拉纳束缚态也可以看作是一种非常特殊的ABS态，CdGM态和YSR态也是ABS态。
  - 朗道准粒子 Landau quasiparticles：特指费米液体理论中的准电子/空穴。
  - 热载流子 Hot Carrier：非平衡态下高能电子或空穴的集体激发。超快热载流子 ultrafast hot carrier
- 铁电子 Ferron[5]：电材料中的一种准粒子激发，能够同时携带热能和电极化（电偶极矩），类似于声子和磁振子。
- 声子 Phonon：晶格中与原子位移有关的机械振动模式，是刚性原子晶格中发生的量子化振动模式。长波长声子的特性导致固体中产生声音，因此得名声子。声子被称为玻色子，具有零自旋。
  - 声学波声子：用 A 表示，是由一个晶胞中所有原子一起“同向”振动引起，引起的原子位置变化会造成电子感受到的周期势场的变化，从而对电子产生附加势而对其运动造成散射。频率随着波长的增加而变小，对应于晶格中的声波。纵向声子和横向声子通常分别缩写为 LA 和 TA 。
  - 光学波声子：用 O 表示，是由一个晶胞中所有原子一起“相向”振动引起，这种光学波振动不会引起晶体形变，但是会产生一个极化电场。其出现在一个晶胞含有多个原子的晶格中。被称为光学的，是因为在离子晶体中很容易被光激发。通常缩写为 LO 和 TO，分别表示纵向和横向类型。
  - 圆偏振声子 Circularly polarized phonon：也被称为手征声子，具有非零角动量（AM）。
  - 缀饰声子 Dressed phonon：指声子与其他自由度（如电子、光子）耦合后被修饰的准粒子态。
  - 缀饰光子-声子 Dressed-Photon-Phonon：指光子和声子通过强耦合形成的混合准粒子，其能量本征态是光子与声子的叠加态，常见于光力学（Optomechanics）系统或光与晶格振动的相互作用中。
  - 多色声子 Multicolor phonon：利用太赫兹腔激发，转化为晶格振动。
  - 高压声子 HighPressure Phonon：高压下晶格结构变化导致的声子色散异常（如硅在高压下的软化）。
  - 莫尔声子 Moiré Phonon：二维材料叠层形成莫尔超晶格时，局域晶格振动的量子化模式。与莫尔激子共同调控材料光学性质。
  - 表面声子 Surface phonon：晶体表面或界面处原子振动的集体模式，其振动幅度和频率与体材料不同，由表面晶格对称性破缺引起。
  - 扭曲声子 Twist Phonon：莫尔超晶格局域晶格畸变的量子化激发，主导超导转变温度。
  - 扩散子 Diffuson：在非晶材料热传导研究中，振动模式两类之一，描述无序系统中粒子（如电子或声子）的扩散行为。它不像声子那样是规则振动，而是捕捉了随机传播的集体特性。
  - 传播子 Propagon：在非晶材料热传导研究中，振动模式两类之一，受结构无序性限制的短寿命声子，其传播距离远小于传统声子（如晶体中的纵/横声子）。核心机制为无序诱导的安德森局域化或多次散射效应。
  - 弛豫子 Relaxon[6]：指绝缘体热传导中声子模式的集体激发态。其核心特性是以指数形式衰减到平衡态，并具有明确的寿命与平均自由程，突破了传统声子理论的局限性。
- 时间声子 Temporal Phonons：类比于空间晶体中的声子（晶格振动的量子化），时间晶体在时间维度上的周期性结构可能导致“时间声子”的激发。这种准粒子对应于时间平移对称性破缺引起的集体振荡模式。
- 时空声子 space-time phonons：时间晶体与空间周期性结合（时空晶体），衍生出的涵盖空间和时间的集体激发。
- 准光子 Quasiphoton：指光子在特定环境中（如强散射介质或光子晶体）的有效准粒子化。在光子晶体或随机介质中，光子的传播受到散射或干涉影响，其行为被重整化为准粒子态。在等离子体物理中，电磁波的量子化激发。
- 磁振子 Magnon：晶格中電子自旋結構集體激發的準粒子，可以被看作是量子化的自旋波，也就是磁性有序體的動態本徵激發。
  - 双磁振子 Bimagnon：双磁振子束缚态（two-magnon bound state）
  - 三磁振子 three-magnon：三磁振子束缚态（three-magnon bound state）
  - 扭曲磁振子 twisted magnon：扭曲自旋波 twisted spin wave，具有旋转对称性的磁体系中(如纳米圆柱、圆盘等) 自旋波还可以携带轨道角动量。磁涡旋态是纳米圆盘中一种常见的稳态，它具有三种典型的本征模式，涡核的旋进模式、径向自旋波（radially spin waves）和角向自旋波（方位对称的自旋波 azimuthally symmetric spin waves）模式，角向自旋波具有轨道角动量属性，属于扭曲自旋波的一种。扭曲反铁磁振子 twisted antiferromagnetic magnon
  - 磁液滴孤子 Magnetic droplet solitons：是一种动态磁结构，它是由于具有垂直磁各向异性的薄膜中的自旋波之间的吸引相互作用而形成的。
  - 电磁振子 Electromagnon：同时携带磁矩与电极化的集体激发，见于多铁性材料。自旋拉伸电磁振子 spin-stretching electro-magnons
  - 平带磁振子 flat-band magnons
  - 域壁磁振子 Domain Wall Magnon：是磁性系统中拓扑缺陷（畴壁）与自旋波量子（磁振子）耦合产生的。
  - 铁磁磁振子 Ferromagnetic Magnon：铁磁体中由相邻自旋平行排列的交换作用激发的集体自旋波。
  - 反铁磁磁振子 Antiferromagnetic Magnon：反铁磁体中由相邻自旋反平行排列形成的自旋波激发。异相反铁磁磁振子 out-of-phase antiferromagnetic magnon、同相反铁磁磁振子 in-phase antiferromagnetic magnon
  - 多铁磁磁振子 Multiferroic Magnon：多铁性材料中与电极化耦合的磁振子。
  - 交错磁磁振子 Altermagnet Magnon
  - 圆偏振磁振子 circularly polarized Magnon：圆偏振自旋波在各自的子晶格中以不同的振幅振荡，并引起斯格明子霍尔效应。这两种模式在子晶格交换下是对称的，并决定了霍尔角的整体符号。
  - 线偏振磁振子 linearly polarized Magnon：线偏振自旋波，线偏振自旋波，两个子晶格以相反方向椭圆振荡，但振幅相同。它们仅将斯格明子加速到它们自己的传播方向。
  - 体磁振子 Bulk Magnon：三维磁性材料内部传播的自旋波量子。能量连续谱，易与声子耦合导致能量耗散。
  - 表面磁振子 Surface Magnon：局限于材料表面的自旋波模式，因表面对称性破缺形成。季亚科诺夫表面磁振子 Dyakonov surface magnon (DSM)
  - 层间磁振子 Interlayer Magnon：二维反铁磁异质结中自旋波跨层传播，调控界面自旋流。
  - 谷间磁振子 inter-valley magnon：电荷中性自旋-1 谷间磁振子 local charge-neutral spin-1 inter-valley magnon
  - 沃克磁子模 Walker magnon mode：磁性块体空间受限磁子态。
  - 光诱导磁子态 pump-induced magnon mode, PIM：在低磁场下，铁磁绝缘体单晶球在受到强微波激励时，内部的非饱和自旋会获得一定的协同性，产生一个与微波激励信号同频率振荡的自旋波。
  - 排斥结合磁振子 repulsively bound magnons：磁振子排斥性结合态，束缚磁振子对（bound magnon pairs），束缚三磁振子态（bound three-magnon states）。
  - 赝戈德斯通磁振子 Pseudo-Goldstone Magnons：单畴固有螺旋相中的低能磁激发表现出软螺旋磁振子模式，其能隙较小，不存在磁布拉格峰。因为它们在线性自旋波理论中似乎没有间隙，并且仅由于高阶量子涨落校正才获得有限的间隙。
  - 赝磁振子 Pseudomagnon：赝自旋自由度的量子化激发。
    - 谷赝磁振子 Valley Pseudomagnon：在具有多个能量简并的动量空间极值点（即“谷”，如K和K'点）的材料中，不同谷的自由度被抽象为赝自旋。
    - 子晶格赝磁振子 Sublattice Pseudomagnon：在双层或多层材料中，不同层的自由度被抽象为赝自旋。
    - 层赝磁振子 Layer Pseudomagnon：在双层或多层材料中，不同层的自由度被抽象为赝自旋。
    - 轨道赝磁振子 Orbital Pseudomagnon：通过不同原子轨道（如pₓ、pᵧ轨道）的简并态构造赝自旋。
    - 手性赝磁振子 Chirality Pseudomagnon：在具有手性（左旋/右旋）对称性的系统中，手性自由度被抽象为赝自旋。
    - 莫尔赝磁振子 Moiré Pseudomagnon：在莫尔超晶格（Moiré Superlattice）中，由超晶格周期势导致的赝自旋自由度。
    - 电荷密度波赝磁振子 Moiré Pseudomagnon：在电荷密度波系统中，不同相位或极化的电荷序被映射为赝自旋。
- 电荷自旋分离 Spin-charge separation
  - 空穴子 Holon 或 电荷子 Chargon：电子自旋-电荷分离形成的准粒子。
  - 轨道子 Orbiton[7]：电子自旋轨道分离产生的准粒子。
    - 磁轨道子 magneto-orbitons：磁轨道表现的集体模式，是由系统中磁轨道耦合引起的耦合轨道-磁振子激发引起的。

  - 自旋子 Spinon：又称赝费米子(pseudo-fermion)、由电子自旋电荷分离而产生的一种准粒子，自旋1/2，它可以形成量子自旋液体和强相关的量子自旋液体。
    - 双重子 Doublon[8]：双自旋子 two-spinon，在量子磁系统中，两个自旋子通过强关联作用形成的复合准粒子，反铁磁三聚体自旋链中能磁激发。
    - 四重子 Quarton：四自旋子 four-spinon，在量子磁系统中，由四个自旋子或更复杂的关联结构组成，反铁磁三聚体自旋链高能磁激发。
    - 三重子 Triplon[9]：在量子自旋系统中形成的准粒子，由三重态（triplet state）电子配对激发产生。
    - 五重子 Quinton：其激发态简并度为五倍。
    - 双粒子激发 two-particle excitations：双单重子 two-singlon、双三重子 two-triplon、三重子-五重子triplon-quinton 、双五重子 two-quinton
    - 狄拉克自旋子 Dirac Spinon：线性色散关系，它们的能量与动量呈线性关系。
    - 缀饰自旋子 Dressed-Spinon：自旋子与传导电子耦合形成自旋子Kondo效应。

  - 旋涡子 Vison：在量子自旋液体中的{\displaystyle \mathbb {Z} _{2}}规范场通量对应量子化的拓扑分数化激发，这些通量的存在或缺失构成系统的低能激发态，类似于超导体中的涡旋激发。与自旋子（Spinon）共存，满足非阿贝尔统计。
  - 自旋子-空穴子复合态 Spinon-Holon Bound State：强关联系统中自旋和电荷分数化形成的束缚态，类似激子但具有分数统计，可能表现为类费米子或玻色子行为。出现在量子自旋液体、莫特绝缘体或高温超导体中。

## 光子准粒子
光子准粒子 photonic quasiparticles：是电磁模式的量子化激发。作为光场的一部分，光子准粒子模式形式上是任意介质中频率ω的 Maxwell 方程在边界条件下的量子化时谐解，是一个广义的概念，它允许任何介质中电磁场的量子化，包括非局域的电磁场，比如等离子、极化子、声子、激子、磁振子等极化激元，这些准粒子可以用许多与光子相同的方式进行操纵。不仅是极化激元，还包括在真空和均匀介质中的光子、透明介质中的光子、腔光子、布洛赫光子，范德华材料中的光子、光子晶体中的光子，甚至包括看起来是非光子的激发，比如体等离子体和体声子（描述非局域响应函数）中进行量子化。
- 激子 Exciton：一對電子與空穴由靜電庫侖作用相互吸引而構成的束縛態，是一种类氢系统。除了普通低能激子（A excitons），还有高能量的谷激子（B exciton）。按维度分类：体激子（Bulk Exciton，3D）、面激子（surface exciton，2D）、线激子（1D）、点激子（0D）；在量子点中按运动特性分类：自由激子，可以在材料中自由移动，束缚激子，被缺陷或界面束缚。电子、空穴。根据所组成的电子和空穴在实空间和动量空间的相对位置，激子可以分成四类：I型激子（实空间直接、动量空间直接）、II型激子（实空间直接、动量空间间接）、III型激子（实空间间接、动量空间直接）以及IV型激子（实空间间接、动量空间间接）。根据电子的自旋状态，可以将激子分为单线态激子、双线态激子以及三线态激子。
  - 瓦尼尔-莫特激子 Wannier-Mott Exciton：电子和空穴分布在较大的空间范围，库仑束缚较弱，电子“感受”到的是平均晶格势与空穴的库仑静电势，这种激子主要是半导体中
  - 弗仑克尔激子 Frenkel Exciton：电子和空穴束缚在体元胞范围内，库仑作用较强，这种激子主要是在绝缘体中。
  - 电荷转移激子 charge transfer Exciton：CT激子，介于上述两种之间的中间状态，电子和空穴位于相邻分子上，在有机太阳能电池中起重要作用。
  - 混合瓦尼尔-莫特-弗仑克尔激子 Hybrid Wannier-Mott-Frenkel Excitons：结合瓦尼尔-莫特激子和弗仑克尔激子优点的有机-无机界面上的混合激子。
  - 单重态激子 Singlet Exciton：也称S1激子、副激子（Paraexciton），是由电子和空穴的自旋方向相反组成的。具有很长的寿命和高的光量子效率。
  - 三重态激子 Triplet Exciton：也称T1激子、正激子（Orthoexciton），是由电子和空穴的自旋方向相同组成的。与S1激子相比，T1激子的能量较低，寿命较短。
  - 三子 Trion：三激子、三极子、三角子，与带电激子不同，是一种由两个电子和一个空穴或者两个空穴和一个电子组成，三个粒子通过库仑相互作用形成不可分割的复合态，无法分解为激子与自由载流子的简单组合。通过三体 Bethe-Salpeter (3B-BSE)方程和簇展开技术，发现三子对应不可约三体簇<eeh>或 <ehh>，其形成需要三个粒子的直接关联，无法通过激子与自由电子的弱耦合解释。仅在间隔谷（intervalley） 情况下存在，即两个电子来自不同谷（如 K 和 K’谷），具有不同的自旋或轨道角动量。负暗三角子 negative dark trions、正暗三角子 positive dark trions、莫尔三角子 Moiré Trion
  - 带电激子 Charged Exciton：是激子与电子或空穴的弱耦合态，其本质是一个激子与一个电子或空穴通过库仑相互作用形成的准粒子。通过簇展开技术，带电激子对应可分解的弱耦合态<e><eh>或<h><eh>，其中激子与电子之间的相互作用通过更高阶的不可约簇（如<eee>或 <hhh>）进行重整化。在间隔谷和同谷（intravalley） 情况下均存在，即两个电子可来自同一谷或不同谷。
  - 四子 quadruplon：与双激子不同，是一种由两个电子和两个空穴组成的更一般的、真正的四体复合粒子，不包含明确的激子对。属于不可约的四阶簇（4B irreducible cluster），四个粒子作为一个整体紧密关联，无法分解为两个独立的双粒子复合体。
  - 双激子 Biexciton：由两个激子通过弱相互作用结合形成的四粒子复合体，可视为两个独立的激子（2B）的弱耦合组合，类似于“分子”结构。电中性双激子（四准粒子：2电子+2空穴）和单电双激子。
  - 双电荷激子 doubly charged exciton：携带两个净电荷的四粒子激发，一个激子和两个电子或者一个激子和两个空穴的束缚态。
  - 四元子 quatron：四体相互作用，包括激子与两个电子（空穴）的散射（光子激发产生激子的同时，两个背景电子被散射至更高能态）或三子与一个电子（空穴）的散射（三子形成时，另一个电子被散射，形成四粒子相互作用态）。
  - 苏里斯四子 Suris tetron：是由四个准粒子组成的状态（一个激子、一个电子和费米海中的一个空穴），在致密电子气体存在下的激子-电子相互作用导致形成。[20]
  - 带电双激子 Charged biexciton：高阶激子复合体，由两个电子、两个空穴及一个额外电荷载流子（如自由电子或空穴）通过库仑相互作用形成的五粒子准粒子态。
  - 晶胞间带电激子复合体 intercell charged exciton complexes：晶胞间空穴被分布在三个相邻莫尔陷阱中的伙伴电子波函数包围，这种三维激子结构除了垂直偶极子外，还能产生大的平面内电四极矩，掺杂后，四极子促进层间莫尔激子与相邻莫尔单元中的电荷结合，晶胞间带电激子复合物。
  - 哈伯德激子 Hubbard exciton：空穴子和双聚子之间的吸引相互作用可以形成束缚对，在Hubbard模型中，动能提供了结合能。双据子-空穴子激子 doublon-holon exciton、空穴子-双据子-空穴子 三子复合激子 holon-doublon-holon trion complexes exciton、双据子-空穴子对 Doublon-Holon Pair、 双据子-双据子对 doublon-doublon pair： 空穴子-空穴子对 holon-holon pair
  - 偶极激子 dipolar exciton：无需外加电场就具备电偶极矩的激子，其电子和空穴在实空间上是分离的。在耦合双量子阱中发现，其电子和空穴分别位于两个量子阱中，电偶极矩方向垂直于阱面，具有显著的斯塔克效应。
    - 亮偶极激子 Bright dipolar exciton：既具有固定电偶极矩又具备较强的与光相互作用能力。
    - 暗偶极激子 dark dipolar exciton：间接动量空间暗激子 indirect momentum space dark exciton
    - 层间激子 interlayer exciton (ILXs)：空间间接激子indirect excitons(lXs)，层间（层内）激子是一种特殊的偶极激子，其电子和空穴分别位于上下两层。层内电荷转移激子 intralayer charge-transfer exciton、杂化层间激子 hybridized interlayer excitons (hIX) 
    - 间隔一层激子 every-other-layer exciton
    - 四极激子 quadrupolar exciton (QX)：具有反对齐偶极矩的两个偶极激子的叠加。耦合自旋三重态层间激子的谷内与谷间杂化作用形成四极激子。明四极激子 Bright Quadrupolar Exciton、暗四极激子 Dark Quadrupolar Exciton

  - 热激子 hot exciton
  - 亮激子 bright exciton：能够与光相互作用的激子。
  - 暗激子 dark exciton：动量空间间接跃迁激子，因动量或自旋禁戒而无法直接通过光跃迁复合发光的激子。由自旋相反的子能级形成（如自旋三重态激子）时，其复合被自旋选择规则禁止。由不同动量谷（如K与Q谷）的电子-空穴对构成时，导致复合时无法满足动量守恒，表现为非辐射跃迁。动量禁阻暗激子 momentum-forbidden dark excitons、K-Q 动量暗激子 K-Q momentum-dark excitons、自旋禁戒暗激子 Spin‐Forbidden Dark Excitons、局域暗激子 Localized Dark Exciton、谷相干暗激子 Valley-Coherent Dark Excitons
  - 自旋-轨道激子 spin-orbit excitons：自旋-轨道纠缠激子 spin-orbit entangled excitons
  - 自旋极化激子 Spin-polarized exciton：自旋激子 Spin Exciton，电子与空穴对由自旋轨道耦合，自旋自由度被选择性极化的激发态。
  - 谷极化激子 Valley-polarized exciton：谷激子 Valley Exciton，电子-空穴对占据特定动量谷，动量谷自由度被选择性极化。
  - 层极化激子 Layer-polarized exciton：层激子 Layer exciton
  - 磁激子 Magneto-exciton：在半导体材料中，当外部磁场作用于电子和空穴时形成的准粒子。狄拉克磁激子 Dirac Magnetoexciton、巨磁激子 Giant Magneto-Exciton
  - 磁振子激子 Magnon-exciton，激子磁振子 Exciton-magnon：混合自旋轨道激子磁振子 hybrid spin-orbit exciton magnon
  - 磁性表面激子 magnetic surface exciton：某些磁性材料严格限制电子-空穴对在同一层内的运动，从而抑制了层间激子相互作用，导致表面激子的束缚能显著高于体层激子。
  - 核心激子 Core Exciton：由深层价带电子跃迁产生，能量较高（如真空紫外或X光波段），寿命极短（皮秒量级），常见于高能激发条件下的半导体材料。
  - 局域激子 Localized Exciton：由于晶格畸变、杂质、缺陷等因素引起的电子和空穴的局域化现象，形成的一种激发态。
  - 瞬态激子 Transient Exciton：短暂存在的电子空穴对，研究光合作用等能量转移过程的核心对象。
  - 应变激子 Strain-Engineered Exciton：通过晶格应变调控激子能级和迁移性质的准粒子。
  - 自陷激子 Self-Trapped Exciton (STE)：固体材料中由激子（电子-空穴对）与晶格振动（声子）强耦合作用形成的局域量子态。当激子通过电子-声子相互作用引发晶格畸变时，其自身能量被局域势阱捕获，形成稳定的束缚态。
  - 手性表面激子 chiral surface exciton：由结合在一起并在固体表面上彼此旋转的粒子和反粒子组成。
  - 马汉激子 Mahan exciton：1967年，Gerald Mahan 预测，在绝缘体到金属莫特跃迁以上的电子空穴密度下，激子束缚态仍然可以存在于半导体中。
  - 莫尔激子 Moiré exciton：当两层二维(2D)材料以相对扭曲角度或晶格不匹配垂直堆叠时，就形成了莫尔超晶格，莫尔激子是由莫尔超晶格中莫尔势调制的电子空穴束缚态。计算显示莫尔激子具有不同的特征，包括调制的万尼尔激子和层内电荷转移激子。电荷转移激子可以与外加电场强耦合、掺杂电子和从衬底中屏蔽电子。
  - 里德伯激子 Rydberg exciton：具有较大主量子数 n 的激子。
  - 里德伯莫尔激子 Rydberg moiré exciton：在莫尔超晶格中创建里德伯激子时，生成明亮和暗里德伯激子的混合态，其中明亮激子具有较大的振子强度，可以与光耦合，而暗激子具有较小的振子强度，是光学禁戒的。混合是由莫尔势使能的，它打破了系统的对称性，并混合了明亮和暗态。
  - 里德伯激子复合物 Rydberg exciton complex：电子与空穴之间的库仑相互作用导致激子复合物的形成，激子复合物是包括激子、三激子、双激子在内多个粒子的紧束缚态，并且以更多的组分聚集在一起。少体波函数通常表现为具有大空间扩展的“胖”里德伯轨道，类似于正电子和核电荷数小的原子。
  - 类H+2准粒子 H+2-like quasiparticle：由两个电子和一个与氮结合的空穴组成。
  - π子 Pi-ton：两个电子和两个空穴由电荷密度涨落或自旋涨落联系在一起，这些涨落总是将它们的特性从晶体的一个晶格点反转180度到另一个晶格点，也就是以弧度计算的π角。
  - 量子液滴子 Quantum Dropleton[10]：简称量子滴，类似液体的准粒子，由大约5个电子和5个空穴构成。
  - 聚集子 Collexon：由原子晶格带中的电子和带正电空穴构成，是一个“粒子群”，其中的电子-空穴对则与周围的电子结合起来发生作用。
  - 激子弦 Exciton String：多个电子-空穴对沿一维方向耦合的准粒子链。
  - 分形激子 Fractal Exciton：分形晶格中受限电子-空穴对的激发，具有非整数维度特性。
  - 分数激子 fractional exciton：携带分数电荷（如1/3e或2/3e单位电荷），其量子统计行为介于玻色子和费米子之间。在分数量子霍尔体系中，分数激子由电子和空穴的分数电荷配对形成。
  - 负质量激子 negative-mass exciton：当电子的质量为负且其绝对值比空穴质量要大时，可以存在带有负质量电子的激子，电子和空穴则向同一方向移动，并绕着一个不在它们之间的中心而移动。
- 近藤共振激发 Kondo Resonance：在近藤效应和重费米子系统中研究电子与局域磁性杂质相互作用形成的准粒子态。
- 声激子 Phoniton[11]：声激子，理论上的声子与物质激发（如激子、磁振子）杂化准粒子，兼具声子的晶格振动特性和物质激发的局域化特性。其存在依赖于强耦合条件下的拓扑保护或对称性破缺。
  - 暗态电子声激子 dark states electron Phoniton：暗电子-声子束缚态 dark electron-phonon bound states，这些束缚态通过频域中等间隔的声子重复谱现象表现出来。它们在尼尔温度（Néel temperature）以上是光学“暗态”，而在磁有序态下变得可访问。
  - 电子声激子 electron Phoniton：电子-声子束缚态，是电子和振动能级之间相干耦合。
  - 层间电子声激子 Interlayer electron Phoniton：层间电子-声子束缚态。
  - 激子声激子 exciton Phoniton：层间激子-声子束缚态。
  - 层间激子声激子 interlayer exciton Phoniton：层间激子-声子束缚态。
  - 磁振子声激子 Magnon Phoniton：磁振子-声子束缚态。
- 极化子 Polaron：晶体和离子晶体中导带的电子和与其周围晶格畸变的带电复合体，相当于电子与声子云。极化子根据尺寸可分为小极化子（小于或等于晶格常数）和大极化子（远大于晶格常数），分别由 Holstein 和 Fröhlich 模型描述。束缚极化子 Bound Polaron（局域磁极化子）、自由极化子 Free Polaron（离域极化子）。电子、声子
  - 双极化子 Bipolaron：两个极化子的束缚态（Holstein 或 Fröhlich），类似于导电库珀对。极化子 (电子、声子)
  - 多极化子 multipole polaron：由一个四极晶体电场极化云修饰的移动电子组成。
  - 大弗勒利希极化子 Large Fröhlich polaron：在极性材料中由电子与长程库仑相互作用形成的极化子。形成是由于电子与晶格振动（光学声子）的强耦合作用，这种耦合作用会导致电子周围形成一个云状的电荷分布，从而形成极化子。
  - 小霍斯顿极化子 Small Holstein polaron：在非极性材料中由电子与晶格振动（声子）的短程相互作用形成的极化子。形成涉及电子与晶格振动的弱耦合，导致电子周围形成一个较小的电荷云。
  - 电子极化子 electron-Polaron：电子在外电场作用下发生的极化现象。
    - 电子自旋极化子：是电子自旋在外磁场作用下发生的极化现象，电子自旋可以朝向与磁场方向相同或相反的两个方向。
    - 电子轨道极化子：是电子在外电场作用下，电子轨道发生的极化现象。电子轨道极化子可以分为径向极化子和角向极化子。径向极化子是指电子在外电场作用下，电子的轨道在径向方向上发生的极化现象。角向极化子是指电子在外电场作用下，电子的轨道在角向方向上发生的极化现象。

  - 光子极化子 Photon-Polaron：是指光子在介质中发生的极化现象。它们的产生与光的偏振状态密切相关。
    - 线偏振光极化子：是指光在介质中传播时，光的电场矢量只在一个平面上振动的极化现象。线偏振光极化子可以分为水平偏振光极化子和垂直偏振光极化子两种类型。
    - 圆偏振光极化子：是指光在介质中传播时，光的电场矢量在一个平面上既有振动分量又有旋转分量的极化现象。圆偏振光极化子可以分为左旋圆偏振光极化子和右旋圆偏振光极化子两种类型。

  - 声子极化子 Phonon-Polaron：晶格振动极化子，是指晶体中声子在外力作用下发生的极化现象。声子极化子的产生与晶体中原子的振动有关。
    - 纵声子极化子：是指晶体中的声子在振动方向与声波传播方向相同的极化现象。
    - 横声子极化子：是指晶体中的声子在振动方向与声波传播方向垂直的极化现象。

  - 空穴极化子 Holon-Polaron：是一种由空穴与周围晶格振动（声子）强耦合形成的准粒子，空穴通过极化晶格产生局域势阱，形成自陷态，导致空穴被束缚在晶格畸变区域。
  - 孤子极化子 Soliton polaron、孤子双极化子 Soliton Bipolaron：聚乙炔存在两类几何上的同分异构体：顺式和反式。反式聚乙炔是最简单的导电聚合物，按照电子能态相位的差别，它的最基本的形态是A相和B相。如果一条碳链上同时存在A相与B相，两相交界处会产生一个“缺陷”，随着A相与B相自身的位移，“缺陷”在碳链上也会随之运动，其形状不会改变（除非外加能量），对应一个孤子（也对应一个未配对成键的电子）。由于量子力学的不确定性原理，孤子并不能被定域在一个碳原子上，SSH模型计算以及实验表明孤子的全宽度约14个碳原子。中性孤子的自旋为1/2，不参与导电；导电孤子的带电量为一个单位的正电荷或负电荷，自旋为零。两个孤子可以融合成新的准粒子极化子（中性孤子与带电孤子形成）与双极化子（相同电性孤子形成）。
  - 磁性自旋极化子 Magnetic spin polaron：磁性极化子 Magnetic Polaron，是由电子与周围晶格或磁性环境相互作用形成。在磁性半导体或量子阱中，载流子（如电子）的自旋通过耦合作用诱导周围磁化强度的集体响应，形成电子-磁化畸变云的束缚态。
  - 激子磁性极化子 Excitonic magnetic polaron：Exciton Magnetic Polaron，由磁性半导体微结构中铁磁自旋耦合态与自由激子相互作用形成的复合元激发。
  - 磁极化子 magneto-polaron：由电子（或空穴）与磁性材料中的磁激发（如磁振子）相互作用形成。电子的运动受到周围磁性环境的影响，形成一种结合了电子及其引发的磁畸变的“修饰态”。
  - 自旋波极化子 Spinaron：是一种新型多体态磁极化子，自旋激发磁振子和电子或空穴耦合产生的磁极化子的原子局域化版本。
  - 磁振子极化子 Magnon polaron：是具有磁振子和声子混合特征的基本激发，磁振子与声子耦合形成拓扑。手征磁振子极化子 chiral magnon polaron（手性声子）
  - 拓扑磁振子极化子 topological magnon polaron：由 Dzyaloshinskii-Moriya (DM)相互作用诱导的磁振子-声子耦合。
  - 谷极化子 Valley polaron：电子或空穴在特定能谷中的强局域化效应。
  - 自旋极化极化子 spin-polarized polaron：自旋极化子 Spin polaron，由电子（或空穴）与材料（如反铁磁体或铁磁体）中局域自旋自由度（如磁性离子的自旋排列）强耦合形成“电子+自旋云”的复合准粒子。
  - 自旋轨道极化子 Spin-orbital polaron (SOP)：磁性外尔费米子系统中单原子缺陷附近存在有一类特殊的激发态，在非磁性的硫表面上单原子空位周围会产生空间局域的磁性极化子，表现为三重旋转对称性的束缚态激发。
  - 自旋轨道双极化子 spin-orbital bipolaron
  - 范德华极化子 van der Waals polaron：位于团簇范德瓦尔斯间隙位置的受限电子与局域晶格畸变耦合。由范德华相互作用主导的分子间振动耦合稳定的极化子，表现出独特的极化子态和局部向上的能带弯曲。
  - 里德伯极化子 Rydberg polaron：里德伯原子与玻色-爱因斯坦凝聚体（BEC）中的玻色子通过强相互作用形成的多体准粒子。
  - 铁电极化子 Ferroelectric polaron：电子（或空穴）与铁电材料中局域极化晶格畸变强耦合形成的准粒子。
  - 铁磁极化子 Ferromagnetic polaron：电子（或空穴）与铁磁材料中局域极化晶格畸变强耦合形成的准粒子。
  - CE型反铁磁极化子 CE-type antiferromagnetic polaron
  - 齐纳极化子 Zener polaron：通过双交换（double exchange）机制铁磁耦合的两个铁磁极化子形成的二聚体（FM极化子二聚体）。
  - 姜-泰勒极化子 Jahn-Teller polaron，反姜-泰勒极化子 Anti-Jahn-Teller polaron：由姜-泰勒效应（Jahn-Teller distortion）驱动的晶格畸变与电荷载流子耦合形成的准粒子。电子简并态通过自发对称性破缺降低系统能量，导致局域晶格畸变并捕获载流子。
  - 姜-泰勒双极化子 Jahn-Teller bipolarons：自旋轨道姜-泰勒双极化子 Spin-orbital Jahn-Teller bipolarons
  - 霍尔斯坦极化子 Holstein polaron
  - 动态短程有序极化子 dynamic short-range-ordered polaron、静态长程有序极化子 static long-range-ordered polaron
  - 耗散极化子 Dissipative Polaron：与环境中声子或光子强耦合的玻色子准粒子，适用于非马尔可夫动力学研究。
  - 巡游量子极化子 Itinerant quantum polaron：在高度可极化的环境中，电子在原子间的快速运动使得它自然地引发周边偶极子的极化方向的快速变化（所谓的“量子涨落”）。
  - 平移不变极化子 translation-invariant polaron、TI-polaron：TI极化子的基态是电子-声子系统的离域态，电子在空间任何点出现的概率都是相似的。电子密度和声子模的振幅（通过与电子的相互作用重新归一化）都是离域的。缺乏电子局域化（即自陷态）的极化子势阱（由局域声子形成）的概念。因此，平移不变极化子的激发极化电荷等于零。TI极化子可以产生束缚TI双极子态，这在超导理论中起着重要作用。
  - 反扭曲极化子 anti-distortive polaron：极化子的形成是局部抵消和扭曲运动的过程。
  - 玻色极化子 Bose polaron：将原子杂质掺入玻色-爱因斯坦凝聚体，使用射频光谱，在远低于超流体临界温度的条件下，杂质形成了明确的准粒子，其反转寿命随温度呈线性增长，符合量子临界行为。微波修饰玻色极化子 microwave-dressed Bose polaron
    - 激子玻色极化子 excitonic Bose polaron：

  - 费米极化子 Fermi polaron：由一个杂质和一个费米海组成的复合体。杂质可以是一个电子、原子或分子，而费米海则是由许多费米子组成的量子态，比如金属中的电子气。当杂质和费米海之间有强烈的相互作用时，杂质会激发出费米海中的涟漪，也就是声子或密度波。这些涟漪会跟随杂质移动，形成一个极化子。费米极化子既不完全是费米子，也不完全是玻色子。它们具有一定程度的混合性，取决于杂质和费米海之间的相互作用强度和范围。单重态极化子 Singlet polaron（激子与相同谷中的费米海发生耦合）、三重态极化子 Triplet polaron（激子与相反谷中的费米海发生耦合）、吸引费米极化子 Attractive Fermi polaron、排斥费米极化子 repulsive Fermi polaron
  - 狄拉克费米极化子 Dirac Fermi polaron：狄拉克极化子 Dirac polaron，在狄拉克材料（如石墨烯、拓扑绝缘体、二维过渡金属硫化物）中形成的准粒子，由高迁移率狄拉克费米子（如电子或空穴）与周围集体激发（如声子、等离激元或杂质）强耦合产生。
  - 排斥费米极化子 repulsive Fermi polaron：磁性外尔费米子系统中单原子缺陷附近存在有一类特殊的激发态，在非磁性的硫表面上单原子空位周围会产生空间局域的磁性极化子，表现为三重旋转对称性的束缚态激发。
- 等离激元 Plasmon：也叫電漿子、等离体子，由電漿震盪量子化产生的準粒子，是自由電子氣的集體震盪。在光的作用下，材料中的电子发生集体振荡。这些电子波可以沿着材料表面传播，从而在纳米尺度上操纵光。
  - 等离极化子 Plasmaron：由等离激元和空穴耦合而产生的准粒子。
  - 等离光子激元 Plasmariton：由等离激元与光子通过强耦合形成的混合准粒子。在纳米光子学系统中，当金属或石墨烯中的自由电子集体振荡（等离激元）与电磁场（光子）发生强相互作用时，形成具有新色散关系的杂化模式，兼具光子的传播性与等离激元的局域场增强能力。
  - 隧穿电子等离激元 tunnelling electron Plasmon：将发光分子放置在纳米等离子体隧道结的隧穿路径中会导致上转换电致发光，其中发射的光子的能量超过激发电子的能量。
  - 电荷中性等离激元 charge neutral plasmon：异相电荷中性等离激元 out-of-phase charge neutral plasmon
  - 光学等离激元 Optics Plasmon：电子在光的激励下沿相同方向振荡。
  - 声子等离激元 Phonon Plasmon：电子在声子的激励下沿相反方向运动。
  - 声学等离激元 Acoustic Plasmon，图像等离体激元 image plasmon：异相声学等离子体激元 out-of-phase acoustic plasmon
  - 磁等离激元 Magneto-plasmon：是指存在于磁场中的等离子体中的一种集体激发模式，当外部磁场作用于材料时，电子的轨道运动会受到洛伦兹力的影响，导致电子密度在空间上重新分布，从而形成磁等离激元。
  - 磁性等离激元 Magnetic Plasmon：磁性材料中等离激元与自旋波耦合态，调控磁光效应。
  - 体等离激元 Volume plasmon：由电子束或带电粒子在金属中引起的具有纵波或压缩波形式的自由电子的集体振荡。
  - 表面等离激元 Surface Plasmon：也叫表面電漿子，存在於任兩個其介電函數的實部在穿越交界面時改變正負號的物質的交界面間的相干電子震盪。是一种量子化的电荷密度波，是固体中自由电子相对于正电荷背景的离子实振荡的元激发。当光子照射到金属表面时，其与金属表面的自由电子发生耦合并导致金属表面的电子发生集体性的振荡。特别是当入射光频率与等离激元共振频率相同时，会产生表面等离激元共振现象。根据表面等离激元传播特性可分为表面等离极化激元和局域表面等离激元(Localized Surface Plasmon，LSP)。
  - 赝表面等离激元 Sproof Surface Plasmons (SSP)
  - 负频率等离激元 negative frequency plasmon：当原子高速运动时，多普勒效应会导致其与负频率等离激元共振，而后者对应的电磁场极化方向恰好是原子偶极矩的“镜像手性”。因此，原本“不匹配”的左旋原子反而成为摩擦力的“推手”。
  - 谷间等离激元 intervalley plasmon：原子薄的二维半导体，暴露于强光或电子掺杂时，会产生这种激发，增加紧密结合的电子-空穴对（或激子）之间的耦合。
  - 双曲等离激元 hyperbolic plasmon，瞬态双曲等离激元 hyperbolic transient plasmon
  - 莫尔等离激元 Moiré plasmon：激发莫尔超晶格中的莫尔等离激元。
  - 莫尔磁等离激元 Moiré Magneto-plasmon：磁性莫尔超晶格中等离激元手性调控，实现太赫兹光偏振开关。
  - 非线性等离激元 Nonlinear plasmon
  - 狄拉克等离激元 Dirac plasmon
  - 拓扑节线等离激元 topological Nodal-Line Plasmon
  - 三维外尔半金属等离激元 three-dimensional Weyl semimetals plasmon：三维拓扑等离激元（three-dimensional topological plasmon）包括体等离激元 bulk plasmons、表面/边缘等离激元 surface/edge plasmons、费米弧等离激元 Fermi-arc plasmons。
  - 三维狄拉克半金属等离激元 three-dimensional Dirac semimetals plasmon
- 极化激元 Polariton：也叫電磁極化子、偏振子，由電磁波之間的強烈耦合以及帶有電偶極子或磁偶極子的激發作用中产生，也可看為一顆受激的光子，它能解釋在共振中色散的光的交叉。光子，光学声子。
  - 光子极化激元 Photon Polariton：光子与声子耦合的混合激发，常见于光机械系统中。杂化激子-光子-声子极化激元 hybridized exciton-photon-phonon polaritons、二次耦合声子-光子极化激元 quadratically coupled phonon-photon polariton、混合原子-分子-光子极化激元 hybrid atom-molecule-photon polaritons、光子晶体极化激元 Photonic Crystal Polariton。
  - 聲子极化激元 Phonon polaritons (PhPs)：聲子-電磁極化子由紅外線光子及光學聲子（Optical phonon ）的耦合形成。
  - 纵向-横向声子极化激元 Longitudinal-Transverse Phonon Polariton (LTPP)：同时具有横向特性和纵向特性。
  - 朗道声子极化激元 Landau-phonon polaritons (LPPs)：来自石墨烯中的狄拉克磁激子模式与 hBN 中的双曲声子极化子模式的相互作用。
  - 幽灵聲子极化激元 Ghost phonon polaritons (g-PhPs)：红外领域中一类独特的声子极化子，其特点是在表面上具有超长无衍射传播能力，在体内具有倾斜波前。
  - 中红外图像声子极化激元 mid-IR image phonon-polaritons
  - 水波极化激元 Water Wave Polaritons：
  - 激子极化激元 Exciton polaritons (EPs)：是半导体量子结构中光学受限光和电子受限激发（激子）的量子叠加态。局域激子极化激元 localized exciton polaritons
  - 双激子极化激元 Biexciton polaritons：双激子跃迁和腔光子模式之间的强耦合状态。
  - 带电双激子极化激元 Charged biexciton polaritons：半导体-纳米腔体系中由带电双激子和等离激元相干耦合形成的五粒子极化激元。
  - 螺旋态拓扑激子极化激元 helical topological exciton-polariton：由赝时间反演对称性保护。
  - 负质量激子极化激元 Negative-mass exciton polaritons：准粒子的动力学中的负质量效应。
  - 偶极极化激元 dipolaritons，dipolar polaritons：电极化激子-极化激元 electrically polarized exciton-polaritons，电极化激子-偶极极化激元 electrically polarized exciton-dipolaritons，是受限光子和电子激发相互作用的量子杂化，携带电偶极矩。板波导偶极极化激元 slab-waveguide dipolaritons、非线性偶极极化激元 nonlinear dipolar polaritons
  - 库珀对极化激元 Cooper-pair polaritons：带有库珀对。
  - 轴子极化激元 axion polaritons：
  - 暗极化激元 Dark Polaritons：电磁感应透明（EIT）中光与原子系综耦合形成的暗态激发，具有长寿命。
  - 谷极化激元 Valley Polaritons：谷电子态与光子的耦合。
  - 自旋极化激元 spin Polaritons：激子与光子强耦合形成，结合了激子的自旋自由度和光子的长程相干性。准自旋极化激元 quasispin polaritons
  - 磁振子极化激元 Magnon polaritons：自旋波极化激元，磁振子-電磁極化子，是磁振子与光耦合的结果。
  - 赝磁振子极化激元 pseudo-magnon-polaritons
  - 表面磁振子极化激元 Surface magnon-polaritons：真空和旋磁介质（可以是铁磁或反铁磁）界面处形成的磁振子极化激元。
  - 空腔磁振子极化激元 Cavity magnon polaritons：腔磁振子 cavity magnonics，腔光磁振子cavity optomagnonics，腔光子-磁子的强耦合体系，可理解为50%的光子态和50%的自旋态的混合叠加。
  - 磁激子极化激元 Magneto-exciton polaritons：在外加磁场作用下，激子与光子通过强耦合作用形成的。
  - 等离激元激子极化激元 Plasmon-exciton polaritons、等离激元激子 Plexciton、激子等离激元 Excimon：等离激子激元，等离子体与激子耦合而成。
  - 连续域束缚态极化激元 bound states in the continuum (BICs) Polaritons
  - 费米极化子极化激元 Fermi polaron-polaritons：表现出强束缚的三角子(trion)和极化子。等离激元-激子-三重子极化激元 Plasmon-Exciton-Trion polaritons
  - 界面等离极化激元 Interface plasmon polaritons
  - 表面等離極化激元 Surface plasmon polaritons：表面等离激元-電磁極化子，由表面電漿子及光子的耦合形成，波长取决于物质及其几何结构。分为两种局域表面等离子共振 Local Surface Plasmon Resonance，LSPR 和表面等离极化激元 Surface Plasmon Polariton，SPPs。长程表面等離極化激元 Long-Range Surface Plasmon Polaritons、有效表面等离子体极化激元 effective surface plasmon polaritons (ESPP)、人工表面等离极化激元 Spoof Surface Plasmon Ploariton (SSPP)、超受限面内各向异性声学太赫兹等离极化激元 ultraconfined in-plane anisotropic acoustic terahertz plasmon polaritons、无损耗表面极化激元 lossless surface polaritons、水波单向表面极化激元 water waves unidirectional surface polaritons（一维凹槽阵列可以等效为负水深）
  - 狄拉克等离极化激元 Dirac plasmon polariton、布拉格散射狄拉克等离极化激元 Bragg scattered Dirac plasmon polariton
  - 体等離極化激元 Volume plasmon polaritons：支持波矢比自由空间中的光大得多的体视模式。
  - 幽灵极化激元 Ghost polaritons：沿着垂直表面方向的传播常数为复数（同时有实部也有虚部），表现为该方向上的电磁场传播呈现振荡衰减的特性。
  - 幽灵表面极化激元 Ghost surface polaritons
  - 范德华极化激元 van der Waals polaritons：具有范德华异质结构的材料。包括极性绝缘体中的声子振动，半导体激子，超导体中的Cooper对以及（反）铁磁体中的自旋谐振形成的激元。范德华等离极化激元 van der Waals plasmon polaritons、范德华聲子极化激元 van der Waals Phonon polaritons、范德华激子极化激元 van der Waals Exciton polaritons (EPs)、范德华库珀对极化激元 van der Waals Cooper-pair polaritons、范德华磁振子极化激元 van der Waals Magnon polaritons
  - 莫尔极化激元 Moiré polaritons
  - 超表面极化激元 Metasurface Polaritons：光子与人工超表面（Metasurface，通常由亚波长结构组成）中的电磁共振耦合形成的准粒子。
  - 板波导极化激元 slab-waveguide polaritons
  - 子带间极化激元 Intersubband polaritons：能帶內-電磁極化子，子带间-電磁極化子由红外或太赫兹光子与子带间激发耦合而产生的。
  - 布拉格极化激元 Braggoritons、Bragg polaritons：布拉格電磁極化子是布拉格光子模式与体激子耦合的结果。
  - 空腔极化激元 Cavity polaritons：空腔激子极化激元 Cavity Exciton polaritons、共振腔-電磁極化子，空腔-電磁極化子是共振腔模態和激子的耦合會形成電磁極化子模態。
  - 微腔极化激元 Microcavity polaritons：能够在小到波长级别的尺寸范围内束缚和操纵光。
  - 增益驱动极化激元 Gain-Driven Polaritons：增益嵌入式腔磁学平台，由放大电磁场激活，增益驱动的光物质相互作用具有不同的效应。
  - 光力极化激元 Optomechanical Polariton：在光腔-机械振子耦合系统中，光子的辐射压力会驱动机械振动（声子）
  - 单向射线极化激元 unidirectional ray polaritons (URPs)
  - 有机激子极化激元 organic exciton-polariton：是由光学电磁模和有机分子中的弗伦克尔激子(Frenkel excitons)杂化形成的，是光子、电子和声子的三重混合物。
  - 轴子极化激元 Axion Polariton：拓扑材料中光子与轴子场耦合的混合激发，具有反常电磁响应。
  - 狄拉克极化激元 Dirac polaritons[12]：狄拉克-電磁極化子，蜂窝状超表面支持的光与物质相互作用的极化激元，超表面同时表现出两种不同的无质量狄拉克极化子，I 型和 II 型狄拉克极化激元 type-I and type-II Dirac polaritons、狄拉克激子极化激元 Dirac exciton-polariton、狄拉克等离极化激元 Dirac Plasmon Polaritons
  - 季亚科诺夫极化激元 Dyakonov polaritons：季亚科诺夫等離極化激元 Dyakonov Plasmon-Polaritons、类季亚科诺夫表面极化激元 Dyakonov-like surface polaritons (DLPs)、季亚科诺夫表面极化激元 Dyakonov Surface polaritons (DSPs)、季亚科诺夫磁振子极化激元 Dyakonov Surface magnon polaritons (DSMPs)
  - 双曲极化激元 Hyperbolic Polaritons (HPs)：在双曲材料中，由于材料的介电常数（或等效的电磁参数）在不同方向上具有相反的符号，色散关系呈现出双曲面形状。这种特性允许电磁波以非常规的方式传播。双曲剪切极化激元 Hyperbolic shear polaritons、双曲等离极化激元 Hyperbolic plasmon polaritons (HPPs)、范德瓦尔斯双曲极化激元 van der Waals hyperbolic polaritons、电荷转移双曲极化激元 Charge-transfer hyperbolic polaritons、对称破缺双曲极化激元 symmetry-broken hyperbolic polaritons、平面双曲极化激元 Planar hyperbolic polaritons、体积约束双曲极化激元 Volume-confined hyperbolic polaritons、表面约束双曲极化激元 Surface-confined hyperbolic polaritons、双曲光子极化激元 Hyperbolic Photon polaritons、双曲声子极化激元 Hyperbolic Phonon Polaritons (HPhPs)、双曲回音壁声子极化激元 Hyperbolic whispering-gallery Phonon polaritons、面内双曲声子极化激元 in-plane hyperbolic phonon polaritons、双曲激子极化激元 Hyperbolic Exciton polaritons、双曲库珀对极化激元 Hyperbolic Cooper-pair polaritons、双曲体视极化激元 Hyperbolic Volume Polaritons (HVPs)、双曲体视声子极化激元 Hyperbolic volume phonon polaritons (HVPPs)、双曲表面极化激元 Hyperbolic Surface Polaritons (HSPs)、双曲表面声子极化激元 Hyperbolic surface phonon polaritons (HSPhPs)、双曲表面声子等离极化激元 Hyperbolic surface phonon plasmon polaritons、杂化双曲表面声子极化激元 Hybridized hyperbolic surface phonon polaritons、幽灵双曲表面极化激元 Ghost Hyperbolic Surface polaritons（“面—体”复合型极化激元）、幽灵双曲声子极化激元 Ghost hyperbolic phonon polaritons (g-HPs)、季亚科诺夫双曲表面极化激元 Dyakonov hyperbolic Surface polaritons (DSPs)、双曲磁极化激元 Hyperbolic Magnetic polaritons、双曲磁振子极化激元 Hyperbolic Magnon polaritons、双曲超曲面微机械极化激元 Hyperbolic Metasurfaces Micromechanical Polaritons、
- 磁声子 magnetophonon

## 分数化
多体分数化 Fractionalization in many-body systems：分数化准粒子（Fractional Quasiparticle），是强关联量子系统中构成物质的基本物理单元（如电子、自旋）在相互作用下分裂为携带分数化量子数的元激发。
- 分数电荷粒子 fractional charge particles：在某些量子系统中，由于电子的强相互作用和拓扑效应，系统可以“分裂”出携带分数电荷的准粒子。这些准粒子不是真正的独立粒子，而是整个系统的集体激发，电荷值可以是e的分数，比如{\displaystyle e/3}、{\displaystyle e/5}、{\displaystyle e/4}、{\displaystyle 2e/5}等。奇数分母电荷粒子与偶数分母电荷粒子的性质不同。分数态包含多种奇异量子相，包括陈绝缘体，分数量子拓扑绝缘体（FTI）、分数量子自旋霍尔态、非阿贝尔分数态。空穴掺杂侧（{\displaystyle \nu <0}），电子掺杂侧（{\displaystyle \nu >0}）。已发现的分数态：-8/3、-5/2、-7/3、-2、-5/3、-3/2、-4/3、-1、-4/5、-2/3、-1/2、-2/5、-1/3、-1/5、0、1/7、2/7、1/3、2/5、3/7、1/2、4/7、2/3、3/4、6/7、1、6/5、4/3、3/2、5/3、9/5、2、11/5、7/3、5/2、8/3。
  - 奇数分母分数电荷粒子：如{\displaystyle e/3}、{\displaystyle e/5}最常见于分数量子霍尔效应的劳克林态(Laughlin)。这些态出现在填充因子{\displaystyle \nu =1/m}（{\displaystyle m}是奇数，如 1/3、1/5、1/7）时。劳克林准粒子（Laughlin quasiparticles）的电荷是{\displaystyle e/m}，比如{\displaystyle \nu =1/3}时，电荷为{\displaystyle e/3}；{\displaystyle \nu =1/5}时，电荷为{\displaystyle e/5}。这是因为电子通过强相互作用“分担”电荷，形成了一个新的有效粒子。这些准粒子是任意子，它们的统计介于费米子和玻色子之间。具体来说，它们的交换相位是分数形式的，比如{\displaystyle \theta =\pi /m}（{\displaystyle m}是奇数）。这意味着交换两个{\displaystyle e/3}准粒子时，波函数会乘以一个相位{\displaystyle e^{i\pi /3}}，而不是简单的{\displaystyle +1}（玻色子）或 {\displaystyle -1}（费米子）。
  - 偶数分母分数电荷粒子：如{\displaystyle e/4}、{\displaystyle 2e/5}，出现在更复杂的量子霍尔态中，比如 {\displaystyle \nu =p/q}（{\displaystyle q}是偶数）。这些状态不像奇数分母那样可以用简单的单层劳克林波函数描述，而是涉及多层结构、复合费米子理论或非阿贝尔态。{\displaystyle \nu =1/4}，准粒子电荷可能是 {\displaystyle e/4}， {\displaystyle \nu =2/5}，准粒子电荷为 {\displaystyle e/5}或其倍数（如 {\displaystyle 2e/5}），具体取决于激发类型。这些准粒子也可以是任意子，但可能具有更复杂的统计行为。比如 {\displaystyle \nu =5/2}（偶数分母态）中的准粒子被认为是非阿贝尔任意子，交换它们不仅改变相位，还可能改变量子态空间的结构。非阿贝尔性质意味着它们的统计依赖于交换顺序，这与奇数分母的阿贝尔任意子（交换顺序无关）不同。
  - 劳克林态 Laughlin state：电荷分数化最著名的例子之一是第{\displaystyle m}个劳克林态（{\displaystyle m}-th Laughlin state）中携带电荷{\displaystyle {\pm }e/m}的基本激发（准粒子或准空穴），它描述了分数量子霍尔态，是强关联系统的原型之一。
  - 激子劳克林态 Excitonic Laughlin states：具有谷数分数化但没有电荷分数化的特征，并且具有与伊辛磁体相同的量子化电荷霍尔电导率，{\displaystyle \sigma _{xy}={\pm }{e2/h}}, 在这些能带中可以构建的具有最高激子密度的劳克林态是{\displaystyle \nu =1/4}玻色子劳克林态，即使自发地破坏了时间反转对称性，也没有谷极化。
- 复合费米子 Composite Fermions：凝聚态物理中用于解释分数量子霍尔效应的核心概念。通过将电子与偶数个（通常为2个）量子磁通量（{\displaystyle \phi _{0}=h/e}）绑定在一起，通过这种结合，电子的统计行为和物理性质会发生显著改变。两通量复合费米子 two-flux composite fermions、四通量复合费米子 four-flux composite fermions、六通量复合费米子 Six-Flux Composite Fermions
- 复合玻色子 Composite Bosons：凝聚态物理中描述强关联电子系统中准粒子行为的重要概念，在分数量子霍尔效应（FQHE）和其他低维强关联体系中具有关键作用。通过将电子绑定奇数个量子磁通量（{\displaystyle \phi _{0}=h/e}），其统计性质从原始的费米子转变为玻色子，改变其统计性质，从而解释复杂的量子多体现象。
- 分数磁旋子 fractional Magneto-roton：一个带分数正电荷的任意子，和分数负电荷的任意子形成的态。其长波可以看成正负任意子对的激子，短波可以看成一种正负任意子等离子体的密度波(声子)。劳克林(Laughlin)态中的磁旋子是分数量子霍尔效应中的最低能量中性集体激发，由Girvin， MacDonald和Platzman类比液氦中的旋子而提出，可理解为复合费米子的激子。
- 分数磁荷粒子 fractional Magnetic particles：在铁磁伊辛自旋链中，自旋只能沿易轴方向排列，形成两重简并的铁磁基态。体系的元激发是畴壁（即基态边界），畴壁携带正或负的磁荷，可被视为自由的“磁极”。常规自旋的磁偶极矩通常表现为正负磁荷的紧密束缚态，但在分数化过程中，这一束缚态被打破，磁偶极矩分裂为独立的分数磁荷，成为体系中的元激发。
- 分数自旋粒子 fractional spinon particles：某些量子自旋液体中的自旋子可能携带分数化的自旋量子数（如1/2），但其拓扑自旋（由系统的拓扑序决定）可能进一步表现为分数化形式。有些准粒子的自旋不再是传统费米子的半整数，而是其它分数形式，如 {\displaystyle 1/3}或其他非半整数值。强关联系统中，自旋可能分解为多个准粒子，每个准粒子携带部分自旋。
- 分数化磁通子 Fractionalized Fluxon：量子自旋液体中携带{\displaystyle h/(2e)}磁通量的拓扑缺陷，与自旋子相互作用形成束缚态。
- 分数化单极子 Fractionalized monopole：通常指具有分数拓扑荷（如 {\displaystyle \pm 1/2}、{\displaystyle \pm 1/3}的准粒子或拓扑激发。

## 极子
极子 pole：通常用于描述电荷、磁荷或其他物理量的分布。多极展开基于球谐函数 {\displaystyle Y_{l}^{m}(\theta ,\phi )}，其阶数 {\displaystyle l} 为非负整数（{\displaystyle l=0,1,2,\cdots }）。每一阶对应 {\displaystyle 2^{l}} 极子。
- 单极子 Monopole：BPS (Bogomol'nyi-Prasad-Sommerfield equations) monopoles
  - 电单极子 electric monopole：具有孤立电荷的准粒子（区别于普通电子），具有球对称的电荷分布和势能分布。
  - 磁单极子 Magnetic monopole：在固体材料中，许多邻近电子的自旋协同作用时，可以形成特定的自旋纹理模式，表现为孤立的正或负磁荷区域，这些区域在物理上表现为单一的正或负的磁荷。
    - 动量空间单极子 momentum-space monopole
    - 矢量磁单极子 Vector Magnetic Monopole：其行为类似于传统理论中的磁单极子，具有特定的矢量特性，可通过材料中原子或电子的集体行为表现出来。其磁荷是量子化的，并由拓扑陈数刻画。
      - 狄拉克磁单极子 Dirac magnetic monopole：存在于三维空间，自旋1/2阿贝尔-狄拉克单极子 spin-1/2 Abelian Dirac monopoles
      - 外尔磁单极子 Weyl magnetic monopole：凝聚态物质中的外尔点也被称为外尔磁单极子。
      - 非配对外尔磁单极子 unpaired Weyl magnetic monopole
      - 三重简并单极子 Threefold Degenerate band magnetic monopole：自旋1三重简并拓扑单极子 spin-1 threefold band degeneracies topological monopoles
      - 杨磁单极子 Yang monopole：弯曲单极子，存在于五维动量空间中的四重简并点，其磁荷拓扑性质由第二陈数（Chern number）描述。它源于杨-米尔斯理论中的非阿贝尔规范场，对应的贝里曲率积。自旋3/2非阿贝尔-杨单极子 spin-3/2 non-Abelian Yang monopoles

    - 张量磁单极子 Tensor Magnetic Monopole：存在于四维参量空间，由张量规范势描述，磁荷由Dixmier-Douady拓扑不变量刻画。
    - 分形跳跃单极子 Fractal-hopping monopole

  - 轨道角动量单极子 orbital angular momentum monopole (OAMM)：类单极轨道-动量 Monopole-like orbital-momentum，轨道角动量源自电子波函数的空间配置，在手性拓扑半金属中，缺乏镜像对称性导致轨道角动量的非平凡分布，形成类似磁单极的结构。
  - 声学单极子 Acoustic monopole：在流体力学或声学中，“单极子”指一个点状的声源（如脉动小球），向外辐射球对称的声波。虽然这是经典的单极子概念，但与电磁单极子的数学形式类似。
  - 光学单极子 Optical monopole：通过设计周期性介电结构，在光子能带中引入等效的贝里曲率奇点，模拟外尔点或单极子行为。
  - 轴子单极子 Axion monopole：在轴子场与磁场的耦合模型中，轴子场的拓扑结构可能诱导出等效的磁单极子。
  - 引力单极子 gravitational monopole：假设的时空拓扑缺陷或非平庸结构，引力场中是否存在类似电磁学中磁单极子的孤立极源。
- 双荷子 Dyon：既带电荷又带磁荷的粒子。BPS (Bogomol'nyi-Prasad-Sommerfield equations) dyons
- 上极子 anapole：在对称群 {\displaystyle \operatorname {O} (3)}的所有变换下变换为某个多极子（或相应的矢量球谐函数）的电流系统，但不会辐射到远场。
  - 光子上极子 Photonics anapole：作为散射谱中特定多极米氏系数(Mie-coefficient)的零点出现，也可以解释为笛卡尔多极子（cartesian multipole）和环形多极子（toroidal multipole）的相消干涉。
- 偶极子 Dipole：指相距很近的符号相反的一对电荷或磁荷。线性四极子、方四极子
  - 点偶极子 point dipoles：是通过在保持偶极矩固定的情况下让间隔趋向于 0 而获得的极限。它的场形式特别简单，多极子展开中的 1 阶项恰好是点偶极子场。
  - 电偶极子 electric Dipole (ED)：两个相距很近的等量异号点电荷组成的系统。
    - 纯电偶极子 Pure electric Dipole：點電偶極子 point electric dipoles，是一对相等且相反的电荷，它们之间的距离是固定的。
    - 基本电偶极子 elementary electric Dipole：两个带等量异种电荷且间距为原子或分子距离的点电荷。

  - 原子偶極子 Atomic dipoles、分子偶極子 Molecular dipoles（永久偶極子 Permanent dipoles、瞬時偶極子 Instantaneous dipoles、感應偶極子 Induced dipoles）
  - 非弹性电子隧穿偶极子 inelastic electron tunnelling dipoles
  - 磁偶极子 Magnetic Dipole (MD)：一个非常小的载流回路大约是一个磁点偶极子（point Magnetic dipoles），这种回路的磁偶极矩是回路中流动的电流与回路的（矢量）面积的乘积。静态磁偶极子 static magnetic dipole
  - 引力偶极子 Gravitational Dipole (TD)：在引力的情境下，系統的動量為偶極矩對時間的一階導數，是守恆量，不隨時間變化，因此偶極矩不產生引力輻射。
  - 环偶极子 Toroidal Dipole (TD)：环形矩是电磁场多极展开中的一个独立项，与磁多极和电多极不同，最近有研究称环形多极矩可能不是一个单独的多极子族，而是电多极矩的高阶项。静态环形偶极子 static toroidal dipole、动态环形偶极子 Dynamic toroidal dipole、经典环形偶极子 Classical toroidal dipole、量子环形偶极子 Quantum toroidal dipole
    - 电环形偶极子 electric toroidal dipole：轴向环形偶极子 axial toroidal dipole，描述环形（圆环形）电荷排列，
    - 磁环形偶极子 magnetic toroidal dipole：极性环形偶极子 polar toroidal dipole，也称为上极子 anapole，对应于弯曲成圆环的螺线管的磁场。
- 电多极子 Electric Multipoles：电四极子 electric quadrupole (EQ)、电六极子 electric hexapole (EH)、电八极子 electric octupole (EO)
- 环多极子 Toroidal Multipoles：环四极子 Toroidal quadrupole (TD)、环六极子 Toroidal hexapole (TH)、环八极子 Toroidal octupole (TO)
- 磁多极子 Magnetic Multipoles：磁四极子 Magnetic quadrupole (MQ)、磁六极子 Magnetic hexapole (MH)、磁八极子 Magnetic octupole (MO)
- 引力多极子 Gravitational Multipoles：引力四極矩在廣義相對論中也十分重要。如果它隨時間變化，就能產生引力波。只有引力四極矩或更高階的矩能向外輻射出引力波。而四極矩可隨時間變化，因此它是能產生重力波輻射的最低階多極矩。引力四极子 Gravitational quadrupole (GD)、引力六极子 Gravitational hexapole (GH)、引力八极子 Gravitational octupole (GO)
- 自旋多极子 spin multipoles：自旋偶极子 spin dipole、自旋四极子 spin quadrupole、纯自旋四极子 pure spin-quadrupole（混合磁偶极子和电偶极子）
- 声学多极子 acoustic multipoles：声学偶极子 acoustic dipole、声学四极子 acoustic quadrupole、三组分声偶极子 triple-component acoustic dipoles
- 声学赝自旋多极子 acoustic pseudospin multipoles：声学赝自旋偶极子 acoustic pseudospin dipole、声学赝自旋四极子 acoustic pseudospin quadrupole
- 光学多极子 optical multipoles：光学偶极子 optical dipole、光学四极子 optical quadrupole
- 光学赝自旋多极子 optical pseudospin multipoles：光学赝自旋偶极子 optical pseudospin dipole、光学赝自旋四极子 optical pseudospin quadrupole
- 声子多极子 Phononic multipoles：声子偶极子 Phononic dipole、声子四极子 Phononic quadrupole
- 光子多极子 Photonic multipoles：光子偶极子 Photonic dipole、光子四极子 Photonic quadrupole
- 马约拉纳多极子 Majorana multipoles
- 点四极子 point quadrupole，在平行四边形的4个角上有4个交替的点电荷，例如边长为“a”的正方形，“四极矩”对应于一个二阶张量，点八极子 point octopole，在平行六面体的八个角上有八个交替的点电荷，例如边长为“a”的立方体。这种排列的“八极矩”对应于三阶非零对角张量。更高的多极，例如{\displaystyle 2^{\ell }}阶，将通过点偶极子（point dipoles）（四极、八极等）的偶极（四极、八极等）排列获得，而不是通过低阶点单极子（point monopoles）获得，例如{\displaystyle 2^{\ell -1}}。（单个{\displaystyle 2^{\ell }}极点由两个具有相反符号的移位{\displaystyle 2^{\ell -1}}极点的叠加来近似）。
- 磁布洛赫点 Magnetic Bloch points、磁布洛赫点偶极子 Magnetic Bloch points dipole、磁布洛赫点四极子 Magnetic Bloch points quadrupole
- 贝里曲率单极子 Berry curvature monopole：由贝里相位(Berry phase)连接定义的贝里曲率的源或汇则对应于单极子。具有破缺反演对称性的WSMs，导致移位电流响应中的大峰值或发散的体光伏效应。贝里曲率偶极子 Berry curvature dipole、贝里曲率四极子 Berry curvature quadrupole、贝里曲率八极子 Berry curvature octupole
- 分数阶多极子：标准多极展开中，奇数阶多极子（如 {\displaystyle l=1.5}）或非 {\displaystyle 2^{l}} 命名的极子（如三极、五极）不存在，其无法与球谐函数的整数阶数匹配。但是可以利用亚波长共振结构模拟等效 {\displaystyle l=1.5}阶的辐射模式，这类设计仅是对标准多极展开的工程近似，非严格数学定义。
- 十六极子 hexadecapole、32极子 32-pole、64极子 64-pole
- 三极子 tripole、五极子 pentapole：1、呈现三极或五极对称性，本质上是高阶四极子（{\displaystyle l=2}）或八极子（{\displaystyle l=3}）的微观叠加效应。2、等效“三极矩”的瞬态行为，实为磁偶极子与四极子的动态耦合。3、在动量空间中，外尔点携带拓扑荷 {\displaystyle \pm 1}，类似于磁单极子，若存在三个外尔点，其集体行为可能等效为“三极子”，实际是单极子对的组合。4、在Kitaev自旋液体模型中，分数化的马约拉纳费米子与{\displaystyle Z_{2}}通量相互作用，可能形成等效三极或五极激发，但其拓扑荷为分数（如 {\displaystyle 1/2}），需通过非阿贝尔统计描述。

## 孤子
孤立子 Soliton，反孤子 Anti-Soliton：又称孤子、孤子波、孤立波、孤波，是一种自我增强的孤立波包，它在以恒定速度传播时保持其形状。是由介质中非线性和色散效应的抵消引起的。孤立波和孤立子两者含意的区别，并不完全一致。多数作者称波形分布在有限的空间范围内，且具有弹性碰撞性质，即碰撞后保持原有的速度和波形的孤立波为孤立子。而对呈非弹性碰撞的一类，仍称为孤立波。还有的称KdV方程和其他类似的方程的单孤立波解为孤立波，多孤立波解为孤立子。也有人认为，孤立波与孤立子两词沿用至今已无严格的区别。反孤子与孤子具有相反拓扑电荷的波动结构。双孤子 double-soliton、三孤子 Three-Soliton、四孤子 Four-Soliton、斯托克斯孤子 Stokes Soliton、泡克尔斯孤子 Pockels Soliton、汤斯孤子 Townes solitons、代数孤子 algebraic solitons、破裂孤子 breaking soliton、曲线孤子 curve Soliton、液滴孤子 Droplet-Soliton、跳动孤子 Beating solitons、跳跃孤子 Dromion Soliton、嵌入孤子 embedded solitons、倾斜孤子 tilted soliton、运动孤子 moving soliton、静态孤子 Static solitons、尖峰孤子 peakon soliton、 有理孤子 rational soliton、半有理孤子 semi-rational soliton、共振孤子 resonant soliton、燕尾孤子 Swallow-tail Soliton（色散关系燕尾形状具有尖端和多个分支）、三波孤子 Three-wave solitons、非简并孤子 nondegenerate solitons、简并孤子 degenerate solitons、包络孤子 envelope solitons
- 呼吸子 Breatheron：呼吸式孤子 Breather soliton，在非线性系统中表现出周期性振荡的局域化解。呼吸子是两种类型的周期解：静止解和移动解。零背景呼吸子是由多个速度和振幅相同的标准亮孤子非线性叠加而形成，也称此类呼吸子为“多孤子束缚态”。非零背景呼吸子一般是指局域在平面波背景上的局域呼吸波结构，其产生机制为主要基于非线性系统调制不稳定性。静态呼吸子 Static breathing solitons、移动呼吸孤子 moving breathing solitons、准呼吸孤子 quasibreathing solitons、双色呼吸子 Two-colour breathers
  - 库兹涅佐夫-马呼吸子 Kuznetsov-Ma breather，KMB：20世纪70年代 Kuznetsov 和 Ma 对 NLS 方程进行求解时发现了一种特殊的非线性波，该波表现出在空间方向上局域，时间方向上周期呼吸的特征。库兹涅佐夫-马孤子 Kuznetsov-Ma soliton、超慢库兹涅佐夫-马孤子 Ultraslow Kuznetsov-Ma solitons、双库兹涅佐夫-马孤子 Two-Kuznetsov-Ma Soliton（具有{\displaystyle {\mathcal {PT}}}对称性和{\displaystyle {\mathcal {PT}}}反对称性）
  - 阿赫迈季耶夫呼吸子 Akhmediev breather, AB：1986年 Akhmediev 等在构造 NLS 方程的呼吸子时，发现一类与 KMB 的结构完全不同的非线性波，该非线性波具有在时间方向上局域、空间方向上周期的特点。超慢阿赫迈季耶夫呼吸子 Ultraslow Ahkmediev breathers
  - 一般呼吸子 general breather, GB：1988年 Akhmediev 等以 NLS 方程为研究对象, 得到了一类不拘泥于时间或空间方向周期震荡的呼吸子。
  - 田尻-渡边呼吸子 Tajiri-Watanabe breather breather, TWB：1998年 Tajiri, M 和 Watanabe, Y 提出的一种呼吸子解，它是非线性薛定谔方程的一个精确解，在时间和空间上都具有周期性的振荡特性。
  - 超正则呼吸子 super-regular breathers，SRB：由一对准阿赫迈季耶夫呼吸子（quasi-Akhmediev breathers）组成，2013年 Zakharov VE 和 Gelash AA 提出了规则呼吸子理论。描述了从局部弱扰动发展而来的MI场景，随后表现出长期复杂的非线性演化（长期脉动行为），它提供了对局部小扰动MI发展的全局理解。
  - 组合式马呼吸子 combined MA breathers：由二阶佩雷格林孤子（Peregrine solution）结构和佩雷格林孤子三重结构构建。
- 混沌子 Chaoticon：具有指数衰减响应函数的非局域非线性薛定谔方程的 Hermite-Gauss 型定常解的不稳定演化可以演化为混沌状态。它们不仅表现出混沌特性（具有正李雅普诺夫指数 positive Lyapunov exponents 和空间退相干），还表现出类孤子特性（具有不变的统计宽度和准弹性碰撞的相互作用）。
- 紧支子 Compacton：非线性色散产生具有紧支撑的孤子。
- 会切子 Cuspon：Salerno Model方程的一种离散孤子，其中心具有较高的曲线。一维会切子 1D Cuspon、二维会切子 2D Cuspon
- 指向子 Directron：定向子，指向矢子弹 director bullet，当一个稳定均匀的物理系统在外界驱动作用下，局部产生的一个稳定的指向矢扰动。
- 向列子 Nematicon：在向列相液晶中传输的自陷光束通过分子取向矢的非线性响应（光致再取向效应）形成。向列相液晶非线性光学中的孤子包括空间光孤子和空间光呼吸子。
- 振荡子 Oscillon：振荡孤子 oscillating solitons，宇宙学中标量场理论的长寿命局域解，在振动介质中自发形成的局域化能量结构，表现为稳定且持久的振动波包。其特性介于孤子（完全稳定）与呼吸子（严格周期）之间。
- 平顶子 Platicon：平顶耗散孤子 Flat-top dissipative soliton，在耗散系统（如微环谐振器、光子晶体）中形成的相干局域化结构，具有平坦顶部波形，依赖连续波泵浦维持能量平衡。
- 分数孤子 fractional solitons：分数衍射非线性介质中孤子。一维分数孤子 1D fractional solitons
- 怪波 Rogue Waves：随机非线性系统中振幅远超背景的极端事件，在超连续产生中出现的随机孤子，可视为瞬态孤子。基本怪波的结构：眼状怪波“一峰两谷”，反眼状怪波“一谷两峰”，四花瓣怪波“两峰两谷”。暗-亮-流氓波 dark-bright-rogue waves、混合型暗-亮-亮孤子 mixed type dark-bright-bright solitons、混合型暗-暗-亮孤子 mixed type dark-dark-bright solitons、单峰矢量流氓波 single-hump vector rogue waves、双峰矢量流氓波 double-hump vector rogue waves、三峰矢量流氓波 triple-hump vector rogue waves、非退化怪波
  - 博雷克林怪波 Peregrine Rogue Waves：英国数学家 Howell Peregrine 在非线性波动力学中首次提出了该解析解，用于描述极端波浪的数学模型。博雷克林梳（Peregrine Comb，PC）的解，被视为BMBs的极限情况。若调制幅度满足特定条件，将会得到博雷克林壁（Peregrine Wall，PW）。超高振幅博雷克林孤子 Ultra-high-amplitude Peregrine solitons、超短脉冲巨幅博雷克林孤子 Ultrashort pulse giant amplitude Peregrine solitons
  - 冲击波孤子 Optical Shockwave Soliton：非线性介质中陡峭前沿的局域化冲击。
- 静电孤立波 Electrostatic solitary wave：一种在等离子体中短时间尺度上发生的电磁孤子（与平均电场变化的一般时间尺度相比）。当电场在平行于磁场方向的方向上发生快速变化，并且这种扰动是由单极或偶极电势引起的。
  - 离子声孤立波 Ion-acoustic solitary waves：当引起静电孤立波的电位产生离子声波时发生的一种静电孤立波。
  - 电子-声学孤立波 Electron-acoustic solitary waves：一种产生与电子相关的声波的静电孤立波，这些往往比离子声孤立波更快、频率更高。
  - 超孤立波 Supersolitary waves：其电势包括比静电孤立波本身更小的时间尺度上的脉冲。
- 流体力学孤子 hydrodynamics Soliton
  - 水波孤子 water wave soliton
  - 重力毛细管孤子 gravity-capillary solitons：属于周期调制孤波（periodically modulated solitary waves）家族，在运动方向上具有孤波轮廓，在横向方向上具有周期性。二维低压重力毛细管孤子 2D depression gravity-capillary solitons、二维高压重力毛细管孤子 2D elevation gravity-capillary solitons、三维有限振幅低压重力毛细管孤子 3D finite-amplitude depression gravity-capillary solitons、三维有限振幅高压重力毛细管孤子 3D finite-amplitude elevation gravity-capillary solitons、三维小振幅低压重力毛细管孤子 3D small-amplitude depression gravity-capillary solitons、三维小振幅高压重力毛细管孤子 3D small-amplitude elevation gravity-capillary solitons
- 声孤子 Acoustic soliton：是声波中的一种特殊波动形式，它能够在介质中传播而不发生显著的能量耗散。声孤子通常出现在非线性介质中，其存在依赖于介质的非线性特性和外部条件（如压力或温度的变化）。间隙声孤子 Gap-Acoustic Solitons、光-声间隙孤子 Opto-acoustic Gap Solitons、亚声速孤子 Subsonic solitons、超声速孤子supersonic solitons
- 等离子体孤子 plasma soliton，流体动力学孤子 hydrodynamicsoliton：一维等离子体波 one-dimensional plasma wave、一维等离子体孤子 one-dimensional plasma solitons、立方形离子体孤子 cubic plasma solitons（朗缪尔包络孤子 Langmuir envelope solitons）、朗缪尔波孤子 Langmuir wave solitons、圆柱形离子体孤子 cylindrical plasma solitons、球形等离子体孤子 spherical plasma solitons、圆柱面爱因斯坦-麦克斯韦孤子 Cylindrical Einstein-Maxwell solitons、球面爱因斯坦-麦克斯韦孤子 Spherical Einstein-Maxwell solitons（电引力波 electrogravitational waves）、圆柱形对称引力孤子 cylindrical symmetric gravitational soliton（四维圆柱形时空 four dimensions cylindrical spacetime，五维静止黑洞解five dimensions stationary black hole solutions）、离子声圆柱形孤子 Ion-Acoustic Cylindrical Solitons、离子声阻尼圆柱形孤子 Ion-Acoustic Damped Cylindrical Solitons、尘埃离子声孤子 dust-ion acoustic solitons
- 物质波孤子 matter waves soliton：BEC中衍射和非线性作用相互平衡的结果。二维矢量物质波孤子 two-dimensional vector matter waves soliton、二维物质波激发态孤子 two-dimensional matter-wave Excited states solitons、二维四极物质波孤子 two-dimensional Quadrupolar matter-wave soliton、三维物质波孤子 Three-dimensional matter wave soliton、三维物质波嵌入式孤子 Three-dimensional matter-wave embedded solitons、自旋-轨道耦合物质波孤立子 spin-orbit coupled matter-wave solitons、双组分离散偶极物质波孤子 two-component discrete dipolar matter-wave solitons、物质波亮孤子 Matter-wave bright solitons、亮物质波束缚孤子分子 Bright matter-wave bound soliton molecules、混合物质波微波孤子 Hybrid Matter-Wave-Microwave Solitons、缺陷物质波间隙孤子 Defect matter-wave gap solitons、多维孤子 multidimensional solitons
  - 离散孤子 discrete solitons，半离散孤子 Semi-Discrete Solitons：离散态是晶格或波导阵列中的局域态，由离散NLSE描述。半离散状态定义为在一个方向上离散而在垂直方向上连续的状态。基模离散孤子 fundamental discrete solitons（零涡旋）、矢量离散孤子 vector discrete solitons、类矢量离散孤子 vector-like discrete solitons、离散偶极孤子 discrete dipole solitons、离散涡旋孤子 discrete vortex solitons、半离散涡旋孤子 Semi-Discrete vortex solitons、准离散二维孤子 quasi-discrete 2D solitons、离散孤子串 discrete soliton trains、二维半离散孤子 Two-Dimensional Semi-Discrete Solitons、二维半离散涡旋孤子 Two-Dimensional Semi-Discrete vortex Solitons、二维 {\displaystyle {\mathcal {PT}}} 对称离散孤子 Two-Dimensional {\displaystyle {\mathcal {PT}}}-symmetric discrete solitons、二维 {\displaystyle {\mathcal {PT}}} 对称离散基波孤子 Two-Dimensional {\displaystyle {\mathcal {PT}}} -symmetric discrete fundamental solitons、二维 {\displaystyle {\mathcal {PT}}} 对称离散涡旋孤子 Two-Dimensional {\displaystyle {\mathcal {PT}}} -symmetric discrete vortex solitons、一维非线性薛定谔离散基波孤子 One-Dimensional nonlinear Schrödinger discrete Fundamental Solitons、二维非线性薛定谔离散基波孤子 Two-Dimensional Nonlinear Schrödinger discrete Fundamental Solitons、二维非线性薛定谔离散涡旋孤子 Two-Dimensional Nonlinear Schrödinger discrete Vortex Solitons、一维二阶扭曲离散孤子 One-Dimensiona second-order l Twisted Discrete Solitons、一维萨莱诺模型离散孤子 One-Dimensional Salerno Model Discrete Solitons、二维萨莱诺模型离散孤子 two-Dimensional Salerno Model Discrete Solitons、三维萨莱诺模型离散孤子 three-Dimensional Salerno Model Discrete Solitons、三维离散基波孤子 three-dimensional discrete fundamental solitons、三维离散直偶极孤子 three-dimensional discrete straight dipoles solitons、三维离散二维对角线偶极孤子 three-dimensional discrete 2D-diagonal dipoles solitons、三维离散三维对角线偶极孤子 three-dimensional discrete 3D-diagonal dipoles solitons、三维离散四极孤子 three-dimensional discrete quadrupoles solitons、三维离散八极孤子 three-dimensional discrete octupoles solitons
  - 间隙孤子 Gap Solitons：一维间隙孤子 One-and two-dimensional gap solitons、二维离散间隙孤子 Two-Dimensional Discrete gap Solitons、基本间隙孤子 fundamental gap solitons、缺陷基本间隙孤子 Defect fundamental gap solitons、偶极间隙孤子 dipole gap solitons、异相偶极间隙孤子 out-of-phase dipole gap solitons、同相多峰间隙孤子 in-phase multipeak gap solitons、一峰间隙孤子 one-peaked gap solitons、三峰间隙孤子 three-peaked gap solitons、五峰间隙孤子 five-peaked gap solitons、多峰间隙孤子 multi-peak gap solitons、单峰间隙孤子 single-peak gap solitons、双峰间隙孤子 double-peak gap solitons、三峰间隙孤子 triple-peak gap solitons、四峰间隙孤子 quadruple-peak gap solitons、二维多峰间隙孤子 Two-dimensional multipeak gap solitons、场外间隙孤子 off-site gap soliton（同相偶极间隙孤子 in-phase dipole gap solitons、异相偶极间隙孤子 out-of-phase dipole gap solitons）、场内间隙孤子 on-site gap soliton、亚基本间隙孤子 sub-fundamental gap soliton、单峰间隙孤子 singl-hump gap solitons、双峰间隙孤子 double-hump gap solitons、三峰间隙孤子 tri-hump gap solitons、四峰间隙孤子 quadru-hump gap solitons、亮间隙孤子 bright Gap soliton、暗间隙孤子 dark Gap soliton、弱光间隙孤子 Weak-light gap solitons
    - 表面间隙孤子 surface gap solitons：包括表面亮孤子 surface bright solitons、表面暗孤子 surface dark solitons、表面扭结孤子 surface kink solitons、表面气泡孤子 surface bubble solitons

  - 正质量孤子 positive mass bright and dark solitons、负质量孤子 negative mass dark and bright solitons：在排斥和吸引相互作用下分别得到的暗孤子解和亮孤子解的振幅与宽度依赖于自旋轨道耦合强度。负质量孤子存在的参数区域，意味着动能项的符号发生转变(非线性薛定谔方程的色散系数)。在负质量区域，孤子和亮孤子将会分别出现在吸引和排斥相互作用的BEC中。正质量暗孤子 positive mass dark solitons、正质量亮孤子 positive mass bright solitons、负质量暗孤子negative mass dark solitons、负质量亮孤子negative mass bright solitons、
  - 条纹孤子 stripe solitons：条纹暗孤子 stripe Dark Soliton、暗暗条纹孤子 dark-dark stripe solitons、亮亮条纹孤子 bright-bright stripe solitons、磁条纹孤子 magnetic stripe solitons (dark-bright)、局域条纹波 localized stripe waves（既不亮也不暗）、涡旋条纹孤子 Vortex-stripe soliton、跳动条纹孤子 Beating stripe solitons、近似亮条纹孤子 approximate bright stripe solitons、近似暗条纹孤子 approximate dark stripe solitons、精确非简并亮条纹孤子 exact nondegenerate bright stripe solitons、精确简并亮条纹孤子 exact degenerate bright stripe solitons、简并暗条纹孤子 degenerate dark stripe solitons
  - 块状孤子 lump soliton：暗块状孤子 Dark lump Soliton、两块状孤子 two lump solitons、混合块孤子 Mixedlump-solitons、混合块状条纹孤子 mixed lump stripe soliton、周期性块状孤子 periodic lump solitons、二维暗块孤子 two-dimensional dark lump solitons
  - 扭结孤子 Kink solitons、反扭结子 Antikink：扭结孤波 kink solitary waves，在一维系统中，如聚合物或磁链，折痕是拓扑缺陷，涉及序参数的突然变化，类似于位移子对位错的拓扑约束。属于Sine-Gordon孤子。双扭结孤子 double-kink solitons、块扭结孤子 Lump Kink Solitons、扭结亮孤子 kink-bright solitons、扭结暗孤子 kink-dark solitons
  - 克拉尼孤子 Chladni solitons： 非线性振动系统（如弹性薄板、声学介质）中，由非线性效应与色散平衡形成的局域化波结构，兼具克拉尼模式的驻波特性和孤子的传播稳定性。波形表现为振动能量在特定区域的局域化聚集，类似经典克拉尼图样的节点线分布，但具有孤子的动力学稳定性。由相交涡线组成的复杂孤立波。十字架克拉尼孤子 cross Chladni solitons、辐条轮克拉尼孤子 spoke wheels Chladni solitons、Φ形克拉尼孤子 Φ Chladni solitons
  - 惠特克孤子 Whittaker solitons：二维惠特克孤子 Two-dimensional Whittaker solitons、二维高斯惠特克孤子 two-dimensional Gaussian Whittaker solitons、涡旋环惠特克孤子 vortex-ring Whittaker solitons、半月形惠特克孤子 half-moon Whittaker solitons、项链惠特克孤子 necklace Whittaker soliton、对称单层项链孤子 symmetric single-layer necklace solitons、非对称单层项链孤子 asymmetric single-layer necklace solitons、对称多层项链孤子 symmetric multilayer necklace solitons、非对称多层项链孤子 asymmetric multilayer necklace solitons、旋转惠特克函数型调制涡旋孤子 Rotating Whittaker function modulated vortex solitons
  - 高斯孤子 Gaussian soliton：可以以各种形式存在，如、涡旋孤子、多极孤子、项链孤子。类高斯孤子 Gaussian-like solitons、厄米-拉盖尔-高斯孤子 Hermite-Laguerre-Gaussian solitons、厄米-高斯孤子 Hermite-Gaussian solitons、拉盖尔-高斯孤子 Laguerre-Gaussian solitons、库默-高斯孤子 Kummer-Gaussian soliton、厄米-拉盖尔-高斯呼吸子 Hermite-Laguerre-Gaussian Breather、厄米-高斯呼吸子 Hermite-Gaussian Breather、拉盖尔-高斯呼吸子 Laguerre-Gaussian Breather、自相似厄米-高斯空间孤子 Self-Similar Hermite-Gaussian Spatial Solitons、高阶库默-高斯空间孤子 higher-order Kummer-Gaussian spatial solitons
  - 琼斯-罗伯茨孤子 Jones-Roberts soliton：是二维和三维非线性薛定谔方程中唯一已知的一类稳定的暗孤子解。它们具有独特的细长椭圆形状，可以在不改变形状的情况下移动。二维局部琼斯-罗伯茨孤子 Two-Dimensional Localized Jones-Roberts Solitons、平面琼斯-罗伯茨孤子 Planar Jones-Roberts Solitons、涡旋偶极子 vortex dipole、涡旋反涡旋偶极子 vortex-antivortex dipole
  - 二维晶格孤子 Two-dimensional lattice solitons
  - 二维平带孤子 Two-dimensional flat-band solitons：垂直2-孤子 vertical 2-solitons、同相7-孤子 in-phase 7-solitons、异相7-孤子 outof-phase 7-solitons、二维瓦尼尔孤子 Two-dimensional Wannier solitons、平带基本孤子 flat-band fundamental solitons、平带偶极孤子 flat-band dipole solitons、平带多峰孤子 flat-band multi-peak solitons、平带涡旋孤子 flat-band vortex solitons
  - 二维激发态孤子 two-dimensional Excited states solitons：半涡旋激发态孤子 semi-vortex Excited states solitons、混合模激发态孤子 mixed-mode Excited states solitons（双组分 two-component solitons）、三叶草混合模孤子 trefoil mixed-mode solitons、12瓣甘菊混合模孤子 12-petal camomile mixed-mode solitons、6叶风车混合模孤子 6-vane windmill mixed-mode solitons、项链图案混合模孤子 necklace patterns mixed-mode solitons、5瓣混合模孤子 5-petal mixed-mode solitons、7瓣混合模孤子 7-petal mixed-mode solitons、9瓣混合模孤子 9-petal mixed-mode solitons
  - 多模孤子 multi-mode soliton：拉格朗日-厄密孤子 Laguerre-Hermite Soliton、拉盖尔非局域 LN{\displaystyle {}_{nm}} 空间孤子 Laguerre-nonlocal LN{\displaystyle {}_{nm}} spatial solitons（多环孤子项链（multiple-ring soliton necklaces）的特征是径向节点的数量n和拓扑指数m）、厄密非局域 HN{\displaystyle {}_{nm}} 空间孤子 Hermite-nonlocal HN{\displaystyle {}_{nm}} spatial solitons（孤子矩阵（soliton matrices）的指数决定了两个正交方向上的节点数量。）
  - 多重孤子 Multiple soliton：（方程解：(1+1)-dimensional Sawada-Kotera equation、(2+1)-dimensional Sawada-Kotera equation），多重亮孤子 Multiple bright soliton、多重暗孤子 multiple dark soliton
  - 多维光孤子 Multidimensional optical solitons：(1+1)维光孤子 (1+1)-dimensional optical solitons、(2+1)维光孤子 (2+1)-dimensional optical solitons、(3+1)维光孤子 (3+1)-dimensional optical solitons、(2++1)维光孤子 (2+1+1)-dimensional optical solitons、 高维空间光孤子 high dimensional space optical solitons、空间光学（2+1）维标量孤子 Spatial optical (2+1)-dimensional scalar-solitons、空间光学（2+1）维矢量孤子 Spatial optical (2+1)-dimensional vector-solitons
  - 多复数孤子 Multicomplex solitons：实非线性波动方程的可积扩展，包括其双复数、四元数、共四元数和八元数解。复数孤子 complex solitons、双复数孤子 bicomplex solitons、复数 {\displaystyle {\mathcal {PT}}_{\mathcal {ik}}} 对称孤子 complex {\displaystyle {\mathcal {PT}}_{\mathcal {ik}}} symmetric solution、复数 {\displaystyle {\mathcal {PT}}_{\mathcal {jk}}} 对称孤子 complex {\displaystyle {\mathcal {PT}}_{\mathcal {jk}}} symmetric solution、四元数孤子 Quaternionic solitons、 四元数 {\displaystyle {\mathcal {PT}}_{\mathcal {ijk}}} 对称孤子 Quaternionic {\displaystyle {\mathcal {PT}}_{\mathcal {ijk}}}-symmetric {\displaystyle N}-soliton、共四元数孤子 Coquaternionic solitons、共四元数 {\displaystyle {\mathcal {PT}}_{\mathcal {ijk}}} 对称孤子 Coquaternionic {\displaystyle {\mathcal {PT}}_{\mathcal {ijk}}}-symmetric {\displaystyle N}-soliton、八元数孤子 Octonionic solitons、八元数 {\displaystyle {\mathcal {PT}}_{\mathcal {e1e2e3e4e5e6e7}}} 对称孤子 Octonionic {\displaystyle {\mathcal {PT}}_{\mathcal {e1e2e3e4e5e6e7}}}-symmetric {\displaystyle N}-soliton
  - 格子孤子 Lattice solitons：光晶格中亮物质波。单点孤子 Single-site solitons、多点孤子 multi-site solitons、同点孤子 on-site solitons、非同点孤子 off-site solitons、单通道反相多极格子孤子 Single-Channel out-of-phase Multi-Polar Lattice Solitons、多通道同相多极格子孤子 Multi-Channel in-phase Multi-Polar Lattice Solitons、多通道反相多极格子孤子 Multi-Channel out-of-phase Multi-Polar Lattice Solitons、双通道偶极格子孤子 two-channel dipole lattice solitons
  - 多谷孤子 multi-valley solitons：多谷亮孤子 multi-valley bright solitons、多谷暗孤子 multi-valley dark solitons（多分量马纳科夫模型 multi-component Manakov Model）、单谷暗孤子 single-valley dark soliton、双谷暗孤子 double valley dark soliton、三谷暗孤子 triple-valley dark soliton、非对称亮孤子 asymmetric bright solitons
  - 单极孤子 monopole solitons、多单极子孤子 multi-monopole solitons、偶极孤子 Dipole solitons、半偶极孤子 semi-dipole solitons、涡旋偶极子 vortex dipoles、涡旋-反涡旋偶极子 vortex–antivortex dipoles、多极孤子 multipole solitons、三极孤子 tripole solitons（类似厄米-高斯光束 Hermite-Gaussian optical beams）、四极孤子 quadrupole solitons、五极孤子 pentapole solitons、六极孤子 hexapole solitons、八极孤子 octopole solitons、十二极孤子 dodecagon solitons、二维偶极孤子 two-dimensional Dipole solitons、旋转偶极孤子 rotating dipole solitons、螺旋状类偶极孤子 spiraling dipole-like soliton、螺旋状类三极孤子 spiraling tripole-like soliton、椭圆项链振荡偶极孤子 Elliptical vortex necklaces oscillatory dipole soliton、项链束孤子 necklace beams soliton、二维空间多极孤子 2D spatial multipole solitons
  - 单峰孤子 single-hump solitons、双峰孤子 double-hump solitons、多峰孤子 multihump solitons、三峰孤子 trihump solitons、四峰孤子 quadru-hump solitons、两峰孤子 two-hump soliton（W形孤子 W-shaped soliton M形孤子 M-shaped soliton）、多峰亮孤子 Multi-hump bright solitons
  - 单峰孤子 single-peak solitons、多峰孤子 multi-peak soliton、双峰孤子 double-peak solitons、四峰孤子 four-peak solitons、六峰孤子 six-peak solitons、八峰孤子 eight-peak solitons
  - 振荡孤子 Oscillatory solitons：由自旋轨道耦合和拉曼共振失谐引起的孤子的空间和时间振荡周期。振荡多节点孤子 Oscillating multi-node solitons、多节点静止亮孤子 multi-node stationary bright solitons、多节点运动亮孤子 multi-node moving bright solitons、振荡暗孤子 Oscillating dark solitons、振荡非简并孤子 Oscillatory nondegenerate solitons、非对称双峰孤子 asymmetric double-hump soliton、对称双峰孤子 symmetric double-hump soliton、双峰单峰孤子 double-hump-single-hump soliton
  - 涡旋孤子 vortex solitons：涡旋中心是各类物理量的奇点，对于平面涡旋结构，涡旋中心是一个点，也可以称之为一维奇点。当涡旋中心在三维空间中连接形成直线等空间轨迹，其对应二维奇点。当涡旋中心形成闭合圆形轨迹，该涡旋结构被称为环形涡旋(toroidal vortices)或涡环(vortex rings)。半涡旋孤子 Semi-vortex solitons、半涡旋孤子 half-vortex solitons、各向异性半涡旋孤子 Anisotropic semi-vortex solitons、半量子角动量涡旋孤子 half-quantum angular momentum vortex solitons、半涡旋间隙孤子 half vortex gap solitons、双涡旋孤子 Twin-vortex solitons（双电荷态 Double-charge states）、零涡旋孤子 Zero-vortex solitons、暗涡旋孤子 dark vortex soliton、亮涡旋孤子 bright vortex soliton、二维涡旋孤子 two-dimensional vortex solitons、三维涡旋孤子 three-dimensional vortex solitons、二维离散涡旋孤子 two-dimensional discrete vortex solitons、三维离散涡旋孤子 three-dimensional discrete vortex solitons、三维离散涡旋立方体孤子 three-dimensional discrete vortex cubes solitons、三维离散涡旋-反涡旋立方体孤子 three-dimensional discrete vortex-antivortex cube solitons、三维离散嵌入气泡涡旋孤子 three-dimensional discrete bubble embedded vortex solitons、二维半离散涡旋孤子 Two-Dimensional Semi-Discrete vortex solitons、三维半离散涡旋孤子 Three-Dimensional Semi-Discrete vortex solitons、场中心半离散涡旋孤子 on-site-centered semi-discrete vortex solitons、场间中心半离散涡孤子 intersite-centered semi-discrete vortex solitons、三维混合涡旋孤子 Three-dimensional hybrid vortex solitons、三维时空光涡旋 three-dimensional spatiotemporal optical vortex、非近轴涡旋孤子 non-paraxial vortex solitons、二维非近轴涡旋孤子 2D non-paraxial vortex solitons、解析二维涡旋孤子 analytical two-dimensional vortex solitons、解析三维涡旋孤子 analytical three-dimensional vortex solitons、三维静态涡旋孤子 Three-dimensional static vortex solitons、二维基波半涡旋孤子 two-dimensional fundamental semi-vortex solitons、三维基波半涡旋孤子 Three-dimensional fundamental semi-vortex solitons、二维离散半涡旋孤子 two-dimensional Discrete semi-vortex solitons、三维离散半涡旋孤子 three-dimensional Discrete semi-vortex solitons、半涡旋间隙孤子 half-vortex gap solitons、高拓扑电荷局域耗散涡旋孤子 high topological charges localized dissipative vortex solitons、高电荷涡旋孤子 higher-charge vortex solitons、贝塞尔涡旋孤子 Bessel vortex solitons、光热涡旋孤子 Optothermal vortex-solitons、极化涡旋 polarization vortex、逃逸涡旋 escaped vortex、呼吸涡旋准孤子 breathing vortical quasi-soliton、代数涡旋孤子 Algebraic vortex solitons
    - 方位角子 Azimuthon：方位角调制涡旋孤子，携带轨道角动量，可以在传播过程中以稳定的角速度旋转。调制涡旋方位角子 modulated vortices-azimuthons、旋转方位角子 rotating azimuthons、高阶方位角子 higher-order azimuthons、偶极方位角子 dipole azimuthon、三叶非旋转方位角子 three-lobe non-rotating azimuthon、四叶方位角子 four-lobe azimuthon、五叶方位角子 five lobes azimuthon、十叶方位角子 10 lobes azimuthon、负角速度方位角子 negative angular Azimuthon、正角速度方位角子 positive angular Azimuthon、零角速度方位角子 zero angular Azimuthon
    - 椭圆子 ellipticon：非局域性的各向同性非线性介质中的椭圆调制涡旋。
    - 莫比乌斯子 möbiuson：孤子-涡旋集合体，扭曲畴壁与涡旋共同自组装，形成具有自发折叠的空间局域拓扑物体。呈现了类似于莫比乌斯带的拓扑结构，并将局域场激发封装到均匀远场背景的受抑折叠结构内。
    - 对称涡旋孤子 symmetric vortex solitons、对称半涡旋孤子 symmetric Semi-Vortices solitons、 不对称涡旋孤子 asymmetric vortex solitons、受激对称涡旋孤子 kicked symmetric vortex solitons、受激不对称涡旋孤子 kicked asymmetric vortex solitons 、圆对称涡旋孤子 circular-symmetric vortex solitons、圆对称单电荷涡旋孤子 circular-symmetric single charged vortex solitons、圆对称双电荷涡旋孤子 circular-symmetric double charged vortex solitons、椭圆涡旋孤子 elliptic vortex solitons、单电荷椭圆涡旋孤子 single charges elliptic vortex solitons、双电荷椭圆涡旋孤子 double charges elliptic vortex solitons、螺旋椭圆涡旋孤子 Spiralling elliptic vortex solitons、椭圆涡旋项链孤子 Elliptical vortex necklaces soliton、圆柱矢量涡旋孤子 cylindrical-vector vortex solitons（拓扑电荷径向极化和角极化孤子 topological charge radially and angularly polarized solitons）、一维 {\displaystyle {\mathcal {PT}}} 对称孤子 1D {\displaystyle {\mathcal {PT}}}-symmetric solitons、二维 {\displaystyle {\mathcal {PT}}} 对称基波孤子 2D {\displaystyle {\mathcal {PT}}}-symmetric fundamental solitons
    - 环状涡旋孤子 Ring vortex solitons：涡环孤子 Vortex Ring solitons、环形涡旋孤子 ring-shaped vortex solitons、相干涡旋环孤子 coherent vortex-ring solitons、离散环涡旋孤子 Discrete-ring vortex solitons、涡旋孤子环面 vortex-soliton tori（孤子陀螺 Soliton Gyroscopes）、表面环涡旋孤子 surface ring vortex solitons、环轮廓涡旋孤子 Ring-Profile Vortex Solitons、多环嵌套涡旋孤子 Multiring nested vortex solitons、二维嵌套涡旋孤子 two-dimensional nested vortex solitons、轴对称二维涡环孤子 axially symmetric two-dimensional vortex rings solitons、轴对称三维涡环面孤子 axially symmetric three-dimensional vortex tori solitons、三维环面形涡旋孤子 three-dimensional toroidal vortex solitons、三维棋盘状涡旋孤子 three-dimensional chessboard-like vortex solitons、扭曲环形涡旋孤子 Twisted Toroidal Vortex Solitons（霍普夫子 Hopfions）、霍普夫孤子 Hopf solitons、椭圆涡环 Elliptic Vortex Ring、椭圆薄涡环 Elliptic thin vortex rings、椭圆厚涡环 Elliptic fat vortex rings、手性涡旋环状准粒子 chiral vortex loop-shaped quasiparticles
    - 对称孤子 symmetric solitons、非对称孤子 non-symmetric solitons、圆对称孤子 circular-symmetric solitons、圆形孤子 circularly solitons、 椭圆孤子 Elliptical solitons、方形孤子 square solitons、矩形孤子 rectangular solitons、相干椭圆孤子 coherent elliptic solitons
    - 轴对称孤子 Axisymmetric solitons、轴对称单孤子 axisymmetric one-soliton、轴对称二维孤子Axisymmetric Two-Dimensional Solitons、轴对称扭曲孤子 Axisymmetric twisted soliton、轴对称多孤子 axisymmetric multisolitons、轴对称涡环 axisymmetric vortex rings、非轴对称孤立涡旋 nonaxisymmetric solitonic vortices、球形孤子 spherical solitons、圆柱形孤子 cylindrical solitons、椭圆圆柱面孤子 elliptic cylindrical solitons、圆柱对称孤子 cylindrically symmetric solitons、(3+1)维钟形孤子 (3+1)D bell-shaped solitons
    - 旋转孤子 Rotating soliton：旋转多极涡旋孤子 Rotating multipole vortex solitons、顺时针旋转孤子 clockwise Rotating soliton、逆时针旋转孤子 counterclockwise Rotating soliton、马赛克手性涡旋孤子  Mosaic chiral vortex solitons
    - 环形孤子 Ring Soliton：类似拉盖尔-高斯型涡旋孤子 Laguerre-Gaussian (LG) vortex solitons，两环形孤子 two Ring soliton、环形亮孤子 Ring bright Soliton、环型多极亮孤子 Ring multi-pole bright solitons、多环亮孤子 multi-ring bright solitons、环形暗孤子 Ring Dark Soliton、环型多极类暗孤子 Ring multi-pole dark-like solitons、多环类暗孤子 multi-ring dark-like solitons、(2+1)维空间环孤子 (2+1)-D spatial ring solitons、环形狄拉克孤子 Ring Dirac solitons、灰环孤子 gray ring solitons
    - 多阶径向极涡旋孤子 multi-order polar radial vortex solitons：极一阶径向涡旋孤子 polar one-order radial vortex solitons、极二阶径向涡旋孤子 polar two-order radial vortex solitons、极三阶径向涡旋孤子 polar three-order radial vortex solitons
    - 多稳态孤子 Multi-stable solitons：单稳态孤子 single soliton、双稳态孤子 bistable soliton、双稳涡旋孤子 Bi-stable vortex solitons、多稳态涡旋孤子 multi-stable vortex solitons、多稳态涡旋对 multistable vortex pairs
    - 多瓣孤子 multi-lobe solitons：两瓣离散表面涡旋孤子 two lobes discrete surface vortex solitons、三瓣离散表面涡旋孤子 three lobes discrete surface vortex solitons、六瓣离散表面涡旋孤子 Six-lobe discrete surface vortex solitons、奇数花瓣涡旋孤子 odd-petal vortex solitons、偶数花瓣涡旋孤子 even-petal vortex solitons
    - 多核孤子 multi-core solitons：多核涡旋孤子 Multicore vortex solitons、{\displaystyle {\mathcal {PT}}}-对称涡旋孤子 {\displaystyle {\mathcal {PT}}}-symmetric vortex solitons、三核涡旋孤子 three-core vortex solitons、六核涡旋孤子 six-core vortex solitons

  - 奇异孤子 singular solitons：非线性自吸引和线性色散相互作用产生的奇异解孤子。
  - 亮孤子 Bright soliton，反亮孤子 Anti-bright soliton，暗孤子 Dark soliton，反暗孤子 Anti-dark soliton，亮孤子是一种零背景强度上的能量突起。暗孤子是一定强度背景上的能量凹陷。对于Sasa-Satsuma方程，N=1时的亮孤子也是复mKdV方程的孤子，而N=1时的暗孤子的振幅和速度取决于背景平面波。当N=2时，明孤子可分为振荡型、单峰型和双峰型三种类型，而暗孤子可分为暗(单孔)、反暗、墨西哥帽、反墨西哥帽和双孔五种类型，由于碰撞亮孤子的类型可以改变。根据最小脉冲强度，可以分为黑孤子 Black soliton、灰孤子 Gray soliton。当暗孤子两侧的相位差为π时, 暗孤子的深度为100% ,即孤子中心处没有粒子, 称之为全暗孤子或黑孤子。孤子中心密度不为0，称为灰孤子。玻色-爱因斯坦凝聚体中的暗孤子和灰孤子在高维（d>1）的横向扰动下是表现为蛇形不稳定性被称为蛇形孤子（snaking soliton）。亮单孤子 bright one-soliton、暗单孤子 dark one-soliton、标量亮孤子 scalar bright solitons、标量暗孤子 scalar dark solitons、矢量亮孤子 vector bright solitons、矢量暗孤子 vector dark solitons、空间亮孤子 spatial bright soliton、空间暗孤子 spatial dark soliton、空间黑孤子 spatial Black soliton、空间灰孤子 spatial Gray soliton、亮离散孤子 Bright discrete solitons、暗离散孤子 dark discrete solitons、类亮孤子 bright-like solitons、类暗孤子 dark-like solitons、类暗亮孤子 dark-like-bright solitons、非对称半暗孤子 asymmetric half-dark solitons、环暗孤子 Ring dark solitons、环反暗孤子 Ring antidark solitons、平面暗孤子 planar dark solitons、圆形暗孤子 circular dark solitons、圆形亮孤子 circular bright solitons、暗极化孤子 dark polariton solitons、超慢亮孤子 Ultraslow bright solitons、超慢暗孤子 Ultraslow dark solitons、亮皮秒光孤子 bright picosecond optical solitons、暗皮秒光孤子 dark picosecond optical solitons、解析空间亮自相似孤子 analytical spatial bright self-similar solitons、解析空间暗自相似孤子 analytical spatial dark self-similar solitons、空间亮相似对 spatial bright similariton pairs、空间暗相似对 spatial dark similariton pairs、空间亮相似子 spatial bright similaritons、啁啾亮孤子 chirp bright soliton、啁啾暗孤子 chirp-free dark soliton、啁啾灰孤子 Chirped Gray soliton、啁啾奇异孤子 chirp singular soliton、无啁啾亮孤子 chirp-free bright soliton、无啁啾暗孤子 chirp-free dark soliton、无啁啾灰孤子 chirp-free Gray soliton、无啁啾奇异孤子 chirp-free singular soliton、代数亮孤子 Algebraic bright solitons、亮暗孤子 bright-dark solitons、暗亮孤子 dark-bright solitons、暗暗孤子 Dark-dark solitons、{\displaystyle N}暗暗孤子 {\displaystyle N}-dark-dark soliton、双暗暗孤子 double-dark-dark soliton、三暗暗孤子 triple-dark-dark soliton、灰-灰孤子对 grey-grey soliton pairs、多组分灰孤子 multi-component grey solitons、平行暗孤子对 Parallel dark-soliton pair、参数化光-暗时空孤子 Parametric Light-Dark Spatiotemporal Soliton、亮奇异组合孤子 bright-singular combo solitons、暗单峰孤子 dark single-hump solitons、暗双峰孤子 dark double-hump solitons、亮尖峰孤子 bright peakon soliton、多极亮孤子 multi-pole bright solitons、多极暗孤子 multi-pole dark solitons、两极暗孤子 double-pole dark solitons、三极暗孤子 tri-pole dark solitons、四极暗孤子 quadru-pole dark solitons、五极暗孤子 penta-pole dark solitons、偶极亮亮孤子 double-pole bright-bright solitons、偶极亮暗孤子 double-pole bright-dark solitons、偶极暗暗孤子 double-pole dark-dark solitons、暗亮混合孤子 dark-bright mixed solitons、暗亮混合高阶孤子 Dark-bright mixed high-order soliton、暗亮混合{\displaystyle N}阶孤子 dark-bright mixed {\displaystyle N}th-order soliton、暗亮混合高阶有理孤子 dark-bright mixed high-order rational solitons、暗亮混合高阶半有理孤子 dark-bright mixed high-order semi-rational solitons、暗亮混合{\displaystyle N}孤子 dark-bright mixed {\displaystyle N}-soliton、暗-亮混合多孤子 dark-bright mixed multi-soliton、两个暗-亮孤子 two dark-bright solitons、三个暗-亮孤子 three dark-bright soliton、双组分空间光孤子 two-component spatial optical solitons（双波长分量孤子 two-wavelength components soliton、双频空间孤子 dual-frequency spatial solitons 双色孤子 Two-color solitons、）、空间型表面暗屏蔽孤子 spatial surface dark screening solitons、空间型表面暗光伏孤子 spatial surface dark photovoltaic solitons、双组分暗亮孤子 Two-component dark-bright solitons、双色亮孤子 Two-color bright solitons、双色矢量暗孤子 two-color vector dark solitons、双色矢量灰孤子 two-color vector grey solitons、耗散双色亮亮孤子 dissipative two-colour bright-brightsolitons、耗散双色暗暗孤子 dissipative two-colour dark-dark solitons、三组分空间光孤子 three-component spatial optical solitons、两亮一暗孤子 two-bright-one-dark soliton（dark-bright-bright）、一亮两暗孤子 one-bright-two-dark soliton（dark-dark-bright）
- 电磁孤子 electromagnetic solitons：是电磁场中的特殊波动形式，类似于光孤子，但存在于电磁波中。螺旋电磁孤子 Helical electromagnetic solitons、极短电磁孤子 ultimately short electromagnetic solitons、极短电磁呼吸子 ultimately short electromagnetic breathers、极短电磁非共振包络孤子 ultimately short electromagnetic nonresonant envelope solitons、太赫兹孤子 Terahertz Solitons、超短相对论电磁孤子 Ultrashort relativistic electromagnetic solitons、非分裂相对论电磁孤子 Nondrifting relativistic electromagnetic solitons、弱相对论电磁孤子 Weakly Relativistic Electromagnetic Solitons、驻波电磁孤子 Standing electromagnetic solitons
- 超慢光孤子 ultraslow optical solitons、超光速光孤子 Superluminal optical soliton：近零速度孤子 near-zero velocity solitons、慢光孤子 slow-light soliton、慢光空间孤子 Slow-Light Spatial Solitons、离散超慢光孤子 Discrete ultra-slow optical solitons、超慢时间孤子 ultraslow temporal solitons、超慢三波矢量光孤子 ultraslow three-wave-vector optical solitons、增益辅助超光速光孤子 Gain-assisted superluminal optical solitons、超光速{\displaystyle k}间隙孤子Superluminal {\displaystyle k}-gap solitons、三波超光速矢量光孤子 Three-wave superluminal vector optical solitons、超慢弱光孤子 Ultraslow weak-light solitons、弱光超慢矢量孤子 Weak-Light Ultraslow Vector Solitons、弱光超光速矢量孤子 Weak-light superluminal vector solitons、弱光超慢时空孤子 weak-light ultraslow spatiotemporal solitons、(3+1) 维弱光超光速时空光孤子 (3+1)-dimensional weak light superluminal spatiotemporal optical solitons、 (3+1) 维弱光超光速时空光涡旋 (3+1)-dimensional weak light superluminal spatiotemporal optical vortices、超慢双稳态光孤子 Ultraslow bistable optical solitons、高维超慢光孤子 High-Dimensional ultraslow optical solitons、高维弱光孤子 High-Dimensional Weak-Light optical Soliton、超光速电磁孤子 Superluminal electromagnetic solitons
- 光孤子 Optical soliton：能在光纤中传播的长时间保持形态、幅度和速度不变的光脉冲。最早由 Hasegawa 和 Tappert 于1973年提出，其数学基础为非线性薛定谔方程(NLSE)，通过色散效应与自相位调制(SPM)的平衡实现脉冲稳定传输。光学混沌孤子 optical chaotic soliton、近无啁啾孤子 near-chirp-free soliton、畴壁孤子 Domain wall solitons、偏振畴壁孤子 polarization domain wall solitons、弹跳光孤子 Bouncing optical soliton、激光腔孤子 Laser Cavity Soliton、皮秒孤子 picosecond solitons、亚皮秒孤子 sub-picosecond solitons、飞秒孤子 femtosecond solitons、亚皮秒无啁啾光孤子 Sub pico-second chirp-free optical solitons、反立方非线性共振1-孤子 anti-cubic nonlinear Resonant 1-soliton、共振辐射孤子 resonantly radiating soliton、空间周期孤子 space-periodic solitons、光谱周期孤子 Spectrally pericodic solitons、圆偏振少光周期孤子 circularly polarized few-optical-cycle solitons、光三次-四次孤子 optical cubic-quartic solitons、纯三次光孤子 pure-cubic optical solitons、光子拓扑绝缘体孤子 photonic topological insulator-solitons、孤子片 Soliton sheets
  - 标量孤子 scalar solitons：由于类粒子特征，它在相互通过后，仅通过形状、振幅或速度不变的相位和位置偏移进行碰撞。标量多极孤子 Scalar multipole solitons、标量涡旋孤子 Scalar vortex solitons
  - 矢量孤子 vector solitons：粒子之间的碰撞相互作用表现出更丰富的现象，如强度重新分布、能量交换相互作用和分形结构。马纳科夫矢量孤子 Manakov vector solitons（亮-亮矢量孤子 bright-bright vector solitons、暗-亮矢量孤子 dark-bright vector solitons、暗-暗矢量孤子 dark-dark vector solitons）、单极矢量孤子 monopole vector solitons、偶极矢量孤子 dipole vector solitons、多级矢量孤子 multipole vector solitons、偶极-偶极矢量孤子 dipole-dipole vector solitons、三极-偶极矢量孤子 tripole-dipole vector solitons、偶极-三极矢量孤子 dipole-tripole vector solitons、偶极模矢量孤子 Dipole-Mode Vector Solitons、多峰矢量光空间孤子 Multihump vector optical spatial solitons、单峰矢量孤子 single-hump vector solitons、双峰矢量孤子 double-hump vector solitons、稳态双矢量孤子 Stable Dual Vector Soliton（正交偏振矢量孤子 orthogonally polarized vector solitons）、矢量飞秒光孤子 vector femtosecond optical solitons、项链矢量孤子 necklace vector solitons、自陷项链环矢量孤子 self-trapped necklace-ring vector solitons、贝塞尔型矢量孤子 Bessel-type vector solitons、耗散三维拓扑光孤子Dissipative three-dimensiona topologica optical solitons、高维矢量双分量孤子 higher-dimensional vector two-component soliton、亮-暗矢量双分量单孤子 bright–dark vector two-component one-soliton、亮-暗矢量双分量双孤子 bright–dark vector two-component two-soliton、矢量双分量一阶局域孤子 vector two-component first-order localized soliton
  - 传统孤子 Conservative Solitons：保守孤子，由非线性效应（如自相位调制）与反常色散平衡形成的稳态解，脉冲不与光纤进行能量交换。
  - 高阶孤子 high-order solitons：如果脉冲能量是基阶孤子能量的整数平方倍，脉冲则为所谓的高阶孤子。
  - 一维孤子 One-dimensional solitons
  - 高维孤子 Higher-dimensional solitons：在高维空间系统中光孤子，稳定的高维孤子可以由以下物理系统产生: 具有可饱和和二次型的非线性介质，具有竞争或非局域非线性的材料， 失谐振两能级系统，光晶格系统，非均匀光钎，以及里德伯电磁感应透明(Rydberg-EIT)原子系统等。
  - 表面孤子 Planar Solitons、表面孤子 surface soliton、界面孤子 Interfacial soliton
  - 时空孤子 spatiotemporal solitons：又称为光弹 light bullets，是空间和时间两个维度同时达到平衡的结果。时空耗散光子弹 spatiotemporal dissipative optical bullets（包括自陷孤子 self-trapped solitons、项链环孤子 necklace-ring solitons、环涡旋孤子 ring-vortex solitons、均匀环孤子 uniform-ring solitons、球形光子弹 spherical light bullets、菱形光子弹 rhombic light bullets、基本孤子 fundamental solitons、簇孤子cluster solitons）。三维时空光脉冲序列孤子 Three-Dimensional Spatiotemporal optical Pulse-Train Solitons、时空多模孤子 spatiotemporal Multimode solitons、时空单模孤子 spatiotemporal single-mode solitons、超短时空光孤子 ultrashort spatiotemporal optical solitons、时空孤子链 spatiotemporal soliton chains、时空光学暗X孤波 Spatiotemporal optical dark X solitary waves
  - 时间孤子 temporal solitons：时域孤子，被视为在非线性介质中无限传播的光脉冲，并通过平衡非线性自相位调制和线性色散来维持，分为基阶孤子(波形稳定)和高阶孤子(周期性压缩与分裂)。
  - 空间孤子 spatial solitons：在空间域中保持其形状的自导光束，并得到非线性自聚焦和线性衍射扩展之间平衡的支持。相干孤子 Coherent soliton、非相干孤子 incoherent soliton、随机相位孤子 random phase soliton（非相干孤子）、非退化孤子 Nondegenerate Solitons、离散空间光孤子 discrete spatial Optical soliton、非局域空间光孤子 non-local spatial Optical soliton、里德堡修饰孤子 Rydberg-dressed solitons、马纳科夫空间孤子 Manakov Spatial Solitons、循环空间孤子 Circulating spatial solitons（二维平面闭环轨道 two-dimensional plane closed-loop orbit）、空间弱光孤子 Spatial Weak-Light Solitons、多元空间孤子 multicomponent spatial solitons、同相束缚态孤子 in-phase bound-state solitons、异相束缚态孤子 out-of-phase bound-state solitons
    - 光折变空间孤子 Photorefractive Spatial soliton：是指光束在光折变材料中由于光折变效应与光束的衍射发散作用相互平衡而形成一种无衍射的向前传播的光束。暗光折变空间孤子 Dark Photorefractive Spatial Solitons、灰光折变空间孤子 gray Photorefractive Spatial Solitons、亮光折变空间孤子 Bright Photorefractive Spatial Solitons、(1+1)维光折变克尔条纹孤子 (1+1)D photorefractive Kerr stripe solitons、(1+1)维光折变克尔孤立墙孤子 (1+1)D photorefractive Kerr solitary walls solitons、二维光折变涡旋孤子 two-dimensional Photorefractive Vortex Solitons、非相干多分量空间双稳态孤子 Incoherent multimode spatially bistable soliton、中心反演对称性光折变空间孤子 centrosymmetric photorefractive spatial soliton、光折变聚合物光空间孤子 Photorefractive polymeric optical spatial solitons、双光子光折变空间光孤子 two-photon photorefractive spatial optical solitons、光致异构聚合物空间孤子 photoisomerization polymer spatial solitons、(1+1)维光致异构圆偏振光学空间孤子 (1+1)D photoisomerization Circularly polarized optical spatial solitons
      - 光伏空间孤子 photovoltaic spatial solitons：是一种稳态孤子，由光伏效应引起的光伏电流形成光伏场，进而诱导晶体发生折射率改变而形成的。(1+1)维暗光伏孤子 (1+1)-dimensional dark photovoltaic spatial solitons、(1+1)维亮光伏孤子 (1+1)-dimensional Bright photovoltaic spatial solitons、(2+1)维暗光伏孤子 (2+1)-dimensional dark photovoltaic spatial solitons、(2+1)维亮光伏孤子 (2+1)-dimensional Bright photovoltaic spatial solitons、暗亮复色光光伏空间孤子 dark-bright photovoltaic spatial soliton、异色光伏空间孤子 Interaction between photovotaic spatial solitons、双波长分量光伏空间孤子 two-wavelength components photovotaic spatial soliton、多色光光伏空间孤子 polychromatic light photovoltaic spatial soliton、亮-亮多色光光伏空间孤子 bright-bright polychromatic light photovoltaic spatial solitons、暗-暗多色光光伏空间孤子 dark-darl polychromatic light photovoltaic spatial solitons、亮-暗多色光光伏空间孤子 brght-dark polychromatic light photovoltaic spatial solitons、高阶耦合光伏空间孤子 high-order coupled photovoltaic spatial solitons、空间非相干光伏空间孤子 spatially incoherent photovoltaic spatial soliton、亮光伏离散孤子 bright photovoltaic discrete soliton、暗光伏离散孤子 dark photovoltaic discrete soliton、一维暗光折变光伏空间孤子 one-dimensional dark photorefractive photovoltaic spatial solitons、一维灰光折变光伏空间孤子 one-dimensional gray photorefractive photovoltaic spatial solitons、一维亮光折变光伏空间孤子 one-dimensional Bright photorefractive photovoltaic spatial solitons、(2+1)维光折变光伏空间涡旋孤子 (2+1)-dimensional photorefractive photovoltaic spatial vortex solitons
      - 屏蔽孤子 screening solitons：是一种稳态孤子，起源于光激发载流子（电子或空穴）对外加电场的非均匀屏蔽。一维亮稳态光折变屏蔽孤子 one-dimensional bright Steady-State photorefractive screening solitons、一维暗稳态光折变屏蔽孤子 one-dimensional dark Steady-State photorefractive screening solitons、二维稳态光折变屏蔽孤子 Two-dimensional steady-state photorefractive screening solitons、暗非相干屏蔽孤子 dark incoherent screening solitons、亮非相干屏蔽孤子 bright incoherent screening solitons、三维屏蔽孤子 Three-dimensional screening solitons
      - 屏蔽光伏空间孤子 screening-photovoltaic spatial solitons：在光伏场和外电场共同作用下而形成的光折变空间孤子。暗屏蔽光伏空间孤子 dark screening-photovoltaic spatial solitons、灰屏蔽光伏空间孤子 gray screening-photovoltaic spatial solitons、亮屏蔽光伏空间孤子 Bright screening-photovoltaic spatial solitons
      - 准稳态孤子 quasi-steady-state soliton：是一种时变孤子，它只存在于光折变光栅形成之后和外加电场被显著屏蔽之前的时间窗口里，等效于一个电阻和一个电容的串联。全光双准稳态光折变空间孤子 all optical double-quasi-steady-state photorefractive spatial soliton、一维全光准稳态光折变空间孤子 one-dimensional All Optical Quasi-Steady-State Photorefractive Spatial Solitons、一维亮准稳态光折变空间孤子 one-dimensional bright quasi-steady-state photorefractive spatial solitons、一维暗准稳态光折变空间孤子 one-dimensional Dark quasi-steady-state photorefractive spatial solitons、(1+1)维亮光折变空间准稳态孤子 (1+1)-dimensional bright photorefractive spatial quasi-steady-state solitons、(1+1)维暗光折变空间准稳态孤子 (1+1)-dimensional dark photorefractive spatial quasi-steady-state solitons
      - 非近轴孤子 non-paraxial solitons：非近轴空间孤子 non-paraxial spatial soliton、(1+1)维非近轴孤子 (1+1)-D non-paraxial solitons、非近轴(1+1)维亮孤子 Non-paraxial (1+1)-D bright solitons、非近轴(1+1)维暗孤子 Non-paraxial (1+1)-D dark solitons、非近轴(1+1)维椭圆偏振孤子 non-paraxial (1+1)-D elliptically polarized solitons、非近轴(1+1)维混合偏振孤子 non-paraxial (1+1)-D mixed polarized solitons、(2+1)维非近轴孤子 (2+1)-D non-paraxial solitons、非近轴(2+1)维圆偏振孤子 non-paraxial (2+1)-D circularly polarized solitons、非近轴(2+1)维圆柱对称性亮圆偏振孤子 Non-paraxial (2+1)-D cylindrical symmetry bright circularly polarized solitons、非近轴(2+1)维圆柱对称性暗圆偏振孤子 Non-paraxial (2+1)-D cylindrical symmetry dark circularly polarized solitons、圆偏振空间孤子 Circularly polarized spatial solitons、椭圆偏振空间孤子 elliptically polarized spatial solitons、混合偏振空间孤子 mixed polarized spatial solitons
      - 全息孤子 Holographic solitons：形成全息孤子的物理机理是全息聚焦，两束光波在非线性介质中通过干涉而产生折射率光栅，并通过布拉格反射而相互耦合，导致每一束光波能够相干地进入另一光束之中，当被反射的光束相对于原光束来说存在π/2相位延迟时，就会产生聚焦效应而导致两束光波同时变窄，当两束光之间的能量耦合是对称的即没有单向的能量传递，这两束光能同时演化成空间孤子，这时的全息孤子实际上是以孤子对形式存在的。光折变耗散全息孤子 photorefractive dissipative Holographic solitons、非对称光折变全息空间光孤子 asymmetric photorefractive holographic spatial optical solitons、二维全息孤子 two-dimensional Holographic solitons

    - 暗空间光孤子 Dark spatial Optical soliton：1987年 Pierre-Andre Belanger 等人第一次从自散焦的Kerr型非线性介质中光场的非线性薛定谔方程(NLS)出发,证明了在自散焦的Kerr 型非线性介质中可能存在TE模线偏振的(1+1)维暗空间光孤子，1991年G.A.Swartzlander等人在Na蒸汽中用连续激光第一次观察到以暗带和暗网格形式存在的(1十1)维暗空间光孤子，1992年H.T.Tran 采用线性分析的方法分析了(1+1)维暗空间光孤子的稳定性，1993年G.S.McDonald 等人用数值计算方法分析了准(1+1)维暗空间光孤子的三维不稳定性。

  - 自相似孤子 self-similar solitons：正色散区中通过增益-色散平衡维持的抛物线形孤子，脉宽/脉高按比例缩放。
  - 可访问孤子 accessible solitons：在三维高度非局域非线性介质中引入的一类自相似光束。三维时空抛物线可访问孤子 three-dimensional spatiotemporal parabolic accessible solitons、三维时空高斯可访问孤子 three-dimensional spatiotemporal Gaussian accessible solitons、三维时空环项链可访问孤子 three-dimensional spatiotemporal ring necklace accessible solitons
  - 展宽孤子 Broadening Solitons：在反常色散区中，传统孤子受增益、损耗或高阶色散扰动导致的脉宽动态展宽现象。
  - 色散管理孤子 dispersion-managed solitons：通过交替色散段实现脉冲整形，能量提升但依赖周期性调控，非孤子的全局平衡解。
  - 衍射管理孤子 diffraction-managed solitons：调控光束的宽度和离散空间孤子的振幅。
  - 双折射管理孤子 birefringence-managed soliton：双折射效应在脉冲形成过程中起主导作用的锁模脉冲。
  - 啁啾孤子 Chirped soliton：是指其频率随时间变化的孤子，频率随时间增加，激光输出先是低频再是高频，反之亦然。可以分为正啁啾和负啁啾，正啁啾是频率随时间增加，而负啁啾则是频率随时间减少。非线性啁啾包络孤子 nonlinearly chirped envelope solitons
  - 耗散孤子 dissipative solitons：存在于非线性增益-损耗动态平衡的系统中，具有高能量和矩形光谱特性。动态孤子 dynamic solitons、瞬态孤子 transient solitons、准静态耗散孤子 quasi-static dissipative solitons、耗散奇异孤子 dissipative singular solitons、啁啾耗散孤子 Chirped dissipative soliton、高啁啾耗散孤子 high Chirped dissipative soliton、呼吸耗散孤子 Breathing dissipative solitons、 双色耗散孤子 Two-colour disipative solitons、双波长耗散孤子 Dual-wavelength dissipative solitons、多波长耗散孤子 multi-wavelength dissipative solitons、光机械耗散孤子 Optomechanical dissipative solitons、一维时域耗散孤子 one-dimensional temporal dissipative solitons、三维时空耗散孤子 three-dimensional spatiotemporal dissipative solitons
    - 耗散塔尔博特孤子 dissipative Talbot soliton：由塔尔博特效应产生，塔尔博特效应指周期性光场或脉冲在特定位置上的一类自成像现象，它在空间域和时间域分别由衍射和色散效应主导。稳态塔尔博特孤子 steady state Talbot soliton、呼吸态塔尔博特孤子 breathing state Talbot soliton
    - 拉曼耗散孤子 Raman dissipative soliton：简称“拉曼孤子 Kerr soliton”，由受激拉曼散射产生的。
    - 耗散克尔孤子 Dissipative Kerr Soliton (DKS)：简称“克尔孤子 Kerr soliton”，是典型的时域腔孤子，它的形成依赖于微腔内损耗和参量增益、色散和非线性的双重平衡。耗散克尔单孤子 Dissipative Kerr single soliton、双克尔孤子 dual Kerr soliton、类克尔孤子 Kerr-like Soliton
      - 无色散克尔孤子 Dispersion-less Kerr solitons：本质上不依赖于色散的新型孤子态，无色散孤子在理论上完全不存在色散的情况下也能够稳定存在。奈奎斯特孤子 Nyquist soliton，脉冲形状非常接近于理论上带宽受限的奈奎斯特脉冲。
      - 奇数阶色散孤子 odd-order-dispersion solitons、 三阶色散孤子 third-order dispersion solitons、纯奇数阶色散孤子 pure-odd-order-dispersion solitons
      - 二阶色散孤子 second-order dispersion solitons：耗散二次孤子 dissipative quadratic solitons、纯二次色散孤子pure quadratic dispersion solitons、暗纯二次孤子 dark pure-quadratic soliton
        - 反常色散孤子 anomalous dispersion solitons：这种孤子的典型形状为双曲正割形，目前普遍被称为传统孤子。
        - 近零色散孤子 Near-zero-dispersion solitons：色散接近于零或微负值。
        - 全正常色散孤子 All-normal-dispersion solitons

      - 高阶色散孤子 higher-order dispersion soliton：六次色散孤子 sextic dispersion solitons、八次色散孤子 octic dispersion solitons、十次色散孤子 decic dispersion solitons
        - 四阶色散孤子 quartic dispersion solitons：在具有Kerr非线性和四阶色散的介质中存在或不存在二阶色散（通常也称为群速度色散）的情况下产生的保持形状的脉冲。耗散四次孤子 dissipative Quartic solitons、保守四次孤子 conservative Quartic solitons （存在于负四阶色散）。

      - 广义色散克尔孤子 generalized-dispersion Kerr solitons：由克尔非线性和负纯高、偶数阶色散相互作用产生的无限孤子脉冲。广义四阶色散克尔孤子 Generalized quartic dispersion Kerr soliton（四阶色散占主导地位）、广义六阶色散克尔孤子 Generalized sextic dispersion Kerr soliton （六阶色散占主导地位）。纯高阶色散孤子 pure high-order dispersion solitons、纯高偶阶色散孤子 pure-high-even-order-dispersion solitons、纯六次孤子 Pure-sextic solitons、纯八次孤子 Pure-octic solitons、纯十次孤子 Pure-decic solitons
        - 纯四次孤子 Pure-quartic solitons (PQSs)：具有近零二阶色散和负四阶色散，由负四阶色散和Kerr非线性的相互作用产生。纯一词用于将这类孤立波与先前研究的四次孤子区分开来，出现在反常二阶色散和四阶色散的情况下。矢量纯四次孤子 vector pure-quartic soliton、耗散纯四次孤子 dissipative pure-quartic soliton、暗纯四次孤子 dark pure-quartic soliton（正四阶色散）、 腔纯四次孤子 cavity pure-quartic soliton、纯四次孤子分子pure-quartic soliton molecules、双折射管理纯四次孤子 birefringence-managed pure-quartic soliton

  - 孤子分子 Soliton molecules (SMs)：是孤子之间的稳定束缚态。三维孤子分子 three-dimensional soliton molecules
    - 束缚孤子对 Bound soliton pairs：根据两个孤子之间的相位差，束缚孤子对可以分为四种类型：0（同相）、π（反相）和±π/2。束缚三孤子 bound tri-soliton、光学暗束缚孤子 optical dark bound solitons
    - 耦合圆偏振电磁孤子 Coupled circularly polarized electromagnetic soliton：磁化等离子体中两个共传播电磁脉冲之间的相互作用，具有相同群速度的两个圆偏振波包，其特征是相反的圆偏振，分别为左手圆偏振或右手圆偏振（LCP或RCP），在某些频带中存在三种不同类型的矢量孤子模式：LCP亮/RCP亮耦合孤子对状态、LCP亮/RPC暗孤子对和LCP暗/RCP亮孤子对。
    - 多色孤子分子 multi-colour soliton molecules：双色孤子分子 Dichromatic Soliton-Molecule、双色呼吸分子 Dichromatic Breather Molecules (DBMs)
    - 单稳态单孤子 Monostable Single Soliton：通过孤子与背景光的强相互作用打破多孤子简并性，实现仅存在单一孤子状态。
    - 光孤子分子 optical soliton molecules：光孤子具有粒子特性，通过光孤子间的吸引和排斥等相互作用，多个孤子通过相互作用可以形成各种各样的束缚态。亮孤子形成孤子对（soliton-pair）、孤子三重态（soliton-triplet）、孤子四重态分子（soliton-quartet molecules）、暗孤子对。
    - 多原子孤子分子 Polyatomic soliton molecule（PSM）：由不同基本类型（亮孤子、暗孤子）的孤子间的相互作用形成。在具有近零群速度色散（ZGVD）的单模光纤（SMF）激光器中形成的各种形式新孤子分子，包括由一个标量暗孤子和一个标量亮孤子，或两个标量暗孤子和一个标量亮孤子，或者一个矢量暗孤子和矢量亮孤子（称为普通暗-亮孤子，ODBS）组成的新型孤子分子。基于三阶色散，在实验中实现了暗-反暗孤子分子的观测。暗-反暗孤子 dark-anti-dark solitons、暗-反暗旋量孤子 dark-antidark spinor solitons、矢量反暗孤子 vector anti-dark solitons、矢量反暗孤子分子 vector anti-dark soliton molecules
    - 三维时空孤子分子 Three-dimensions spatiotemporal soliton molecules：三维双孤子分子 3D dual-soliton molecules、三维三孤子分子 3D three-soliton molecules
- 拓扑孤子 topological solitons：携带有拓扑荷(topological charge)的孤子。可以在拓扑保护的情况下快速移动，像未固定的斯格明子。非互易拓扑孤子 Non-reciprocal topological solitons、拓扑保护孤子 topologically protected solitons、拓扑角孤子 topological corner solitons：二次拓扑角孤子 quadratic topological corner solitons（二次谐波 second-harmonic）、拓扑边孤子 topological edge Solitons、单向二次边孤子 unidirectional quadratic edge solitons（二次谐波 second-harmonic）、谷霍尔边缘孤子Valley Hall edge solitons、暗拓扑谷霍尔边缘孤子 Dark topological valley Hall edge solitons、拓扑亮谷霍尔边缘孤子 topological bright valley Hall edge solitons、拓扑表面孤子 topological surface solitons、反传播表面孤子 counterpropagating surface solitons、拓扑体孤子 topological bulk solitons、拓扑间隙孤子 topological Gap Solitons、狄拉克拓扑孤子 Dirac topological solitons、布拉格拓扑孤子 Bragg topological solitons、拓扑弗洛凯孤子 topological Floquet Solitons、拓扑π孤子 topological π solitons、移动拓扑孤子 mobile topological solitons（一维拓扑绝缘体的局域拓扑模（localized topological modes）、移动整数拓扑孤子 mobile integer  topological solitons、移动分数拓扑孤子 mobile fractional topological solitons：分数电荷为±2e/3相位缺陷2π/3拓扑孤子 fractional charges ±2e/3 phase defects 2π/3 topological soliton、分数电荷为±4e/3相位缺陷4π/3拓扑孤子 fractional charges ±4e/3 phase defects 2π/3 topological soliton
  - 比昂子 BIon：玻恩-因费尔德粒子 Born-Infeld particles，在场论（如玻恩-因费尔德 Born-Infeld 模型）中，Bion 特指该模型的解，强调其携带狄拉克δ函数源的特性，与常规孤子（光滑无源解）区分。当Born-Infeld模型与广义相对论耦合时，解称为 “爱因斯坦-玻恩-因费尔德孤子”（EBIon），用于研究引力与非线性电动力学的相互作用。两个孤子通过相互作用形成的稳定复合结构，它的形成依赖于孤子间的干涉力或外场调控。当这种束缚态伴随周期性振荡时，也称为呼吸子(breather)。
  - D-膜孤子 D-brane soliton：在某些场论模型中，由畴壁和附着在壁上的涡线连接点组成的复合孤子。在场论模型中，这些点形成了畴壁涡端缺陷或界面奇异点被称为布经(boojum)的缺陷，即涡流和壁的负结合能，以及单个单极子负电荷的一半。
  - 铁暗孤子 Ferrodark soliton：在自旋-1的超流体中的一种物理质量为负而惯性质量为正的拓扑暗孤子，它的最大传播速度不是由“声速”给出，而是由一个全新的速度速度极限给出。这个速度极限在某些参数范围内可以比该超流体的“声速”大。这个孤子有一个相伴的孤子，这个伴随孤子具有负的物理质量和负的惯性质量以及更高的激发能量，在极限速度时，这两类孤子变得完全一样。在线性势场中的振荡相关结果给出了在超流体中的一类新的严格孤子解。一型铁暗孤子（type-I Ferrodark soliton）具有正惯性质量，并表现出单一的动态不稳定性，产生平面自旋缠绕，从而引起极核自旋涡旋偶极子，正惯性质量导致孤子在横向扰动下发生弹性振动。二型铁暗孤子（type-II Ferrodark soliton）具有负惯性质量，表现出蛇形不稳定性以及自旋扭曲不稳定性，后者涉及平面外自旋缠绕的产生。
  - 费米子霍普夫孤子 Fermionic Hopf solitons
  - 磁振子孤子 Magnon Soliton：自旋波（磁振子）与拓扑孤子的混合准粒子，具有局域化的拓扑保护自旋激发，表现出稳定的非线性行为。
  - 涡旋 vortex：携带非零角动量的孤子，在拓扑相位错(或相奇异点)周围具有非平凡相位分布，并且是具有螺旋相位的高维孤子。磁涡旋 Magnetic Vortex、电涡旋 Electric Vortex、磁电涡旋 Magnetoelectric Vortex、声学涡旋 acoustic vortex、光学涡旋 Optical vortex、等离子体涡旋 plasmonic vortex、电子涡旋 Electron Vortex、电磁波涡旋 Electromagnetic Vortex、微波涡旋 Microwave vortex、X射线涡旋 X-ray vortex、电子束涡旋 electron beam vortex、中子束涡旋 neutron beam vortex、玻色子涡旋 boson-vortex、费米子涡旋 Fermion-Vortex
    - 光子量子涡旋 photons Quantum vortex：光子彼此之间的相互作用不多，需要非线性介质来增强和诱导相互作用。双光子涡旋 two-photon vortex、三光子涡旋 three-photon vortex
    - 手性磁准粒子 Chiral Magnetic Quasiparticles：在不同晶格位置的自旋磁矩方向上存在非共面性。这种特征的非共面性有一个拓扑起源，它对转变为平庸的自旋织构（如铁磁态）具有鲁棒性，可以看作是涡旋和反涡旋的叠加。即使拓扑电荷为零，它们的拓扑也是非平庸的，受到关联磁双半子的间接保护。
    - 磁通涡旋 flux vortex：在超流体或超导体中，流体或磁通量线的旋转结构，涡旋由正常态芯子和包围芯子的超导电流组成，一个磁通涡旋可被认为是由直径为两倍相干长度的正常态芯子与周围环绕的尺度为两倍穿透深度的超导电流组成的。其动态行为有时被量子化为涡旋子（Vortexon），与斯格明子有些类似，但更直接与流体力学或超导相关。
      - 阿布里科索夫涡旋 Abrikosov Vortex：经典涡旋，是第二类超导体中的磁通量子化涡旋，表现为超流序参量的涡旋状分布，核心区域为正常态。
      - 安德森-图卢兹涡旋 Anderson-Toulouse Vortex：是超流氦-3中的一种三维拓扑缺陷，表现为超流序参量的涡旋状分布，核心区域为正常流体。
      - 阿哈罗诺夫-玻姆涡旋 Aharonov-Bohm Vortex：在超导环或纳米结构（如超导纳米线、环形器件）中，由阿哈罗诺夫-玻姆（Aharonov-Bohm, AB）效应诱导的相位涡旋，磁通量量子化但不一定伴随正常态核心。
      - 约瑟夫森涡旋 Josephson Vortex：超导体-绝缘体-超导体（SIS）接合中的一种拓扑磁通量量子化缺陷，磁通量沿结平面传播，无正常态核心。表现为超流相位差（{\displaystyle \phi }）在空间中的涡旋状分布，并携带一个量子化的磁通量（{\displaystyle \Phi _{0}=h/2e}）。
      - 科斯特利茨-索利斯涡旋 Kosterlitz-Thouless Vortex：是二维超导薄膜或二维超导体中由热涨落诱导的拓扑缺陷，涉及超导相位场的涡旋-反涡旋对。
      - 薄饼涡旋 Pancake Vortex：高度各向异性层状超导体（如高Tc铜氧化物超导体Bi₂Sr₂CaCu₂O₈，BSCCO）中沿c轴（垂直于层）形成的扁平涡旋，形似“煎饼”。
      - 珍珠涡旋 Pearl Vortex：是超薄超导膜（厚度 \(d < \lambda\)）中形成的涡旋，磁场分布扩展到膜外，形似二维涡旋。
      - 磁通涡旋束缚态 Vortex Bound States：项链状涡旋束缚态 Necklacelike pattern vortex bound state
      - 界面涡旋 Interface Vortex：在超导-非超导异质结（如超导-拓扑绝缘体、超导-铁磁体界面）中形成的涡旋，磁通量量子化，核心可能位于界面或异质区域。
      - 量子磁通涡旋 quantum vortex：量子涡旋表示某个物理量的量子化磁通环流。在大多数情况下，量子涡流是超流体和超导体中表现出的一种拓扑缺陷。
      - 量子反常磁通涡旋 quantum anomalous vortex，QAV：在没有外加磁场的条件下可在磁杂质上自发形成，其产生机制非常类似于量子反常霍尔绝缘体，并因此而得名。
      - ℤ₂磁通涡旋 {\displaystyle \mathbb {Z} _{2}} Vortex： {\displaystyle \mathbb {Z} _{2}}规范场的磁通量。
      - 多量子涡旋 Multi quantum vortex：是单一涡旋携带多个磁通量量子（\(n \Phi_0\)，\(n > 1\)），常见于快速旋转或强磁场下的超导体。
      - 分数磁通涡旋 fractional Vortex：拓扑超导体或异质超导系统中磁通量非整数倍 \(\Phi_0\)（如 \(\Phi_0/2\)）的涡旋，常与分数统计或拓扑序相关。
      - 阴阳磁通涡旋 Yin-Yang vortex：在垂直磁场下，表面的局部态密度呈现出明显的暗亮对比，类似于道教的阴阳图。每个阴阳涡旋都包含一个量子化的磁通量，阴阳部分之间的边界与U晶体学a轴对齐。在阳部分存在一个尖锐的零能量电导峰，而在阴部分则存在一个具有明显相干峰的超导间隙特征，这甚至比在远离涡旋核心或没有磁场的情况下测量的更尖锐。表面上的阴阳涡旋是由与自旋三重态配对相关的无隙表面态与涡旋束缚态之间的相互作用引起的。

  - 磁通子 fluxon：在超导研究方面，约瑟夫森(Brian D. Josephson)效应中的磁通量子实际上就是孤立子。
  - BPST瞬子 Belavin-Polyakov-Schwarz-Tyupkin instanton (BPST) instanton
  - 极熵子 Maxon：超流体中与熵相关的准粒子，与旋子在能量动量谱中对称。
  - 旋子 Roton[13]：超流氦-4中的基本激发，又称为超流子 Superfluidons，超流体中的量子涡旋。1962年，物理学家朗道预测超流体液4He具有独特的声子色散关系，声子能量（频率）与动量（波数）增大不是简单递增，而是先增加后降低再增加，即色散曲线具有极小值。对于极小值处的准粒子激发，朗道推测其与分子局部转动有关，并称其为旋子（roton）。
    - 类旋子 Roton-like：超材料基于非近邻作用设计类旋子色散曲线。
    - 量子转子 Quantum Rotor：周期性驱动量子转子 periodically driven quantum rotors
    - 量子受激转子 Quantum Kicked Rotor：作为一个周期性驱动的量子系统，不断周期性地激发量子气体，在动量空间中会呈现出局域化的特性，而单粒子情况也被看作是动量空间中的安德森局域化。自旋1/2 量子受激转子 spin-1/2 Quantum kicked rotor
    - 声子-转子声波准粒子 phonon-roton sound-wave quasiparticles：液氦4和超流费米气体中的声子-质子耦合。转子-声子 roton-phonon
    - γ准粒子 γ-quasiparticles：液氦4中的无自旋玻色子转子和自旋1/2冷原子费米气体中的自旋费米子BCS型对破缺激发都表示为γ准粒子，在这两种情况下都表现出能隙∆>0。
    - 电子旋子 Electronic rotons：对于二维电子或偶极液体，在没有磁场的情况下，已经预测排斥相互作用形成旋子最小值。
    - 磁旋子 Magnetoroton：也叫做磁转子、转子，一个带分数正电荷的任意子，和分数负电荷的任意子形成的态。其长波可以看成正负任意子对的激子，短波可以看成一种正负任意子等离子体的密度波(声子)。磁旋子是分数量子霍尔效应中的最低能量中性集体激发，由Girvin， MacDonald和Platzman类比液氦中的旋子而提出，可理解为复合费米子的激子。
    - 引力子激发子 Graviton Mode：这里的引力子与量子引力理论中的基本引力子有很大不同。明显的区别是，这里有2个而不是量子引力中的3个(或更高)空间维度。量子霍尔引力子背后的几何是纯空间的, 而爱因斯坦广义相对论(量子引力的经典版本)的几何是时空的。这些量子霍尔引力子是有能隙的, 而量子引力理论的引力子必须是无能隙(或者说是无质量)的, 这样引力才能长距离传播。
      - 手性引力子 Chiral graviton：类引力子元激发 graviton-like excitations，引力子模，四极激发的手性自旋2的长波磁旋子具有引力子特征，被称为分数量子霍尔效应引力子。存在着一种量子度规，对于主要的分数量子霍尔态，例如1/3态，该度规可描述复合玻色子（一个电子绑上三个磁通量子）的形状，或者近似地，复合费米子（一个电子绑上两个磁通量子）回旋运动轨道的形状。引力子模在电子型分数量子霍尔液体(如1/3填充的Laughlin态)中自旋为–2, 而在空穴型分数量子霍尔液体(如2/3填充态)自旋为+2, 这些带有特定手性的引力子为手性引力子。在1/2填充的玻色子Laughlin态, 存在自旋为–2的手性引力子。由于玻色子系统没有简单的空穴型分数量子霍尔液体, 自旋为 +2的手性引力子只能来自准空穴凝聚导致的高阶分数量子霍尔态, 并与自旋为–2的手性引力子共存。可以利用引力子手性来探测朗道能级填充因子为5/2的分数量子霍尔液体的拓扑序, 最有可能的态是非阿贝尔的在电子型Moore-Read Pfaffian态和空穴型的anti-Pfaffian态，在电子型的Moore-Read Pfaffian态中引力子模自旋为–2, 而在空穴型的anti-Pfaffian态中引力子模自旋为+2。

  - 斯格明子 Skyrmion：最早是由英国粒子物理学家托尼·斯格明(Tony Skyrme)于1961年提出局域孤子模型来表示一类核子的拓扑结构，满足此模型的拓扑准粒子被称为斯格明子。表现为拓扑稳定的自旋纹理，由分布在二维平面（例如xy平面）上的一些有序的单位矢量（三维）组成。有序的单位矢量具有的性质，矢量之间的方向是连续变化的；同时这些矢量包含了三维空间所有的方向。注意：这里矢量的位置是分布在二维平面上的，但是矢量的方向是可以指向三维空间中的任意方向的。斯格明子具备各种不同的形态，为方便分析，可将局限在二维平面上的斯格明子矢量分布映射到单位球体上。根据映射方式的不同，大致可归类为四大类：斯格明子、嵌套斯格明子、双半子、嵌套双半子，而其中每一类又可再归类为Néel型、Bloch型和反型，其矢量分布特性由极性{\displaystyle p}、涡度{\displaystyle m}和初始相位γ共同决定。另外还有抗旋型，位于两条对角线上的自旋沿径向旋转，而其他自旋垂直于半径旋转，以及混合型，包括Bloch型和Néel型自旋旋转。类斯格明子 Biskyrmion-like、三维离散斯格明子 three-dimensional discrete skyrmions、小斯格明子 baby-skyrmions（二维斯格明子、婴儿斯格明子）、嵌入离域场气泡的二维离散婴儿斯格明子 skyrmionsembedded delocalized field bubble 2D discrete baby skyrmions、初级斯格明子 Elementary Skyrmion（基础斯格明子）、高阶斯格明子 high-order skyrmion、呼吸斯格明子 breathing skyrmion
    - 布洛赫斯格明子 Bloch Skyrmion：自旋矢量在垂直径向方向连续旋转的布洛赫型(Bloch type)的斯格明子的，也称为径向斯格明子（Radial Skyrmion），刺猬斯格明子(hedgehog skyrmion)，它的特征是涡旋状构型，自旋在垂直于斯格明子核心的平面内平滑旋转。
    - 奈尔格明子 Néel Skyrmion：自旋矢量在径向连续地旋转奈尔型(Néel type)的斯格明子，也称为手性斯格明子（Chiral Skyrmion），螺旋斯格明子（spiral skyrmio），其自旋向内或向外径向指向中心，形成类似刺猬的结构。
    - 反斯格明子 Antiskyrmion：拓扑电荷与普通斯格明子相反，并且表现出相反的绕线行为。一阶反斯格明子 first-order antiskyrmions、二阶反斯格明子 second-order antiskyrmions
    - 双斯格明子 Biskyrmion：由两个绑定的斯格明子组成。
    - 嵌套斯格明子 Skyrmionium：其矢量从纹理中心的向上/下方向逐渐转变到向下/上方向后又逐渐转变到纹理边缘的向上/下方向，可视为由极性相反的两个斯格明子连接而成，其斯格明子数为0。
      - 靶态斯格明子 Target Skyrmion：{\displaystyle k\pi }斯格明子，在嵌套斯格明子中，其矢量完成角度总和为2{\displaystyle \pi }的翻转，其斯格明子数视{\displaystyle k}为奇数±1或偶数0。

    - 半斯格明子 half-skyrmion，半反斯格明子 half-anti-skyrmion：半斯格明子对 half-skyrmion pair
    - 半子 Merons，反半子 Antimeron：有界半块 bounded half-lumps，平面内斯格明子in-plane skyrmions ，麦纫、麦韧、分数斯格明子，斯格明子的拓扑半结构，在磁性薄膜或超薄层中表现为半整数拓扑荷（Skyrmion number）。对于扭曲系统，是Bloch型，而对于应变系统则是Néel型。铁电向列相液晶中的极化涡旋的极化强度与弹性各向异性的竞争关系，决定了最终形成的拓扑结构是拓扑结构是同心圆类半子 concentric meron-like（C-meron），还是发散型类半子 divergent meron-like（D-meron）。赝自旋半子 Pseudospin meron、斯托克斯半子 Stokes meron（动量空间半子 Momentum-space merons）、畴壁半子 domain-wall meron、畴壁反半子 domain-wall antimeron、液晶腔半子 Liquid-crystal-cavity （二阶半子）
      - 双半子 Bbimeron（分数斯格明子对）、半双半子 half-bimeron 、半子链 bimeron chains、半子网 bimeron web
      - 嵌套双半子 Bimeronium
      - 三重半子 triplet-meron：时空半子 Space-time merons
      - 磁半子 Magnetic meron，铁电半子 Ferroelectric meron、波半子 wave meron

    - 磁斯格明子 Magnetic Skyrmion：微纳米尺度上的一种自旋结构，由于受到拓扑保护，其具有较高的稳定性，同时可以被很低的电流所驱动。根据拓扑磁结构的产生机制，磁性斯格明子可以分成非中心对称结构诱导的DMI（Dzyaloshinskii-Moriya Interaction）磁性斯格明子和偶极相互作用与各向异性共同诱导的DDI（Dipolar-Dipolar Interaction）磁性斯格明子。把一个斯格明子拉伸到三维，便会形成一条三维斯格明子弦，而霍普夫子可以理解为一个2π扭曲的斯格明子弦，两端相连。凝聚斯格明子 condensed skyrmions、一维畴壁斯格明子 One-dimensional domain wall skyrmion、二维圆形斯格明子 One-dimensional circular skyrmions、椭圆形斯格明子 elliptical magnetic skyrmion、多边形斯格明子 polygonal skyrmions、条纹斯格明子 stripe skyrmions、双扭曲斯格明子 double-twist skyrmions、 高阶磁斯格明子 high-order magnetic skyrmion、局域表面等离激元斯格明子 localized magnetic plasmon skyrmions、极性斯格明子 polar-skyrmion、偶极斯格明子 Dipolar skyrmions、偶极反斯格明子 Dipolar antiskyrmions、铁磁斯格明子 ferrimagnetic skyrmion、反铁磁斯格明子 Antiferromagnet skyrmion、合成反铁磁斯格明子 synthetic antiferromagnetic skyrmions、合成亚铁磁斯格明子 synthetic ferrimagnetic skyrmions、 {\displaystyle d^{0}} 轨道磁斯格明子 {\displaystyle d^{0}} Orbital Magnetic Skyrmions、局域磁等离激元斯格明子 localized magnetic plasmon skyrmions
    - 波格明子 wave skyrmion
    - 电斯格明子 Electric skyrmion：具有与电偶极子相似的拓扑结构。极性格明子泡 polar skyrmion bubbles
    - 荷电斯格明子 Charged skyrmions：带电的拓扑结构。单电荷e斯格明子Single-charge e skyrmion、荷电2e斯格明子 charge 2e skyrmion
    - 磁电斯格明子 Magnetoelectric skyrmions：通过近似相互作用，局域偶极子和自旋矩之间存在等周期双射关系。
    - 电磁斯格明子 electromagnetic skyrmions：拓扑复杂的瞬态电磁场提供了对非平凡光物质相互作用的访问，并为信息传输提供了额外的自由度。
    - 谷斯格明子 valley skyrmion：基于谷自由度的拓扑结构。
    - 光学斯格明子 Optical skyrmions：在光学中，斯格明子是一种光束，它的光强分布呈现出旋转对称的环形，而它的偏振分布呈现出螺旋状的旋转。、赝自旋斯格明子 Pseudospin skyrmion、自旋斯格明子 Spin skyrmion、场斯格明子 Field skyrmion、斯托克斯斯格明子 Stokes skyrmion（自由空间斯格明子 Free-space skyrmions）、非局域斯格明子 Non-local skyrmion、局域表面磁性等离激元斯格明子 localized Surface magnetic plasmon skyrmions、电场矢量光学斯格明子 electric field vector optical skyrmions、电磁场矢量光学斯格明子 electromagnetic field vector optical skyrmions、自旋矢量光学斯格明子 spin vector optical skyrmions、赝自旋矢量光学斯格明子 pseudospin vector optical skyrmions、磁矢量光学斯格明子 magnetized vector optical skyrmions、斯托克斯矢量光学斯格明子 Stokes vector optical skyrmions、光学能流斯格明子 optical energy flow skyrmions（坡印廷矢量光学斯格明子 Poynting vector Optical skyrmions）。高阶光学斯格明子 high-order optical skyrmion，一阶斯格明子 1st-order skyrmion、 1st-order 3{\displaystyle \pi } skyrmion、 1st-order 5{\displaystyle \pi } skyrmion，二阶斯格明子 2nd-order skyrmion、 2nd-order 3{\displaystyle \pi } skyrmion、 2nd-order 5{\displaystyle \pi } skyrmion，三阶斯格明子 3rd order skyrmion、 3rd-order 3{\displaystyle \pi } skyrmion、 3rd-order 5{\displaystyle \pi } skyrmion。

  - 一维磁孤子 one-dimensional magnetic solitons：一维手性磁孤子，类似于磁性斯格明子，具有拓扑性和特殊的单轴螺旋磁结构。
  - 斯格明子管 Skyrmion tube， 斯格明子弦 Skyrmion string：径向扭曲结构的三维斯格明子，将一个二维斯格明子的构型扩展到三维并保持其自旋方向不随z方向位置变化，便可以得到一个笔直的斯格明子管(tube)或斯格明子弦(string)。偶极弦（dipole strings）末端有两个布洛赫点。
  - 斯格明子茧 skyrmionic cocoon：变形椭球形状
  - 霍普夫子 Hopfion：Faddeev–Hopf knots，又称为磁涡旋环 magnetic vortexring，三维拓扑孤子，1975年，Faddeev在Skyrme—Faddeev模型框架内提出了一个稳定的孤子解，其拓扑结构可以用霍普夫不变量(Hopf invariant，或霍普夫荷Hopf charge，简写为QH)来描述。包括 Néel 型（刺猬）、Bloch 型（涡旋）和反型（马鞍）纹理。阻挫磁体模型中的霍普夫子构型，其霍普夫荷分别为 QH = 3 (a)、6(b)、7(c)和10(d)，其中(a)和(b)为环状，(c)为链状，(d)为三叶结拓扑结构。斯格明霍普夫子 skyrmionic hopfions、霍普夫环 hopfion ring、霍普夫链 Hopf Link
    - 磁霍普夫子 magnetic Hopfions：Bloch（涡旋）和 Néel（刺猬）类型的磁霍普夫子可以被激发并以稳定状态存在于手性磁体中。
    - 光学霍普夫子 optical hopfion：由斯托克斯矢量光学斯格明子闭环扭曲形成的拓扑结构，其每根“光丝”均对应于特定的偏振椭圆轨迹，形成了霍普夫子矢量光束。斯托克斯霍普夫子 Stokes Hopfion、矢量光学霍普夫子 vector optical hopfion、时空标量光学霍普夫子 Spatiotemporal Scalar optical hopfion、时空脉冲编织标量光霍普子 Spatiotemporal pulse weaving scalar optical hopfions、等相位线标量霍普夫子 equiphase line scalar hopfion。

  - 莫比乌斯环 Möbius strip
    - 光学莫比乌斯环 optical Möbius strip：在时空光场中，光学调控过程也对应了物理对接和扭转。时空涡旋管经过光学变换对接为时空涡旋环，而空间涡旋相位则扭转了相位条带。光学相位莫比乌斯环 optical phase Möbius strip、光学偏振莫比乌斯环 Optical Polarization Möbius Strips
    - 水波极化莫比乌斯带 water-wave polarization Möbius strips
    - 光学涡旋结 optical vortex Knot

  - 环子 Toron：是一种三维拓扑孤子，常见于液晶或软物质系统。它由电场或磁场诱导，形成闭合的环状拓扑缺陷结构，有两个矢量奇点作为边界点，具有非零的拓扑电荷。由扭曲的分子排列构成环状或链状（如“项链”形缺陷）。
  - 扭转子 Twistion：手性液晶中具有扭转结构的拓扑孤子。
  - 螺旋结子 Heliknoton：是具有三维螺旋和结状结构的拓扑孤子，其核心特征是液晶分子指向矢在空间中的连续扭曲和缠绕。
  - 三叶结 Trefoil Knot、八字结 Figure-Eight Knot、所罗门环 Solomon ring、博罗米尼环 Borromean ring
  - 四维斯格明子 four-dimensions skyrmions：在一个四维平面上（xyzt），包含了所有三维实空间（xyz）偏振态的可能性。
  - 铁电孤子 ferroelectric solitons：铁电斯格明子 ferroelectric Skyrmion（奈尔型 Néel-type、布洛赫型 Bloch-type）、铁电半子 ferroelectric merons（刺猬形 Hedgehog-type、涡旋形 Vortex-type）、铁电双半子 ferroelectric bimerons、铁电霍普夫子 ferroelectric hopfions、铁电向错子 ferroelectric disclinations
    - 铁电涡旋 ferroelectric Vortex、铁电反涡旋 ferroelectric Anti-Vortex、铁电离心涡旋 ferroelectric centrifugal vortex
    - 铁电畴壁 ferroelectric domain walls：主要类型是伊辛型（Ising-type）、奈尔型（Néel-type）、布洛赫型（Bloch-type）、混合伊辛-奈尔型（mixed Ising-Néel-type）
    - 磁通量闭合畴 flux-closure domain
    - 球形铁电孤子 Spherical ferroelectric solitons：具有极化涡环包裹着均匀极化核，而其外层则是球形畴界。包括铁电泡 electrical bubbles、极性斯格明子磁泡 polar skyrmion bubbles

  - 多铁拓扑孤子 multiferroic topological solitons
  - 自局域动态磁孤子 self-localized dynamic magnetic soliton（反铁磁性液滴孤子 Antiferromagnetic droplet soliton）
- 方程的孤子解
  - 阿布洛维茨-拉迪克孤子 Ablowitz-Ladik Soliton：1976年 Mark Ablowitz与J. Ladik 提出，离散晶格中的光孤子（如光子晶体）或DNA动力学。亮孤子与暗孤子，离散系统中能量局域化，支持稳定传播。
  - 本杰明-博纳-马奥尼孤子 Benjamin-Bona-Mahony (BBM) solitons：1972年由 T. Brooke Benjamin, J.L. Bona, J.J. Mahony 提出，描述中小振幅长波的传播，修正了KdV方程在色散关系中的缺陷。具有弱色散和非线性平衡的浅水波孤子解。
  - 本杰明-博纳-马奥尼-布格尔孤子 Benjamin-Bona-Mahony-Burgers (BBM-Burgers) solitons：BBM方程与Burgers方程的耦合形式，研究具有耗散效应的长波传播。结合耗散与非线性效应，孤子形状随耗散逐渐衰减。
  - 本杰明-小野孤子 Benjamin-Ono Soliton：1967年 T. Brooke Benjamin 与1972年 Hiroshi Ono 提出，描述深水中的内波（如海洋分层流体的界面波）和等离子体中的离子声波。支持代数孤子解。
  - 布辛涅斯克孤子 Boussinesq Soliton：1872年 Joseph Boussinesq 提出方程，孤子解20世纪70年代，浅水波与弹性膜振动的双向传播模型。行波孤子与周期解，支持能量局域化与色散平衡。
  - 卡马萨-霍尔姆孤子 Camassa-Holm Soliton：1993年 Roberto Camassa与Darryl Holm 提出，流体动力学中的峰孤子传播，如海浪与弹性杆模型。Peakon解，具有双哈密顿结构，碰撞后波形不变但相位累积。
  - 考德雷-多德-吉伯斯-小寺-泽田孤子 Caudrey-Dodd-Gibbon-Kotera-Sawada (CDGKS) Soliton：1975年 P.J. Caudrey, R.K. Dodd, J.D. Gibbon, T. Kotera, S. Sawada 提出，高维可积系统的研究。CDGKS方程的多孤子解，具有高阶非线性效应。
  - 陈-李-刘孤子 Chen-Lee-Liu (CLL) solitons：1979年陈（H.H. Chen）、李（Y.C. Lee）、刘（C.S. Liu）提出，描述光纤中非线性光脉冲的传播。CLL方程支持具有自陡效应的光孤子解。
  - 戴维-斯图尔森孤子 Davey-Stewartson Soliton：1974年 A. Davey与K. Stewartson 提出，二维浅水波包络动力学与非线性光学中的二维孤子。dromion解（二维指数局域化结构），能量分布于交叉波峰。
  - 達維多夫孤子 Davydov soliton[14]：蛋白质中能量传递，代表沿蛋白质α螺旋内自捕获的酰胺I基团传播的激发。它是達維多夫（Davydov）哈密顿量的解。为弄清肌肉收缩的机制提供了有力的途径。
  - 德加斯佩里斯-普罗切西孤子 Degasperis-Procesi Soliton：2002年 A. Degasperis与M. Procesi 提出，浅水波与可积系统研究，描述尖峰孤子（Peakon）。尖峰波形，碰撞后保持速度但相位偏移，支持多峰相互作用。
  - 爱因斯坦-杨-米尔斯孤子 Einstein-Yang-Mills (EYM) soliton：基于爱因斯坦广义相对论与杨-米尔斯理论，描述引力场与规范场耦合的拓扑解。静态圆柱对称SU(2)解，具有Kasner渐近性。
  - 爱因斯坦-麦克斯韦孤子 Einstein-Maxwell solitons：广义相对论与电动力学结合的解，研究引力与电磁场的相互作用。时空中的局域化能流结构，如电引力波解。
  - 弗伦克尔-康托罗娃模型孤子 Frenkel-Kontorova Model Soliton：1938年 Yakov Frenkel, Tatyana Kontorova 提出，模拟一维晶格中的位错运动。拓扑孤子，描述周期势中的局域化位错激发。
  - 弗里德伯格-李-西林孤子 Friedberg-Lee-Sirlin (FLS) Soliton：1976年 R. Friedberg, T.D. Lee, A. Sirlin 提出，量子场论中的能量局域化模型。通过标量场耦合实现经典与量子稳定性。
  - 福卡斯-莱内尔斯孤子 Fokas-Lenells Soliton：2009年 A.S. Fokas与J. Lenells 提出，高阶色散光纤中的超短脉冲传播，怪波（rogue wave）研究。精确怪波解，振幅突发性增长，应用于极端波事件模拟。
  - 格尔吉科夫-伊万诺夫孤子 Gerdjikov-Ivanov Soliton：20世纪80年代 V.S. Gerdjikov与M.I. Ivanov 提出，多模光纤中的矢量孤子及偏振复用通信。多分量解，参数调控偏振态，碰撞时能量守恒。
  - 金兹堡-朗道孤子 Ginzburg-Landau Soliton：1950年V.L. Ginzburg, L.D. Landau 提出的方程，超导、玻色-爱因斯坦凝聚及耗散系统。耗散孤子（脉动、蛇形等），受非线性增益与损耗平衡。三次-五次-七次非线性复杂金兹堡-朗道方程（cubic-quintic-septic nonlinearities complex Ginzburg-Landau equation，CQS-CGL）的解。(3+1)维，衍射（diffraction）、增益（gain）、损耗（loss）、光谱滤波（spectral filtering）、拉曼散射（Raman scattering），三次-五次-七次一阶自陡化效应（cubic-quintic-septic first-order self-steepening effects），三阶、四阶、五阶、六阶、七阶线性色散（third-、fourth-、fifth-、sixth-order、seventh order linear dispersions）、三次-五次-七次非线性（cubic-quintic-septic nonlinearities），复杂金兹堡-朗道方程（complex Ginzburg-Landau equation，CQS-CGL）。三次五次金兹堡-朗道方程（cubic-quintic Ginzburg-Landau equation，CGLE）是控制各种学科中耗散系统弱非线性行为的正则方程，揭示五类孤立波解，脉动孤子 pulsating solitons、爬行孤子 creeping solitons、蛇形孤子 snake solitons、喷发孤子 erupting solitons、混沌孤子 chaotic solitons，这些耗散孤子在时间上不是静止的，它们是空间受限的脉冲型结构，其包络表现出复杂的时间动态。
  - 赫姆霍兹-马纳科夫孤子 Helmholtz-Manakov solitons：是一种空间孤子承载波动方程，用于描述Kerr型介质中宽多分量自陷光束的演化。通过省略缓慢变化的包络近似，HM方程可以精确地描述相对于参考方向以任意大角度传播和相互作用的矢量孤子。
  - 厄米-拉盖尔-高斯孤子 Hermite-Laguerre-Gaussian Soliton：基于光场模式理论，非局域非线性介质中的高阶光孤子。具有复杂对称性的稳定结构。新型高阶空间光孤子与拉盖尔-高斯和厄米-高斯线性本征模（Laguerre-Gaussian and Hermite-Gaussian linear eigenmodes）类似，稳定的高阶光孤子可以以各种形式的孤子项链（soliton necklaces）和孤子矩阵（soliton matrices）存在于非局域非线性介质中。调制不稳定性可以通过类似于广义埃尔米特-拉盖尔-高斯模式（generalized Hermite-Laguerre-Gaussian modes）的中间态，导致具有不同对称性的能量闭合孤子之间的非平凡变换。
  - 广田-萨摩-伊藤孤子 Hirota-Satsuma-Ito (HSI) Soliton：1970-80年代广田良吾（R. Hirota）、萨摩芳男（K. Satsuma）、伊藤隆（T. Ito）提出，可积系统，用于分析浅水波的调制不稳定性及孤子解的稳定性。与耦合KdV方程研究支持多孤子解，其相互作用表现出弹性碰撞特性。
  - 广义广田-萨摩耦合科特韦格-德弗里斯孤子 Generalized Hirota-Satsuma Coupled KdV Soliton：在HSI方程基础上推广的耦合KdV系统，包含更高阶非线性项或扩展维度。其解可表现为多峰孤子或周期波结构。
  - 广田-麦克斯韦-布洛赫孤子 Hirota-Maxwell-Bloch (HMB) Soliton：结合 Hirota 方程（可积非线性模型）与 Maxwell-Bloch 方程（光与二能级原子相互作用的经典理论）的混合模型，用于描述非线性光学系统中光脉冲与介质相互作用的孤子现象。
  - 贾基夫-雷比孤子 Jackiw-Rebbi soliton：1976年 Roman Jackiw，Claudio Rebbi 提出，量子场论中研究拓扑缺陷与费米子局域化现象。当狄拉克方程的质量项在空间变号时，零能态局域在畴壁处，形成拓扑保护的边界态。该模型为拓扑绝缘体理论奠定基础。
  - 卡东穆塞夫-彼得韦亚斯维利孤子 Kadomtsev-Petviashvili (KP) soliton：1970年 B.B. Kadomtsev, V.I. Petviashvili 提出可以推广 KdV 方程到两个空间维度的方程。KdV方程最初是为了模拟一维浅水波的单向传播而提出的，而KP方程则是为了模拟二维空间中类似现象的方程。二维浅水波与等离子体波传播。KP方程的线孤子或格孤子解，具有横向稳定性。
  - 卡东穆塞夫-彼得韦亚斯维利-本杰明-博纳-马奥尼孤子 Kadomtsev-Petviashvili-Benjamin-Bona-Mahony（KP-BBM） soliton：Kadomtsev-Petviashvili（KP）方程（1970年）与Benjamin-Bona-Mahony（BBM）方程的耦合形式，描述二维空间中兼具色散与弱耗散的长波传播。兼具KP方程的横向稳定性与BBM方程的弱色散特性，孤子形态随耗散参数动态演化。
  - 卡东穆塞夫-彼得韦亚斯维利-布辛涅斯克孤子 Kadomtsev-Petviashvili-Boussinesq（KPB） soliton：
  - 克莱因-戈登孤子 Klein-Gordon Soliton：方程源自1926年 Oskar Klein与Walter Gordon，孤子解研究于20世纪60年代。量子场论中的拓扑缺陷（如畴壁、磁孤子），扭结（kink）与反扭结（antikink）解，具有拓扑电荷，碰撞时产生相移。
  - 科特韦格-德弗里斯孤子 Korteweg-de Vries (KdV) Soliton：1895年 Diederik Korteweg, Gustav de Vries 提出，经典浅水波与一维非线性晶格。首个被严格求解的孤子，碰撞后保持特性不变。是孤子理论的经典模型。
  - 昆杜-埃克豪斯孤子 Kundu-Eckhaus Soliton：1984年 Anjan Kundu与G. Eckhaus 提出，非线性光学中的啁啾脉冲传播与BEC中的调制不稳定性。啁啾孤子（频率随位置变化），支持四阶色散与自频移效应。
  - 尼日尼克-诺维科夫-维塞洛夫孤子 Nizhnik-Novikov-Veselov Soliton：1983年 L.P. Nizhnik、S.P. Novikov、A.P. Veselov 提出，二维可积系统研究，应用于非线性光学与表面波动力学。NNV方程支持dromion解（二维局域化孤子），能量在空间呈指数局域。
  - 非线性薛定谔方程孤子 Nonlinear Schrödinger Equation Soliton：描述光脉冲在非线性介质中传播的方程解，广泛应用于光纤通信和玻色-爱因斯坦凝聚态研究。有两类重要的非线性薛定谔方程：一类是超导中的非线性 Schrödinger-Poisson 方程，另一类是来自于玻色-爱因斯坦凝聚中的 Gross-Pitaevskii 方程。外部势 External Potential，广义 generalized，一维、二维、(1+1)维、三维、(2+1)维、(3+1)维，空间调制非线性（spatially modulated nonlinearity）、时间和空间调制（time- and space-modulated）、幂律非线性（power law nonlinearity）、横向调制（transverse modulation）、不同衍射（different diffractions）、变系数（variable-coefficient）改变（空间依赖衍射 space-dependent diffraction、非线性 nonlinearity、增益 gain、损耗 loss）、势（宇称时间({\displaystyle {\mathcal {PT}}} )对称势 parity-time({\displaystyle {\mathcal {PT}}})-symmetric potentials（外势项：波施尔-泰勒势 Pöschl-Teller potentials、广义波施尔-泰勒势 generalized Pöschl-Teller potentials、斯卡夫-1势 Scarff I potentials、斯卡夫-2势 Scarff II potentials、罗森-莫尔斯-1势 Rosen–Morse I potentials、罗森-莫尔斯-2势 Rosen-Morse II potentials、曼宁-罗森势 Manning-Rosen  potentials、埃卡特势 Eckart potentials、胡伦势 Hultén potentials、库仑势 Coulomb potentials、谐振子势 harmonic oscillator potentials、周期势 periodic potentials、准晶体势 quasicrystalline potentials）、光格子势 optical lattice potential、组合时间相关磁光势 time-dependent magnetic-optical potentials（线性格子势 linear-lattice、谐波格子势 harmonic-lattice、谐波线性格子势 harmonic-linear-lattice）），N-耦合（N-component coupled），群延迟（group delay under），时间不均匀色散（temporally inhomogeneous dispersion,），二次-四次（quadratic-quartic）,三次-五次-七次-九次（cubic-quintic-septic-nonic）-（聚焦 focusing -散焦 defocusing），强耦合（strongly coupled），非齐次非局域非线性（inhomogeneous nonlocal nonlinear），薛定谔方程（Schrödinger equation）。一维、二维、三维三次-五次-七次-九次-时空分数（1D、2D、3D cubic-quintic-septic-nonic space-time fractional）离散非局域非线性薛定谔方程（Discrete nonlocal nonlinear Schrödinger Equations）
  - 非线性薛定谔-麦克斯韦-布洛赫孤子 Nonlinear Schrödinger-Maxwell-Bloch Soliton：基于NLS与Maxwell-Bloch方程的耦合模型，描述超短激光脉冲在二能级原子介质中的传播及自感应透明效应。耗散孤子或呼吸子，平衡高阶色散与非线性增益，碰撞时伴随能量转移。
  - 野崎-贝基孤子 Nozaki-Bekki Soliton：1984年 Hidetoshi Nozaki，Toshio Bekki 提出，耗散系统中的行波解，解释等离子体与光纤中的耗散孤子。非可积系统下的精确行波解，具有恒定速度与稳定振幅，碰撞后可能发生湮灭或合并。
  - 佩尔斯-纳巴罗孤子 Peierls-Nabarro Soliton：Rudolf Peierls，Frank Nabarro 提出，晶体位错理论，解释一维晶格中位错运动的能量势垒。表现为晶格畸变的局域化传播，需克服Peierls-Nabarro势垒移动。
  - 佐佐-萨摩孤子 Sasa-Satsuma Soliton：1991年 N. Sasa，J. Satsuma 提出，高阶色散与自陡峭效应主导的超短光脉冲。双峰孤子，碰撞时相位复杂调制，支持呼吸子行为。
  - 泽田-小寺孤子 Sawada-Kotera Soliton：1974年 K. Sawada，T. Kotera 提出，五阶KdV方程模型，描述浅水波与离子声波的非线性演化。高阶色散与非线性平衡下的多峰孤子，碰撞后呈现复杂相位偏移。
  - 泽田-小寺-拉马尼孤子 Sawada-Kotera-Ramani Soliton：由A. Ramani等推广的Sawada-Kotera方程的扩展形式，广义浅水波方程与可积系统研究。支持（2+1）维孤子解，波形呈现交叉分支结构，适用于复杂介质波动。
  - 泽田-小寺-卡东穆塞夫-彼得韦亚斯维孤子 Sawada-Kotera-Kadomtsev-Petviashvili (SK-KP) Soliton：Sawada-Kotera方程与KP方程的结合，高维空间中非线性波的多向传播。兼具五阶非线性与二维色散效应，孤子形态呈格状或环形分布。
  - 正弦-戈登孤子 Sine-Gordon Soliton：方程命名源自方程中出现的正弦函数和物理学家戈登（Walter Gordon），描述一维晶格中的扭结型孤子，应用于超导约瑟夫森结和磁性系统。
  - 双曲正弦-戈登孤子 sinh-Gordon Soliton：方程源于19世纪，孤子解研究在20世纪60年代。可积场论、几何曲面理论（如常负曲率曲面）。非拓扑孤子，解为双曲函数形式，碰撞后产生相位移动但形态不变。
  - 斯奈德-米切尔孤子 Snyder–Mitchell Soliton： Snyder–Mitchell model
  - 苏-施里弗-黑格孤子 one-dimensional Su-Schrieffer-Heeger(SSH) soliton：1979年 Wu-Pei Su、John R. Schrieffer、Alan J. Heeger 提出，聚乙炔导电机制与拓扑绝缘体理论。一维拓扑孤子，携带分数电荷（±e/2），两端束缚局域态费米子。
  - 韦斯-祖米诺-威滕模型孤子 Wess-Zumino-Witten Model Soliton：1971年 Julius Wess、Bruno Zumino 提出， 1984年 Edward Witten 扩展，共形场论、弦论与强关联系统。二维拓扑孤子，具有Wess-Zumino项导致的非平庸拓扑荷，描述瞬子与涡旋。
  - 扎哈罗夫-库兹涅佐夫孤子 one-dimensional Zakharov-Kuznietsov solitons：1974年 V.E. Zakharov, E.A. Kuznietsov 提出，磁化等离子体中的离子声波。ZK方程描述三维柱对称孤子。

## 其它
- 振幅子 Amplitudon：在电荷密度波（CDW）系统中，与电子密度波振幅涨落对应的准粒子，与相位子（Phason）共同描述CDW的动力学。
- 角子 Angulon[15]：双原子分子（杂质）在超流氦中的旋转呈现出的准粒子，用于描述量子杂质（如分子）与多体环境（如超流体）之间的角动量交换。
- 色荷子 Chromon：在理论物理中用来描述与颜色自由度（比如强相互作用中的夸克）相关的准粒子。它和自旋子、轨道子有点类似，都是某种自由度的独立激发。
- 结构子 Configuron[16]：配置子，非晶态材料断裂化学键时的一种基本结构激发态。
- 位移子 Dislon[17]：向错子 disclination、位错子 dislocation，与晶体中位错有关的局部集体激发，它是从经典位错晶格位移场的量子化中产生的。
- 域壁子 Domainwallon：域壁准粒子 Domain Wall Quasiparticle，在铁磁体或铁电体中，不同磁性或电性区域之间的边界（域壁）可以动态移动，这种运动有时被量子化为“域壁子”。它和位移子有点类似，都是与材料中缺陷或边界相关的准粒子。
- 双流子 Duon[18]：由两个粒子通过流体动力耦合而成的准粒子，是由粘性流驱动的二维胶体晶体中的基本激发。
- 熵子 Entropon：理论模型中的熵波量子化，描述无序系统中熵的传播。与热子（Heaton）类似，但强调熵而非热量。
- 味荷子 Flavaron：在凝聚态系统中，“味”可类比于多带或多轨道自由度。不同轨道（如d电子与f电子）的配对可能导致携带“味”量子数的激发。
- 第二声子 Second Sound：超流体氦中温度波的量子化，表现为熵的传播，以波动的形式传播，很像声波。这种现象被称为第二声（second sound），相对的普通声波被称为第一声。在低温超流氦-4中可检测到。磁振子第二声音 magnonic second sound（自旋系统中的类比现象）
- 第三声子 Third Sound：超流氦薄膜上的长波表面波，法向分量保持静止，超流体分量平行于壁振荡。
- 第四声子 Fourth sound：超流氦中存在于狭窄的双侧声道中，正常分量再次保持静止，超流体分量平行于壁振荡，但通道的宽度必须保持固定，因此总密度和温度都有振荡。在完全封闭的纳米流体几何结构中，只有第四种声音可以传播。
- 第五声子 Fifth Sound：超流氦薄膜中在特定条件下（抑制蒸发、部分正常分量阻尼）传播的绝热温度波，其物理本质与第二声类似，但受薄膜几何与界面作用调控。
- 胶子激发子 Gluonic Mode：在量子自旋液体中，自旋自由度因强量子涨落而无法局域化，导致自旋分数化为携带分数化量子数的准粒子（如自旋子）和规范场激发（胶子激发子）。胶子激发子对应于规范场的玻色型激发，传递自旋子之间的相互作用，类似于QCD中胶子传递色荷相互作用。
- 霍尔丹子 Haldanion：一维自旋链中拓扑保护的边缘态激发，与Haldane相相关。
- 热子 Heaton：是热量传播的准粒子形式，有时用来描述非晶材料或复杂系统中的热输运。它和结构子有一定联系，因为两者都涉及无序系统的能量转移。
- 希格斯-安德森激发子 Higgs-Anderson Mode：是超导体中序参量的联合涨落模式，涉及超导能隙的振幅和相位变化，振幅涨落（Higgs模），类比粒子物理中希格斯场的振幅激发。在强涨落体系中（如二维超导体或接近量子相变点），振幅与相位涨落耦合，形成联合模式。其能谱由Higgs模的能隙和相位模的线性色散共同决定。纵向希格斯模式 longitudinal Higgs modes、横向希格斯模式 longitudinal Higgs modes、轴向希格斯模式 Axial Higgs mode、
- 霍夫施塔特准粒子 Hofstadter Quasiparticle：超晶格中磁场诱导的分形能谱激发，呈现“蝴蝶形”电子结构，用于研究拓扑量子霍尔效应。
- 列韦子 Leviton[19]：金属中单个电子的集体激发，激发产生电子脉冲而不产生电子空穴，脉冲的时间依赖性由脉冲电位产生的洛伦兹分布来描述。
- 非费米液体准粒子 Non-Fermi liquid quasiparticles：量子临界系统存在准粒子激发，在整个过渡保持显着的鲁棒性。
- 波梅兰丘克准粒子 Pomeranchuk Quasiparticle：由 Igor Pomeranchuk 提出的概念，指代在费米面形状不稳定性下出现的集体激发。常见于向列相电子态（如液晶或磁性材料）中，表现为各向异性涨落。
- 相位子 Phason[20]：准晶体中与原子重排有关的相态振动模式。最初为描述准晶的水力学模式而引入，用于解释非公度（incommensurate）结构中的滑移激发。在电荷密度波材料中，相位子作为最低基本激发，其质量可由长程库仑相互作用调控，低温下可观测到大质量相位子的相干太赫兹辐射。相位子滑移模式（sliding phason mode）在界面耦合体系中分为无能隙的“非锁定模式”和有能隙的“锁定模式”，分别对应粒子链的浮动态和稳定调制态。声学相位子 acoustic phason、类光学相位子 optic-like phason
- 量子临界振子 Quantum Critical Vibron[21]：量子临界点附近的长寿命非线性准粒子，表现为局域化的振荡激发，系统中与振动自由度相关的集体激发。它通常与晶格振动、电子-声子相互作用或相态涨落在临界点的量子化行为相关联。
- 波纹子 Ripplon：是液体表面或薄膜上涟漪（ripple）的量子化形式。它常见于超流氦或二维系统的表面张力研究中，描述表面波的集体行为。
- 唐克斯-吉拉多气体准粒子 Tonks-Girardeau Gas Quasiparticle：在一维强相互作用玻色子系统中，当相互作用能远大于粒子间动能时，玻色子表现出类似费米子的性质，形成类费米子准粒子。这种现象通过费米子化实现，即玻色子映射为费米子，但仍保留其相互作用特性。
- 激波子 Shockon[22]：通常出现在非线性动力学系统中，在某些凝聚态系统中（如超流体、超导体或量子液体）中激波（shock wave）传播的量子化集体激发，表现为局域化的非线性密度扰动，具有拓扑保护特性。
- 扭子 Twiston：是扭转波（torsional wave）的量子化形式，可能出现在具有扭转自由度的系统中，比如纳米管或层状材料中。它描述了材料中局部旋转的集体激发。
- 空位子 Vacancion：用于描述晶体中空位（缺失原子）扩散时的准粒子行为。空位的移动会导致周围原子的重新排列，像结构子描述的非晶材料中局部结构调整。
- 皱纹子 Wrinklon[23][24]：约束二维系统中与皱痕相对应的局域激发。